# Biserica de lemn din Crasna din Deal

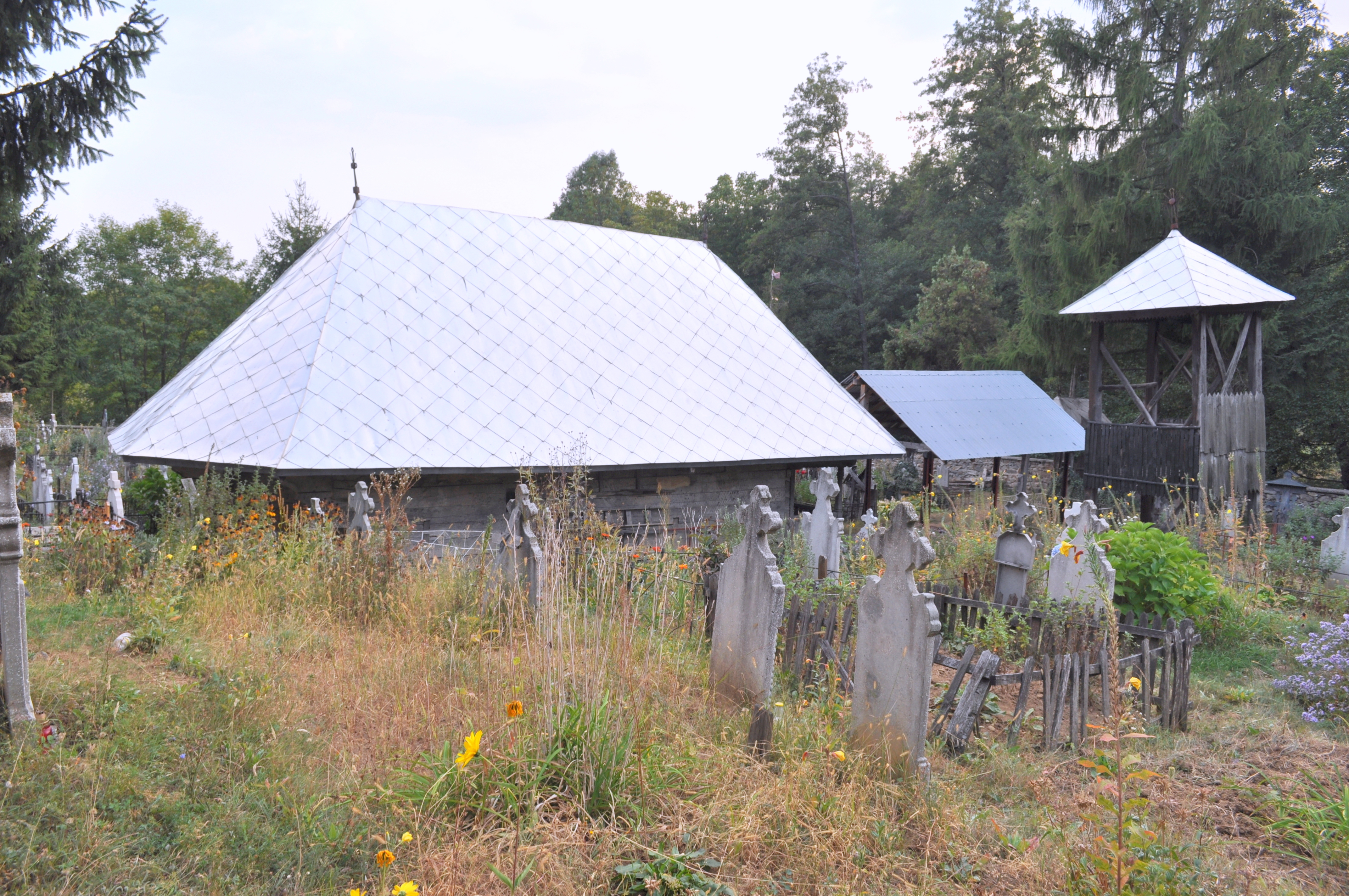
Biserica de lemn „Intrarea în Biserică a Maicii Domnului” din Crasna din Deal, comuna Crasna, județul Gorj, foto. septembrie 2011.

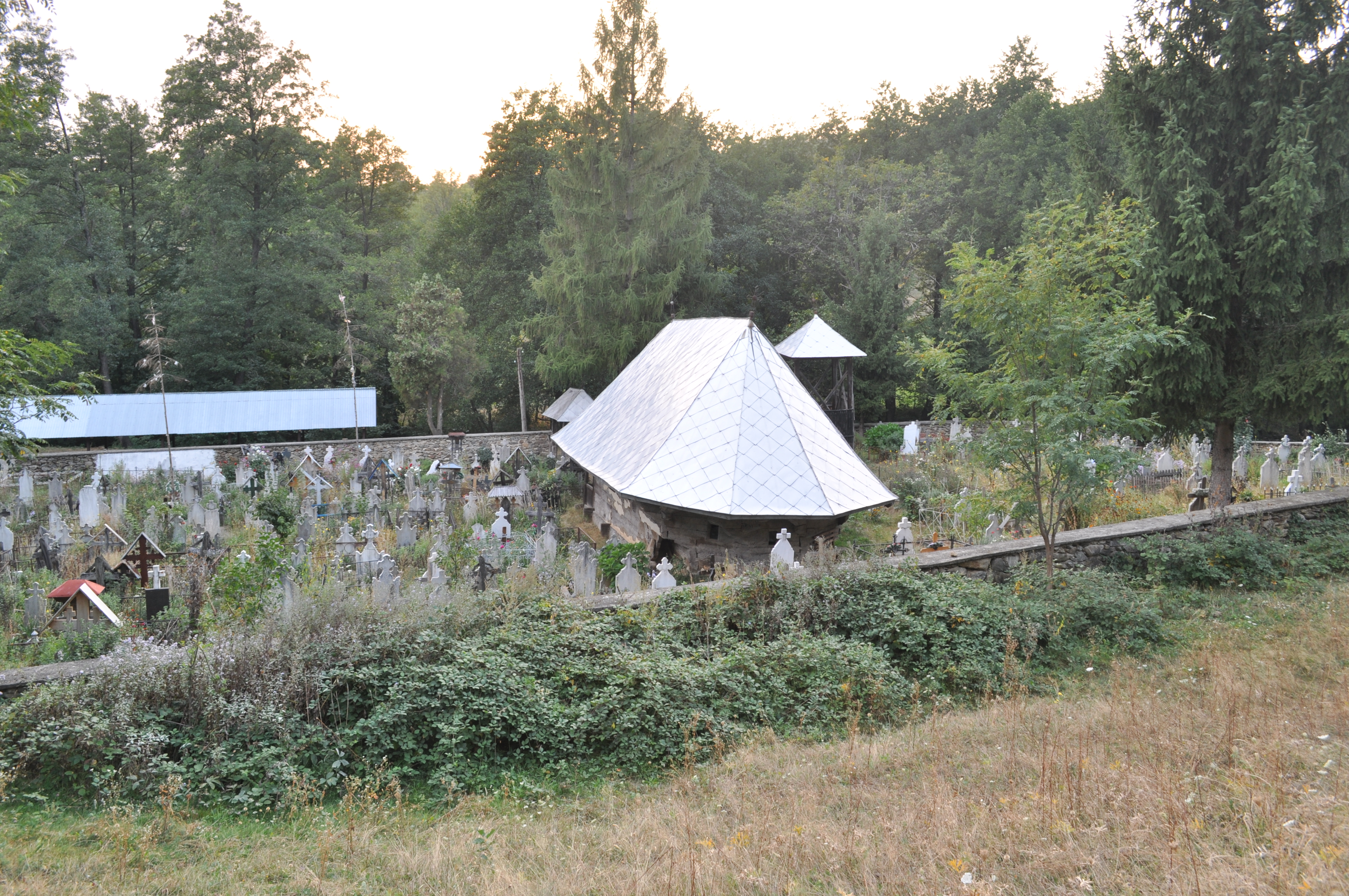
Biserica (sud-est)

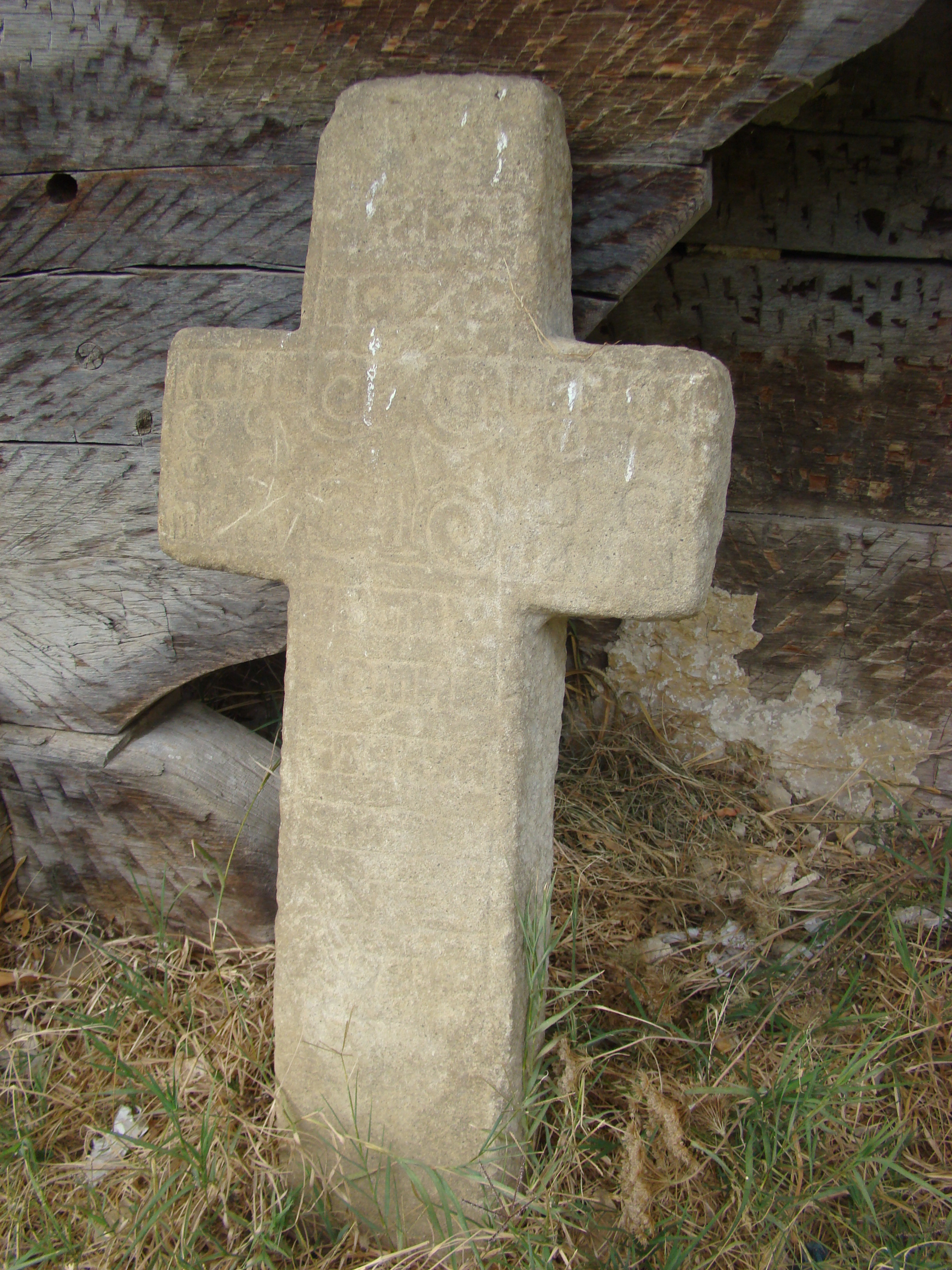
Cruce veche de piatră

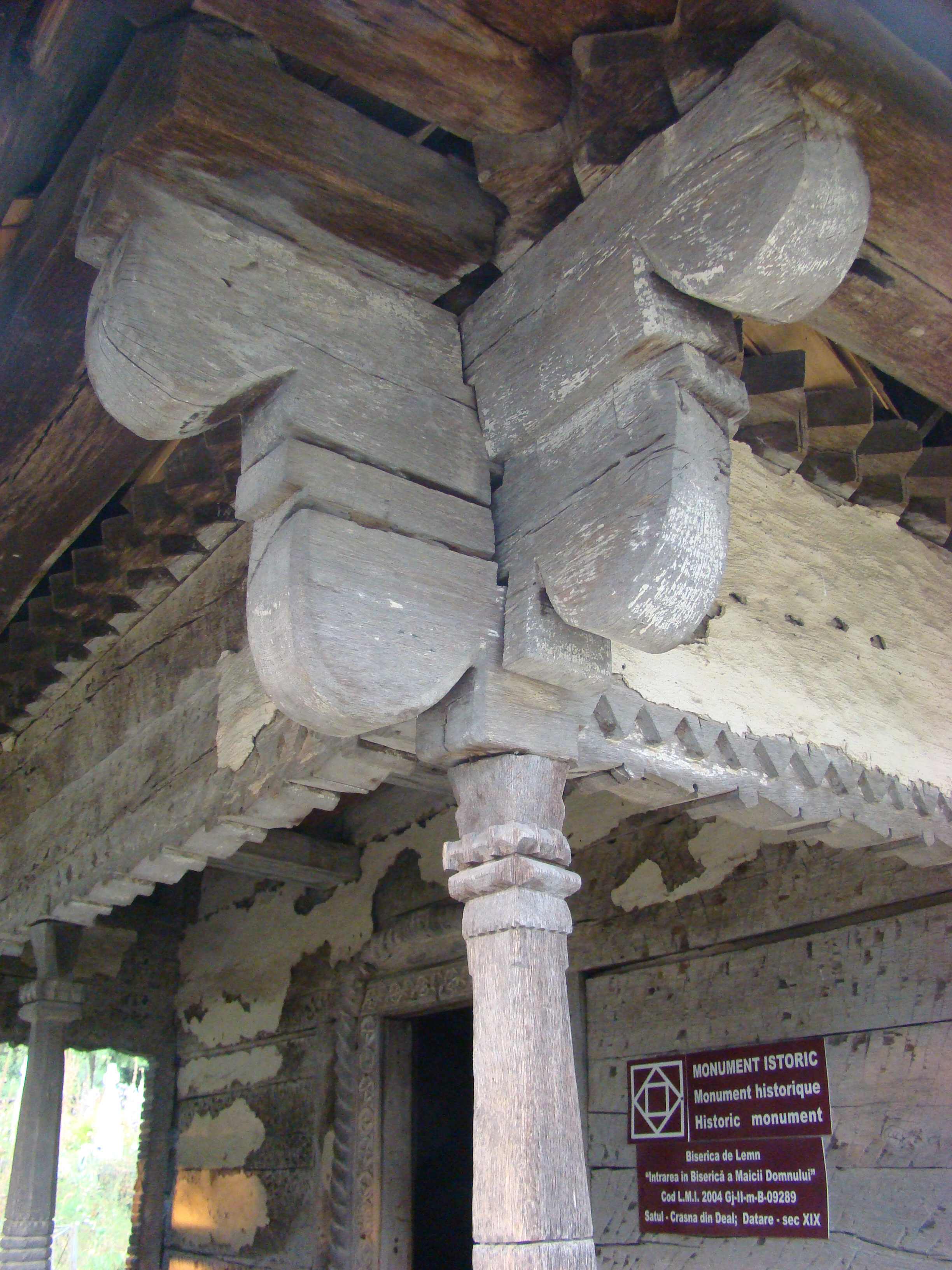
Stâlp şi console la pridvor

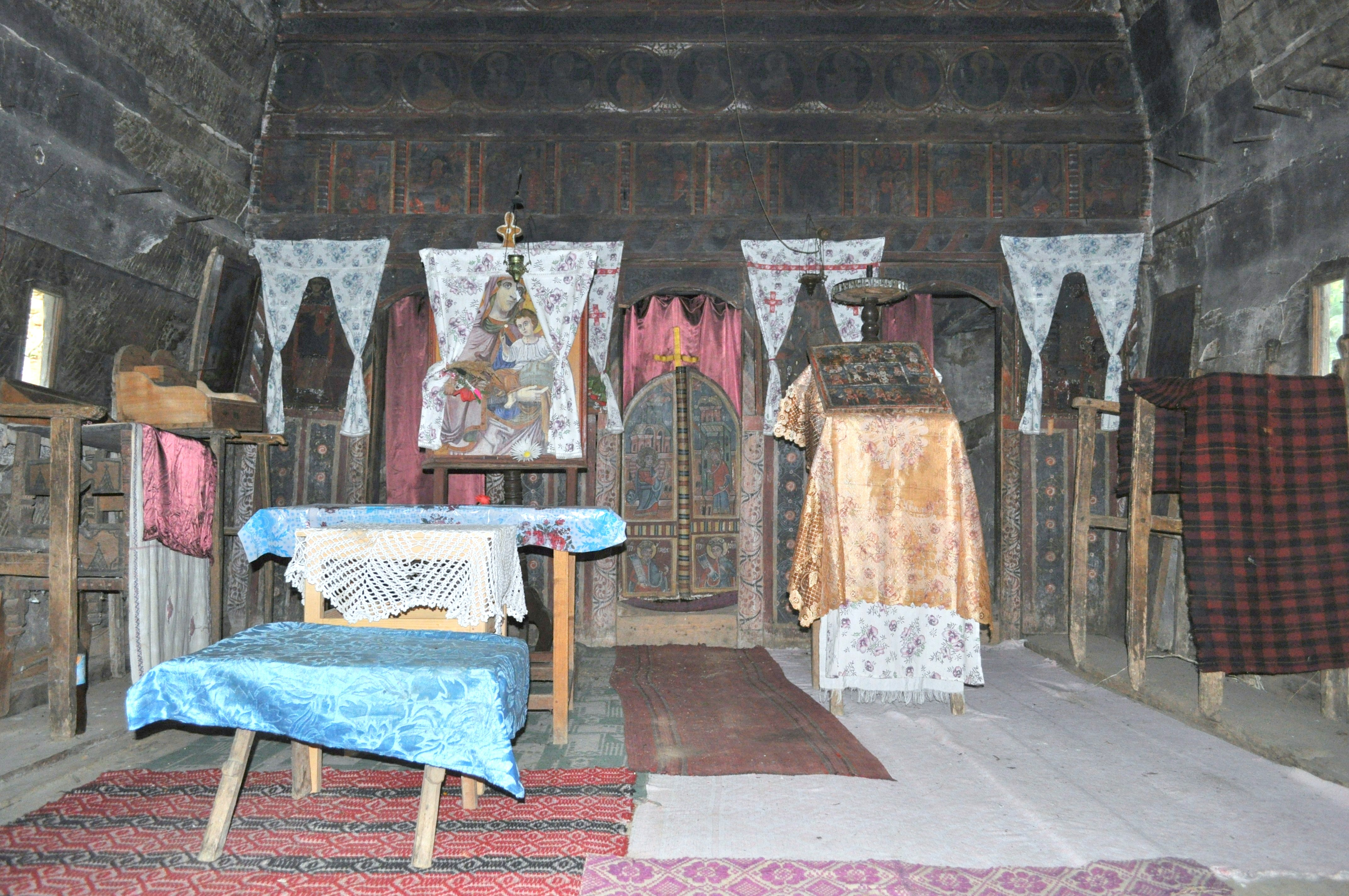
Interiorul navei

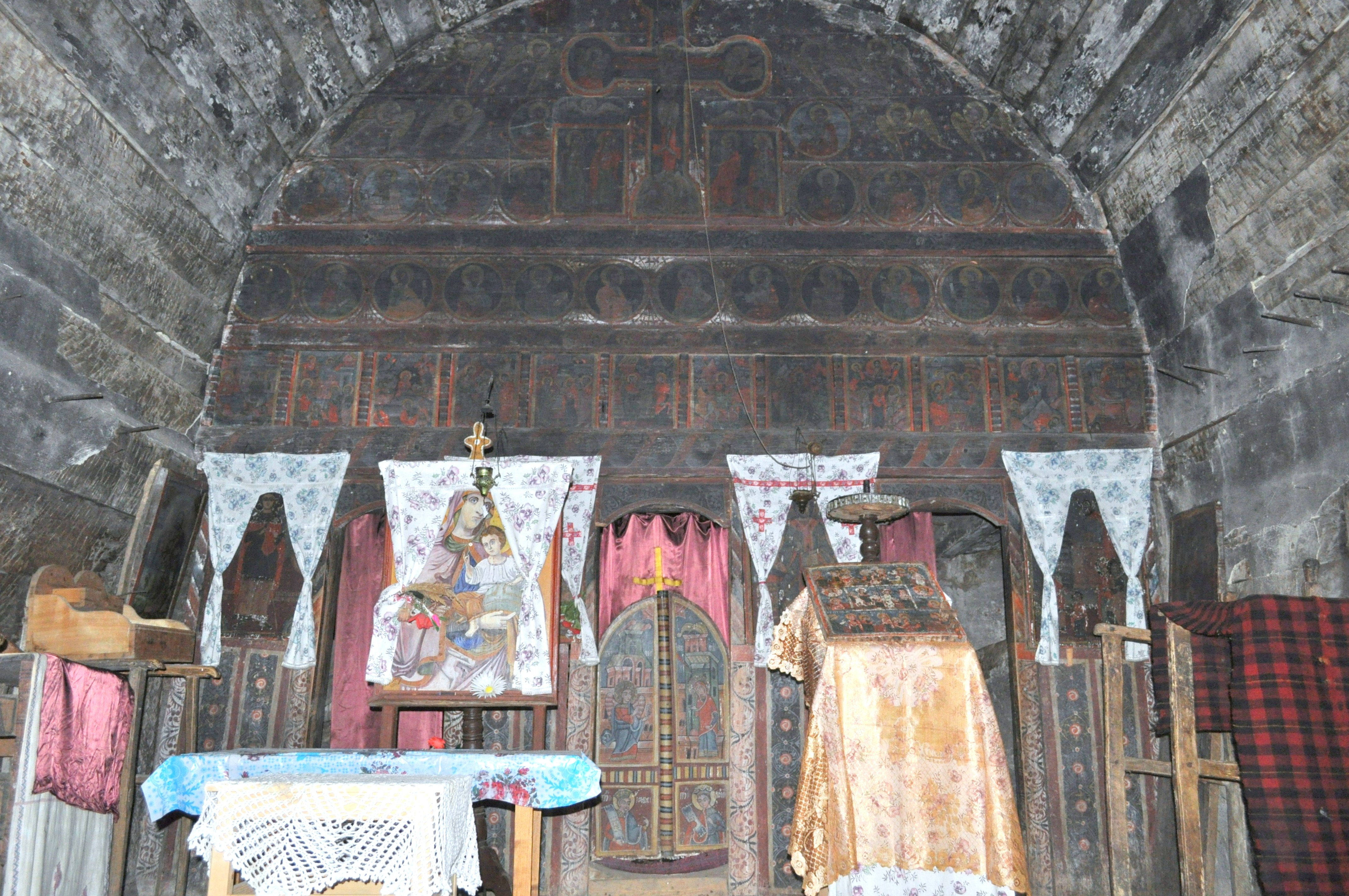
Iconostasul

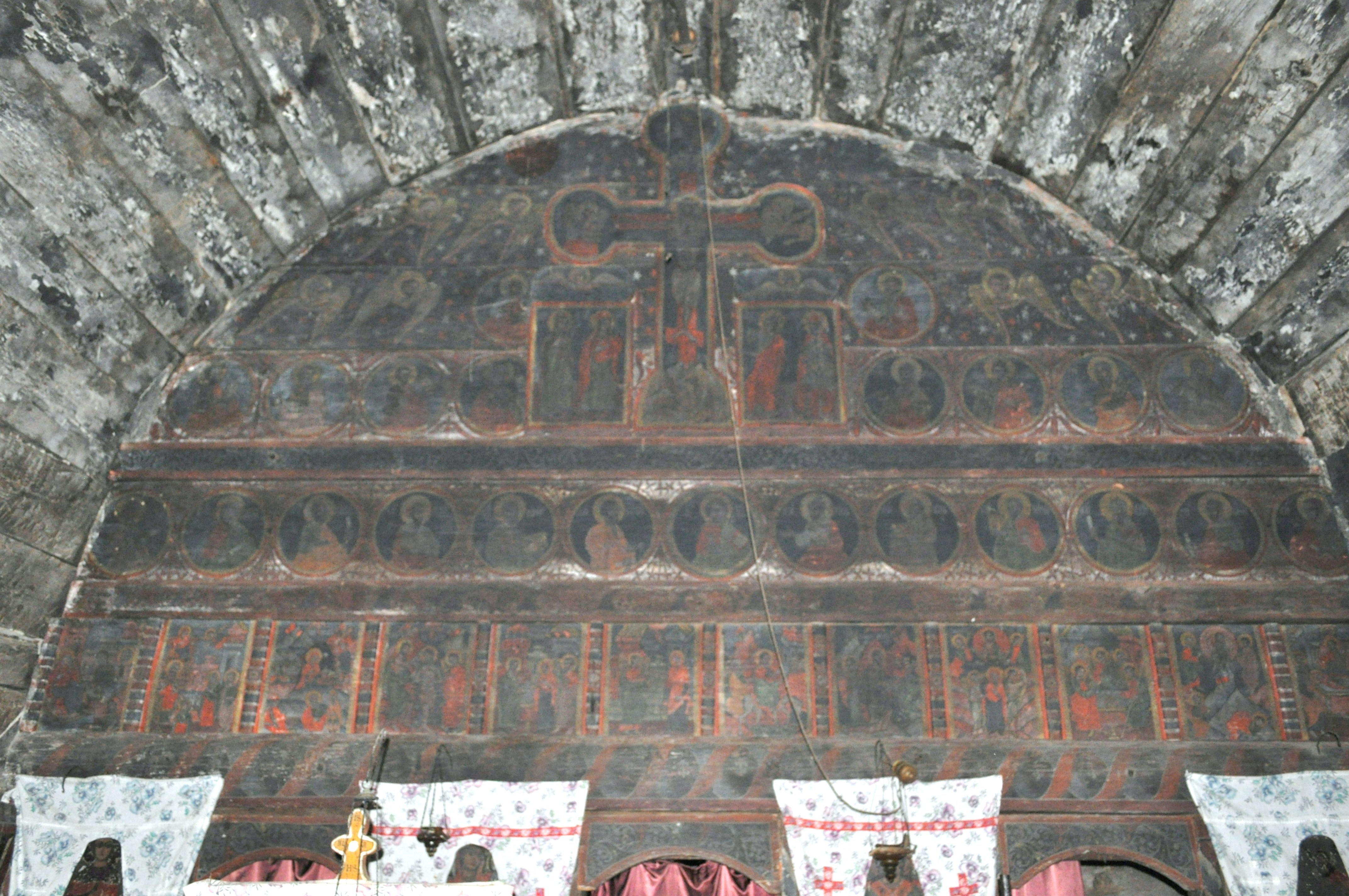
Iconostasul (partea superioară)

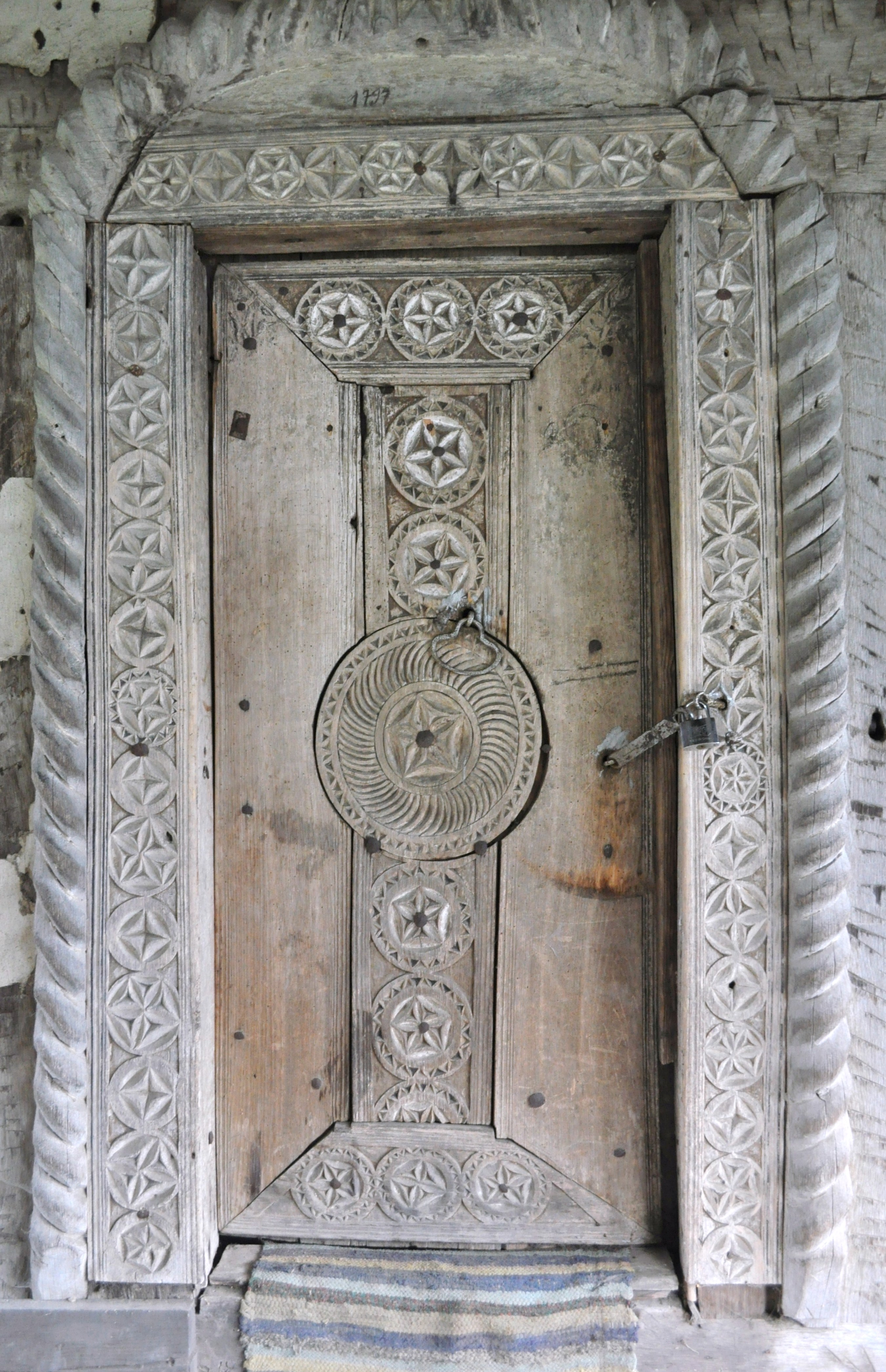
Portalul și ușa de intrare bogat ornamentate

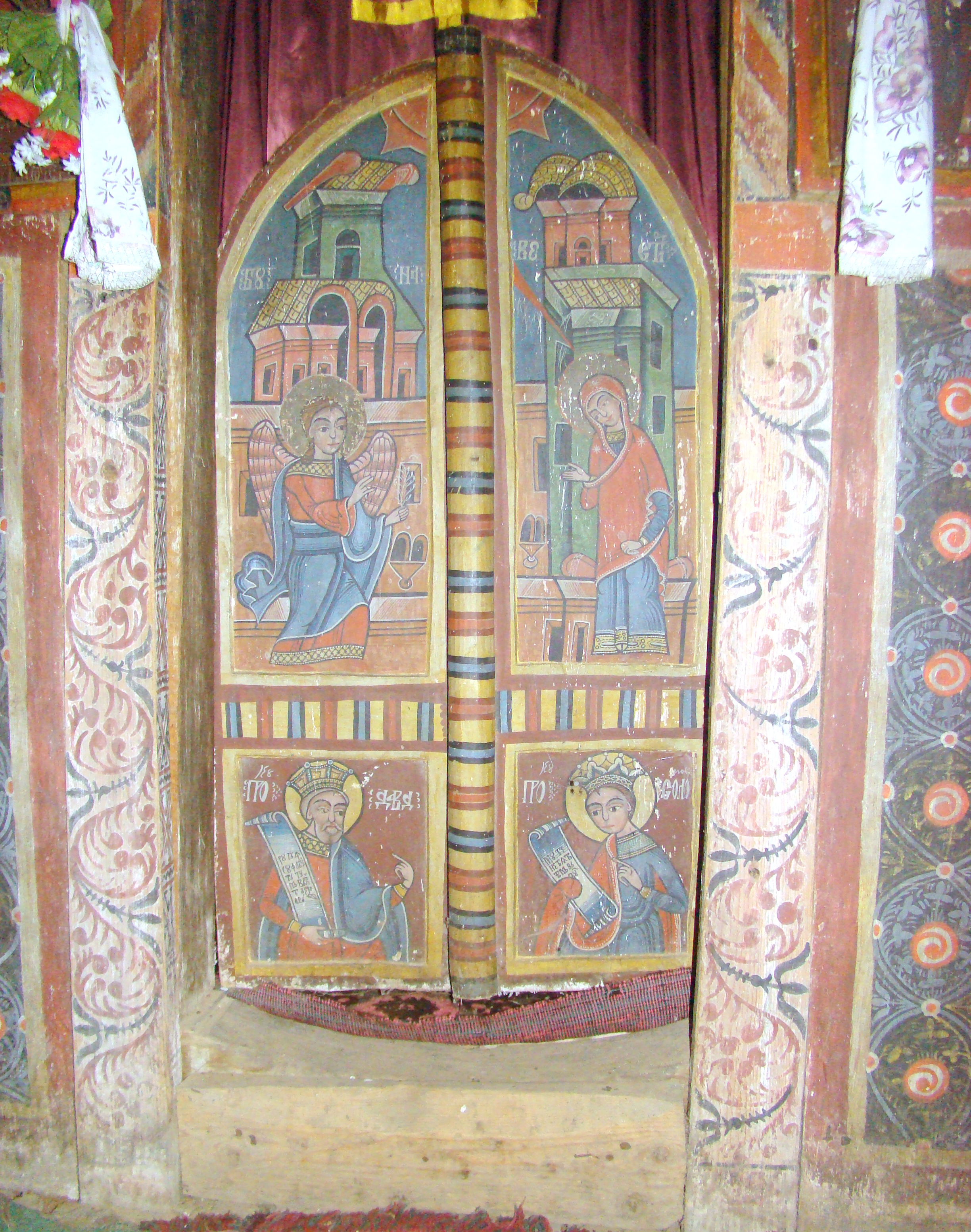
Ușile împărătești „Buna Vestire”

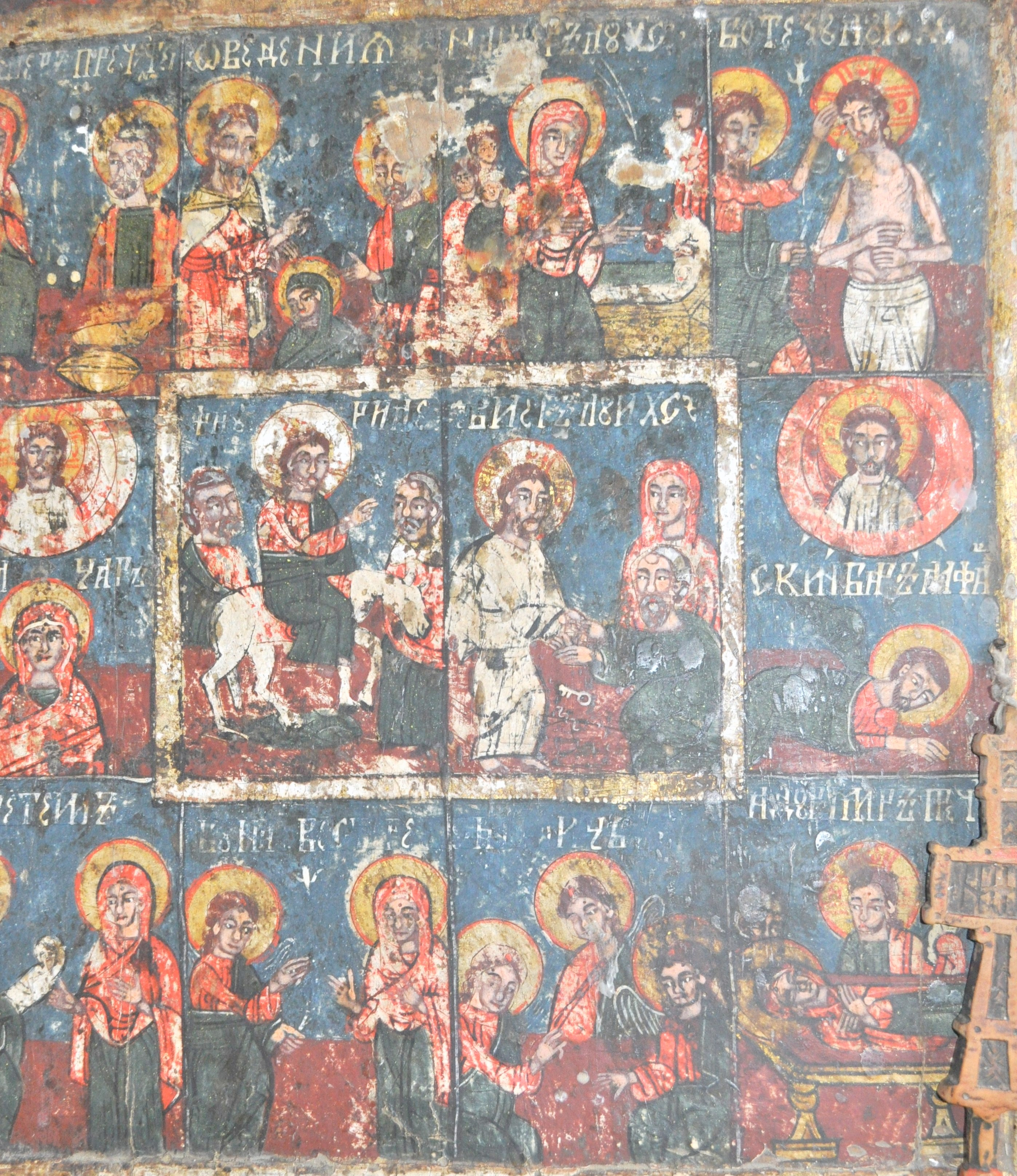
Cea mai veche icoană din biserică (sec.XVIII)

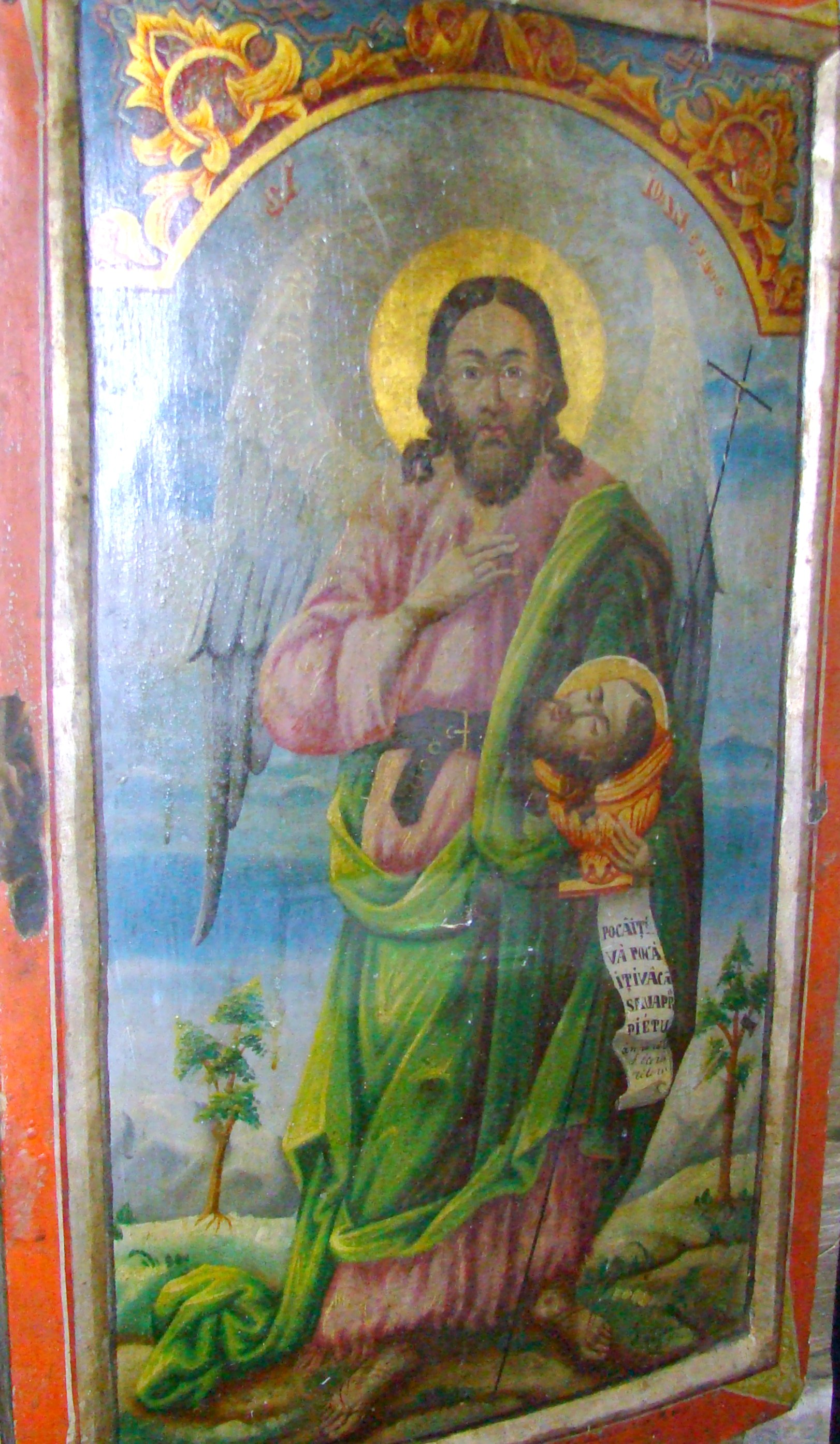
Sfântul Ioan Botezătorul

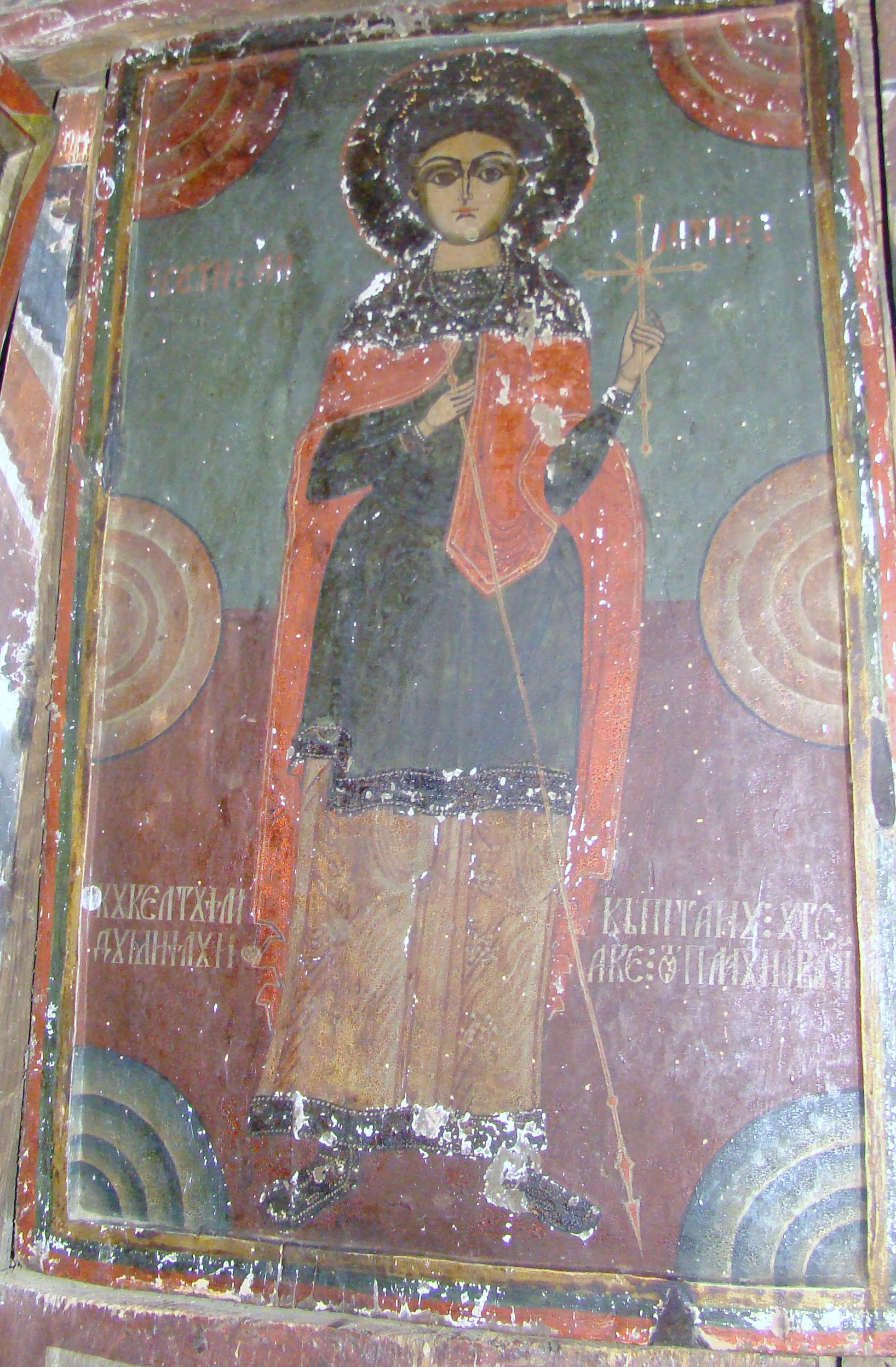
Cuvioasa Paraschiva

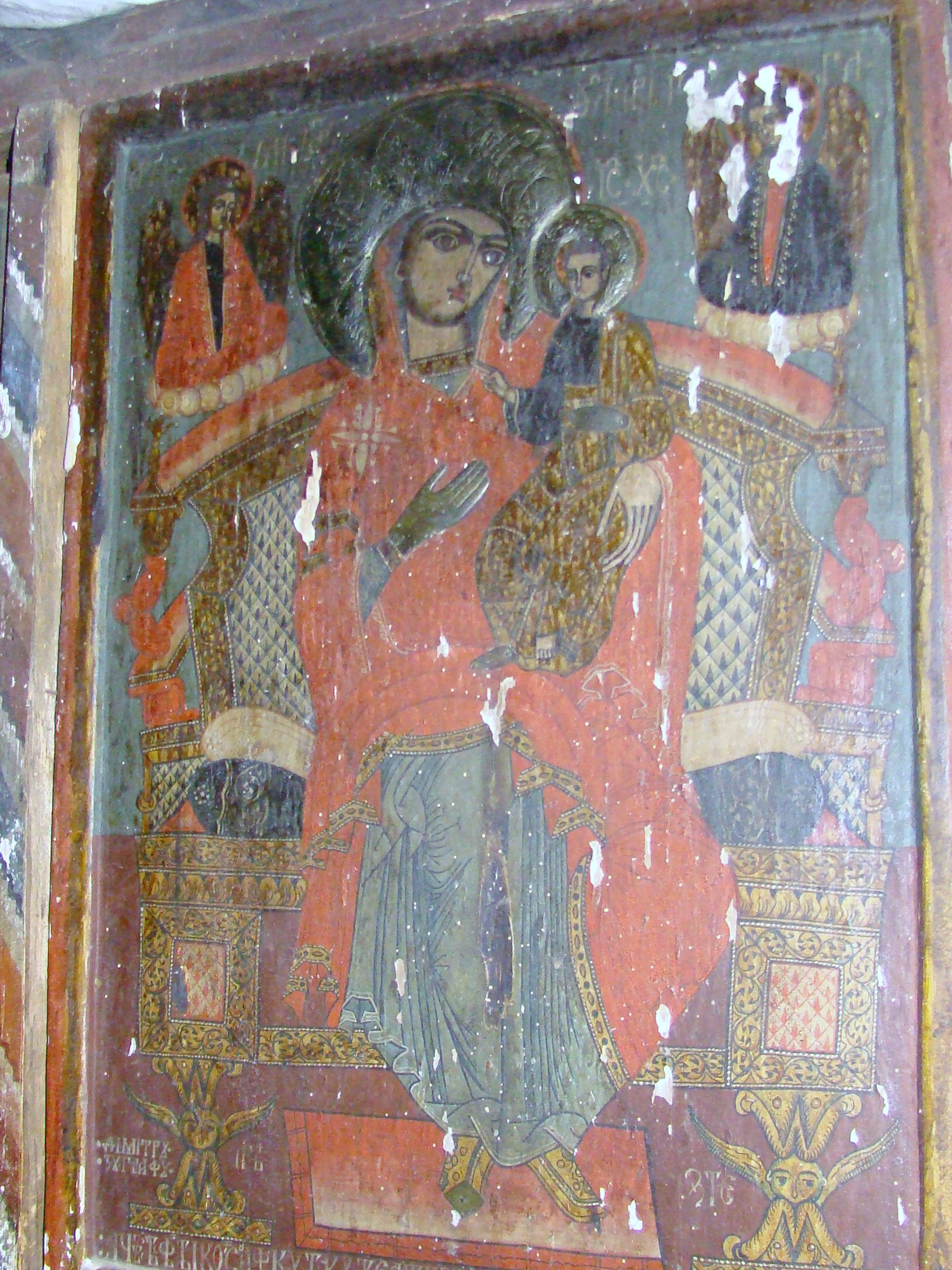
Maica Domnului cu Pruncul

Biserica de lemn din Crasna din Deal, comuna Crasna, județul Gorj, a fost construită între 1797-1798. Are hramul „Intrarea în Biserică a Maicii Domnului”. Biserica se află pe noua listă a monumentelor istorice sub codul LMI:  GJ-II-m-B-09289.

## Istoric și trăsături
Biserica e situată într-un peisaj deosebit, la poalele muntelui, pe valea Ciocăzanei. Este datată de o inscripție, pe o bârnă, în dreapta intrării: „Pahomie ermonah ot Crazna 7306” (1797-1798). Este o mărturie a rolului avut de schitul pitarului Grigore Filișeanu în viața spirituală a satelor de la poalele Parângului.
Biserica, care în prezent deservește doar cimitirul și slujbele de pomenire, are temelia așezată direct pe pământ. Clopotnița este separată, iar pantele acoperișului sunt acum învelite în tablă. În 1893 biserica a fost tencuită; se mai pot observa însă uriașele console de la altar, cele în formă de cap de cal de la navă, cosoroabele cu două rânduri adânci de zimți. Nava este acoperită de o boltă semicilindrică, cu un arc pe console; altarul are o boltă asemănătoare, cu tavane peste proscomidie și diaconicon, și fâșii curbe, tangente la pereții poligonali.
Prispa este bogat decorată, fruntarele, stâlpii, stenapii fiind sculptați cu motive denticulare.
O capodoperă a artei lemnului este și ușa de la intrare și ancadramentul acesteia. Montanții intrării au un profil sculptat în frânghie ce urcă în pragul de sus până la crucea săpată în grosimea lemnului. Marginea interioară a cadrului este acoperită cu pervaze ornate, cu profile și rozete reluate și la panourile ușii.
Biserica păstrează un bogat inventar pictat în naos, pronaos și altar. Pe peretele despărțitor al pronaosului se află tâmplișoara, alcătuită din crucea Răstignirii și molenii, friză de mucenici și mucenițe, în medalioane, cu flori între ele, iar deasupra ușii sunt zugrăviți Sfinții Împărați Constantin și Elena. Icoanele din pronaos sunt: Sfântul Nicolae, Maica Domnului Hodighitria pe tron, Iisus Hristos Pantocrator.
Tâmpla principală cuprinde Răstignirea și Moleniile, friza cu apostolii în medalioane, icoanele de praznice, cu scenele delimitate între colonete decorative. Icoanele împărătești sunt: Sfântul Dumitru, Deisis, icoana de hram, Intrarea Maicii Domnului în Biserică și Maica Domnului Hodighitria, pe tron, cu arhangheli deasupra umărului. Din însemnarea de pe această icoană cunoaștem și numele pictorului care a lucrat la Crasna din Deal: „Dimitrie zugravu, 7305, platnic Ion ot Cernei”. Același Dimitrie zugrav a realizat și icoana de praznice de pe tetrapod și icoanele din altar.
Ușile împărătești, cu Buna Vestire în decor arhitectural și busturile regilor David și Solomon, par a data din prima jumătate a secolului al XIX-lea.

## Imagini din exterior

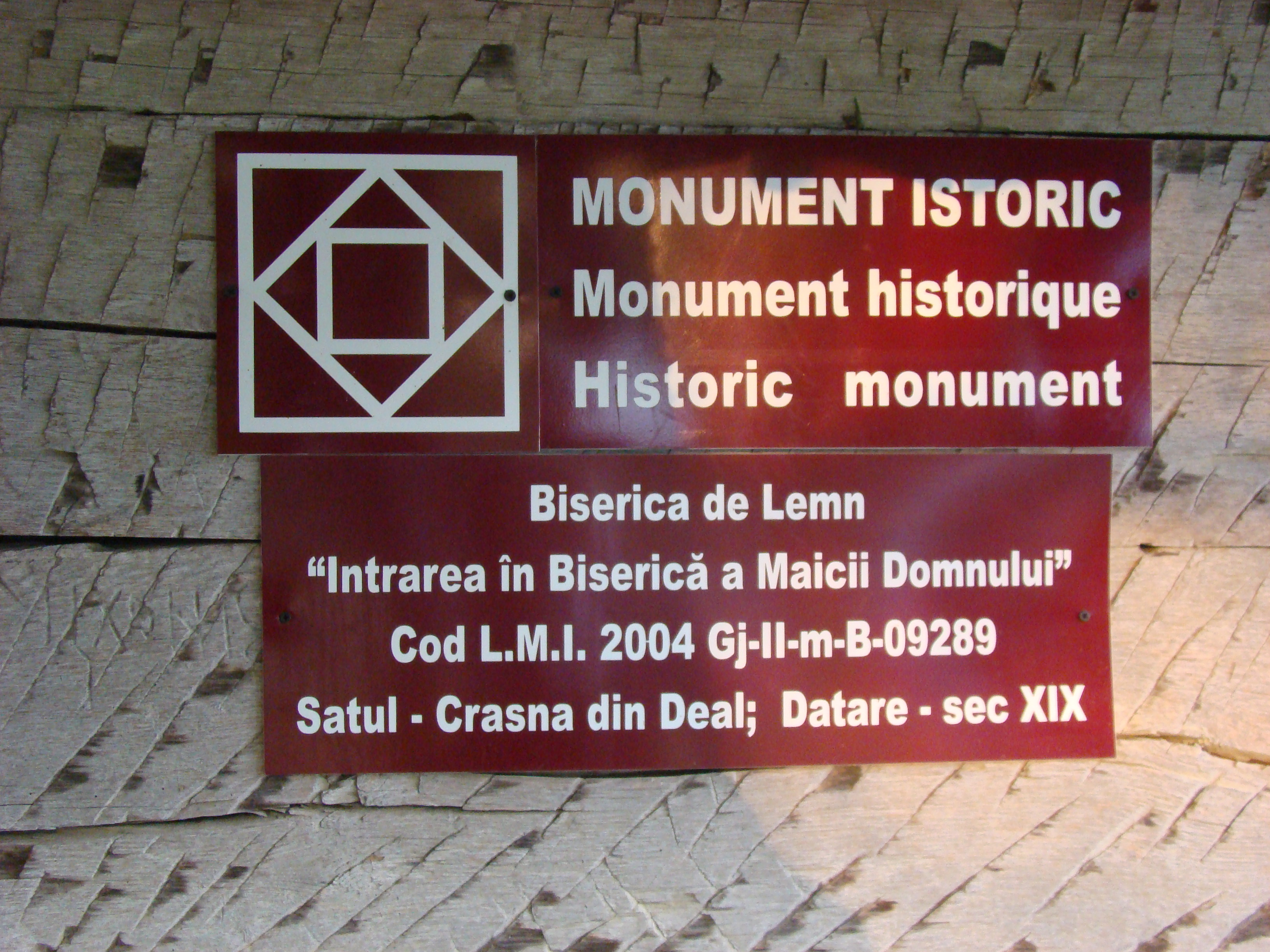
Tablă de monument
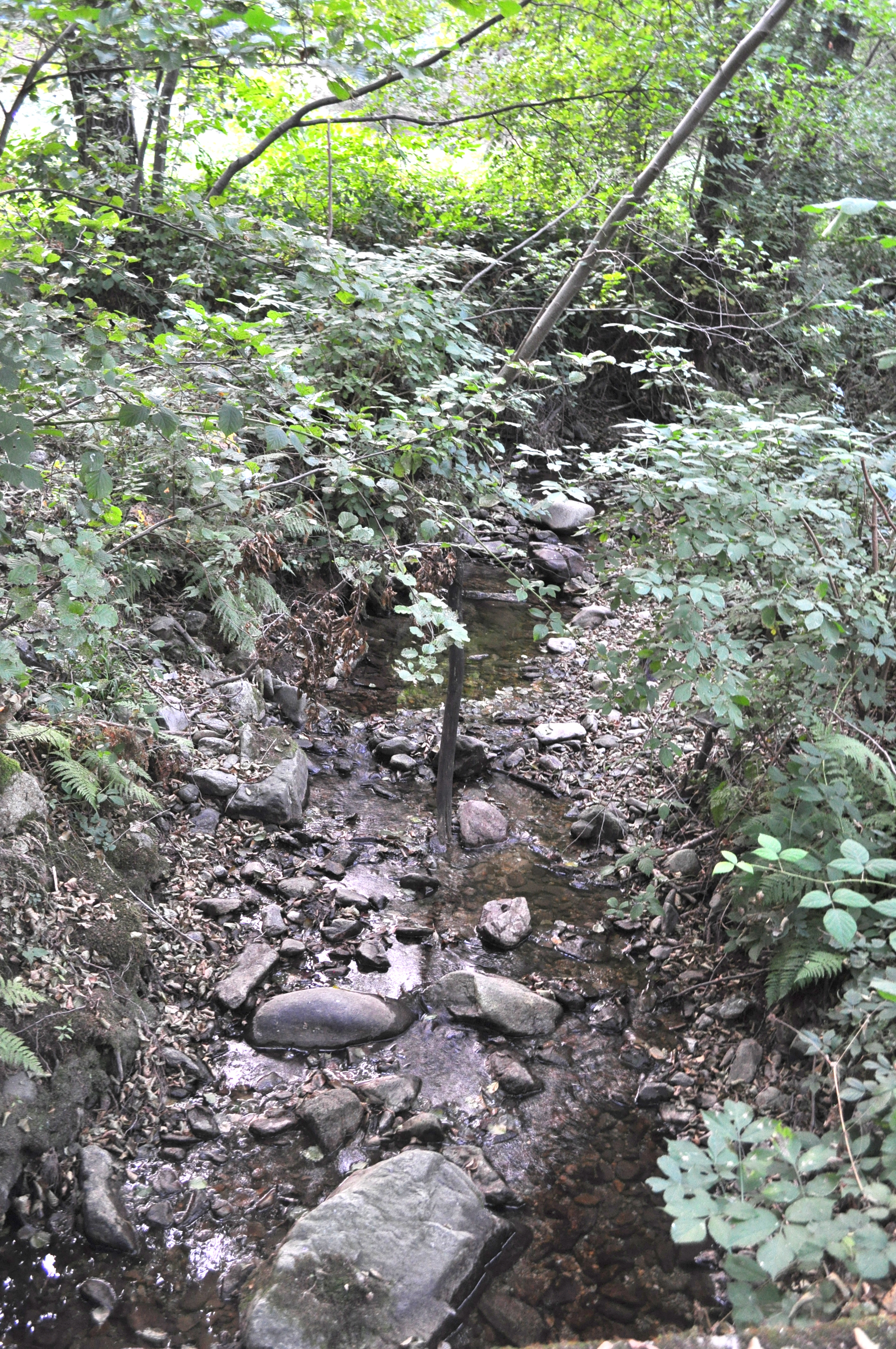
valea Ciocăzanei
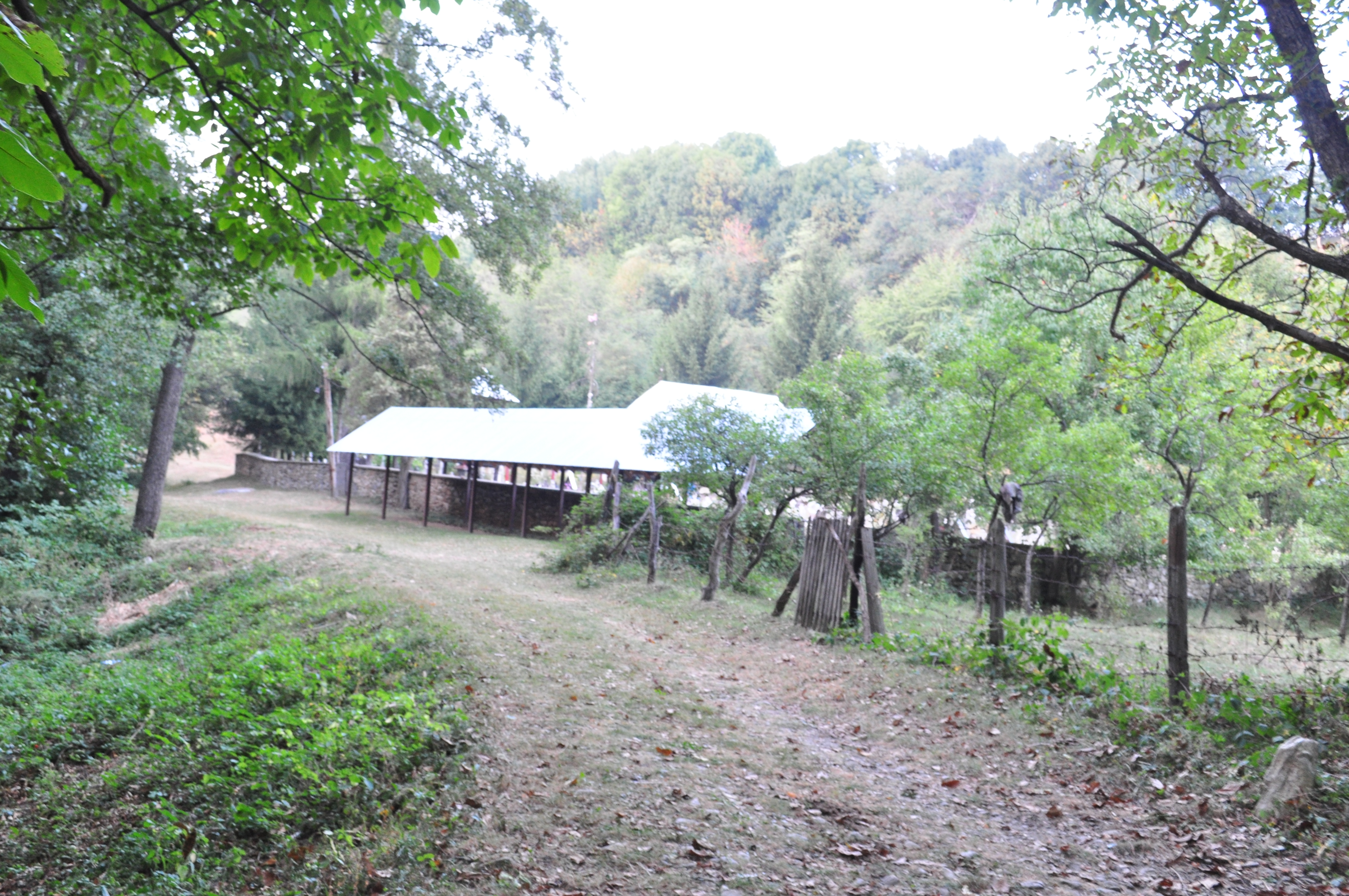
Drumul spre biserică
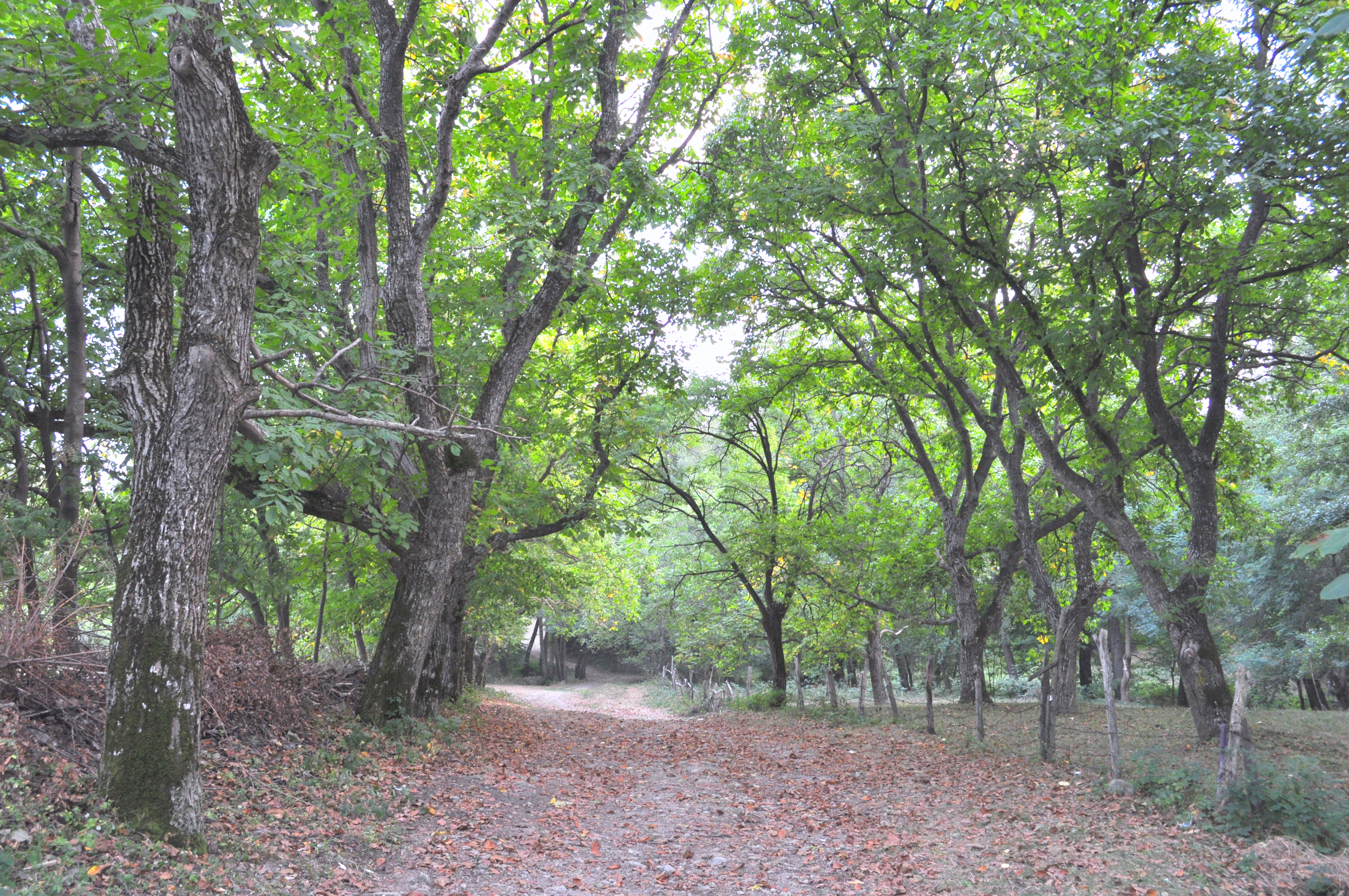
Drumul spre biserică
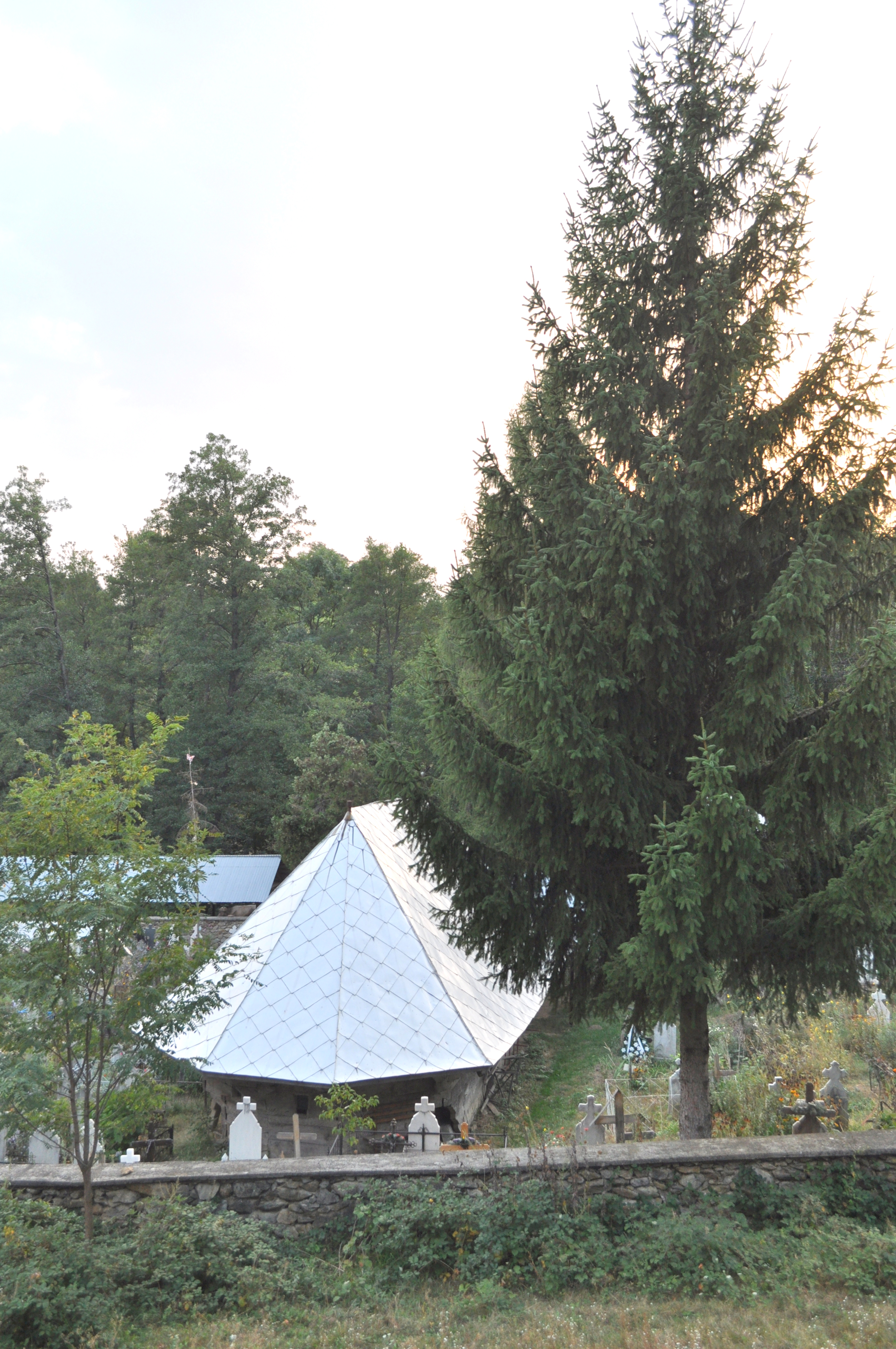
Biserica (est)
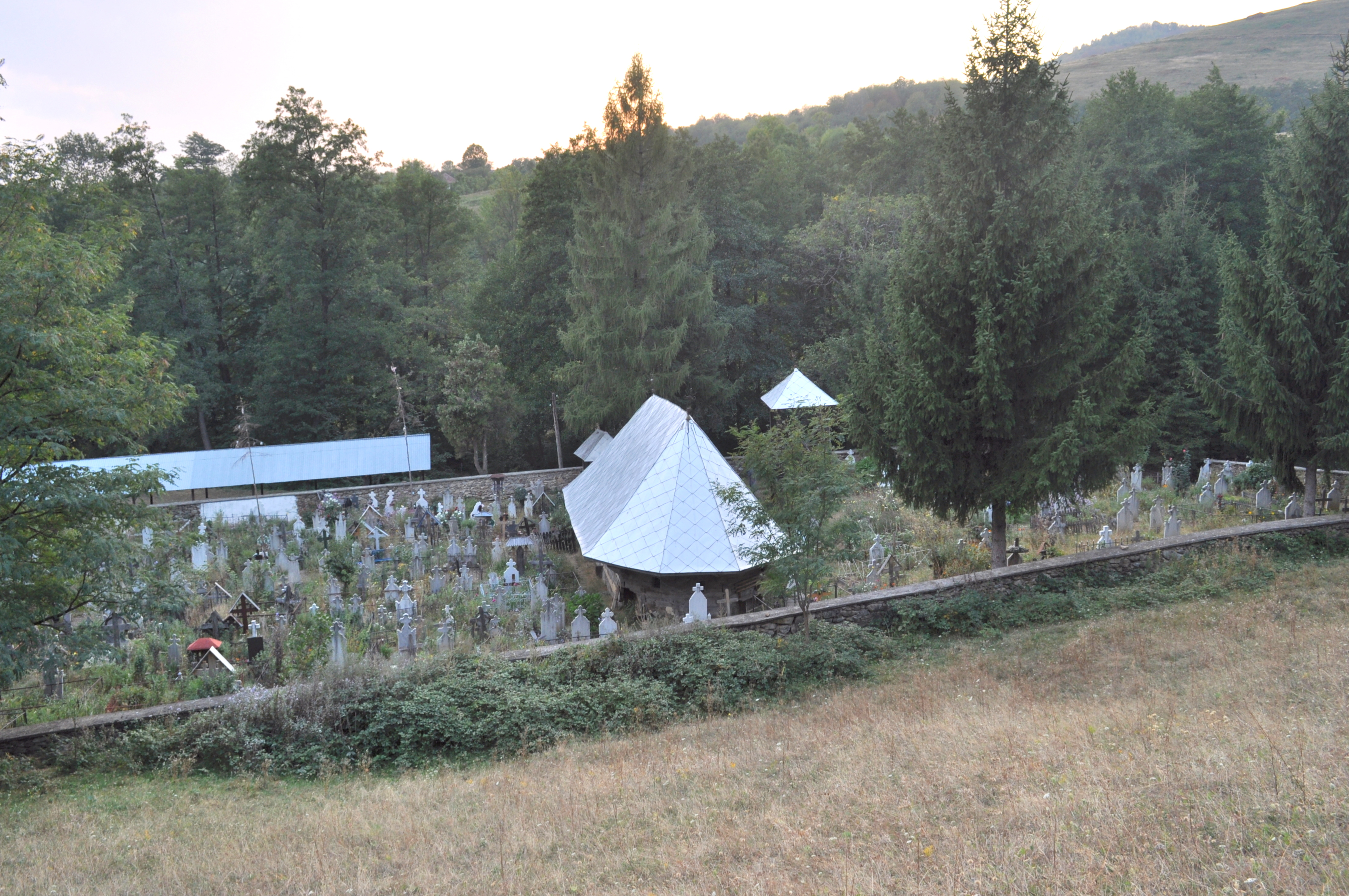
Biserica (sud-est)
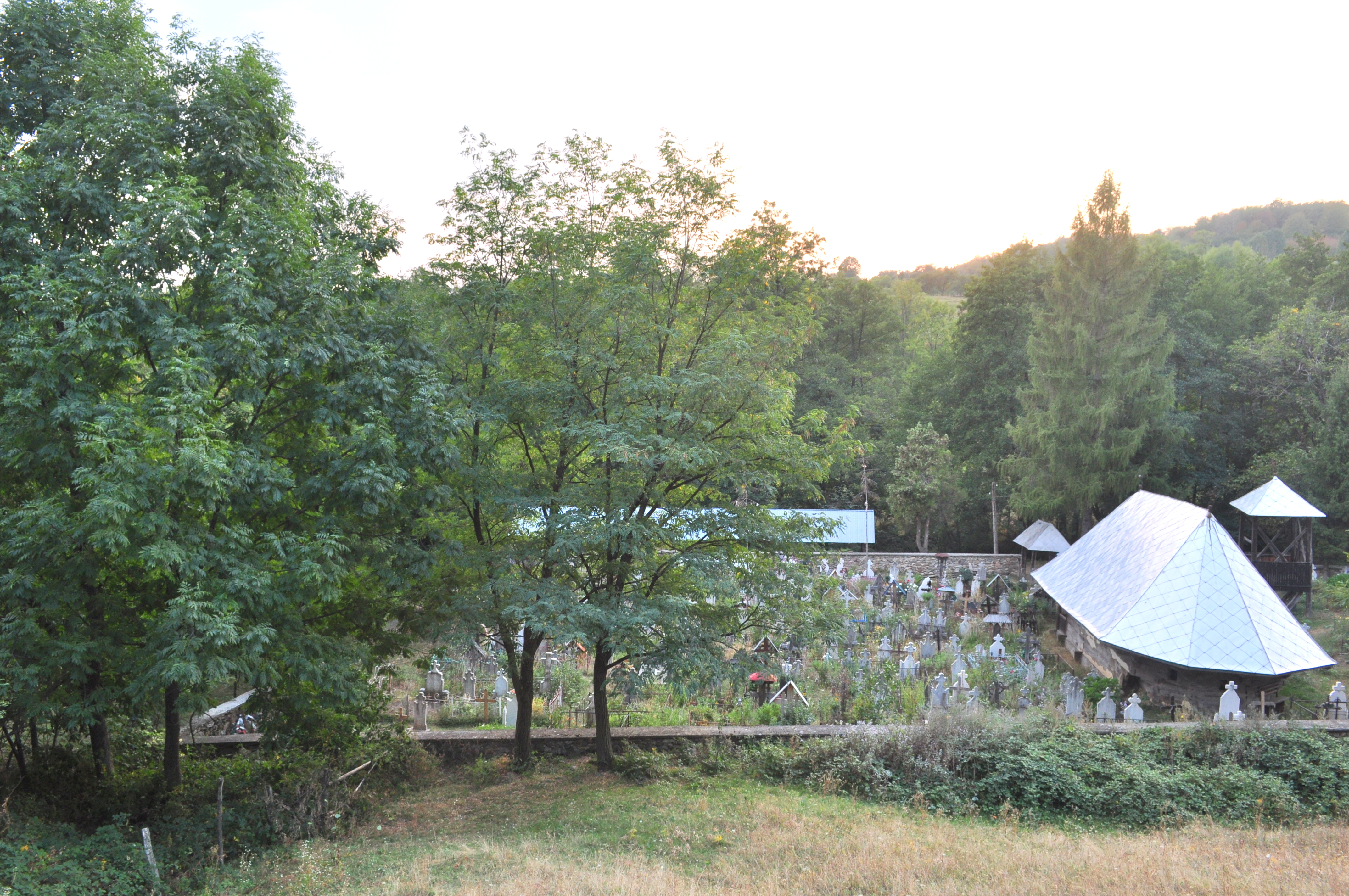
Biserica şi cimitirul
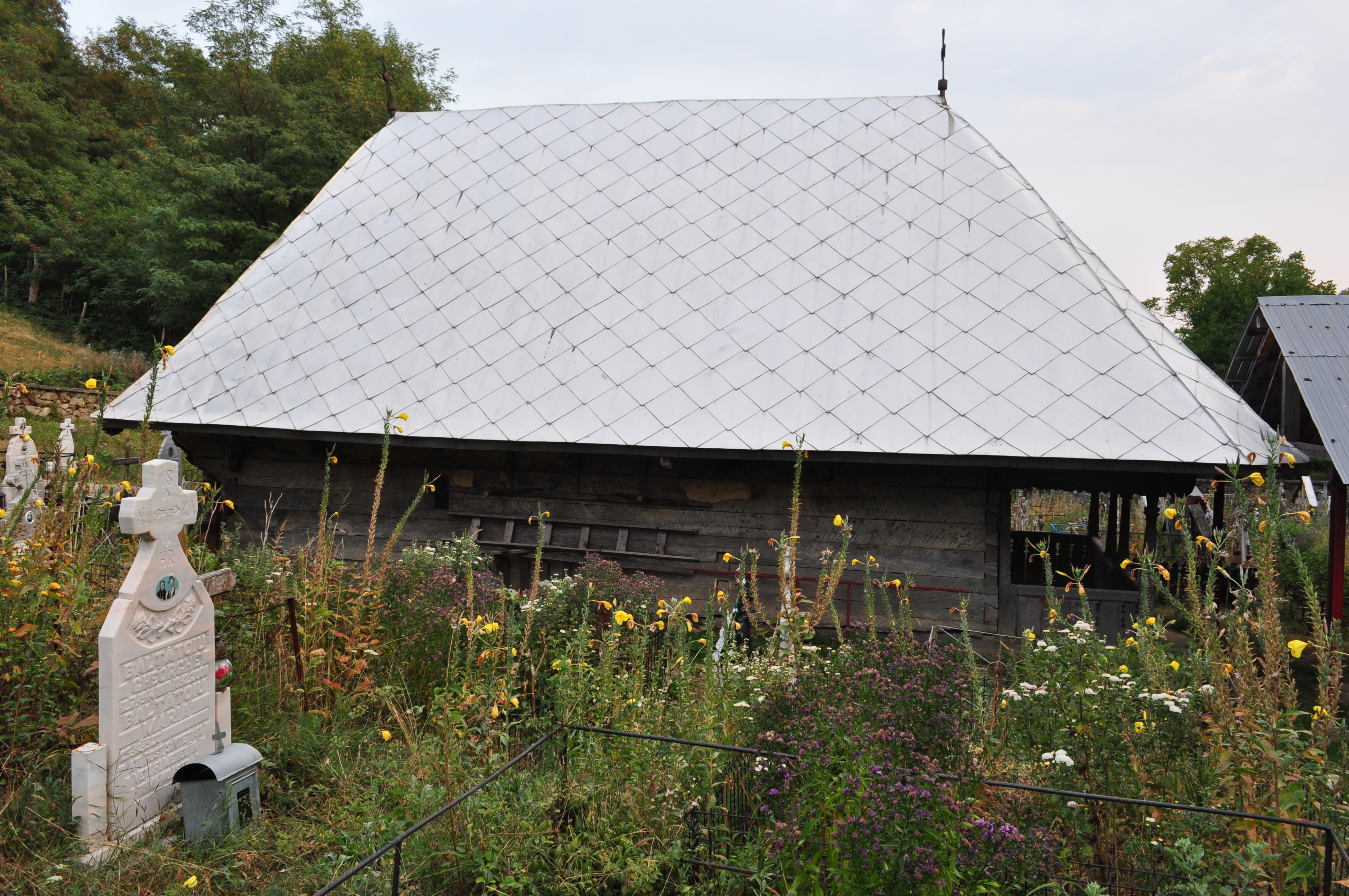
Biserica (nord)
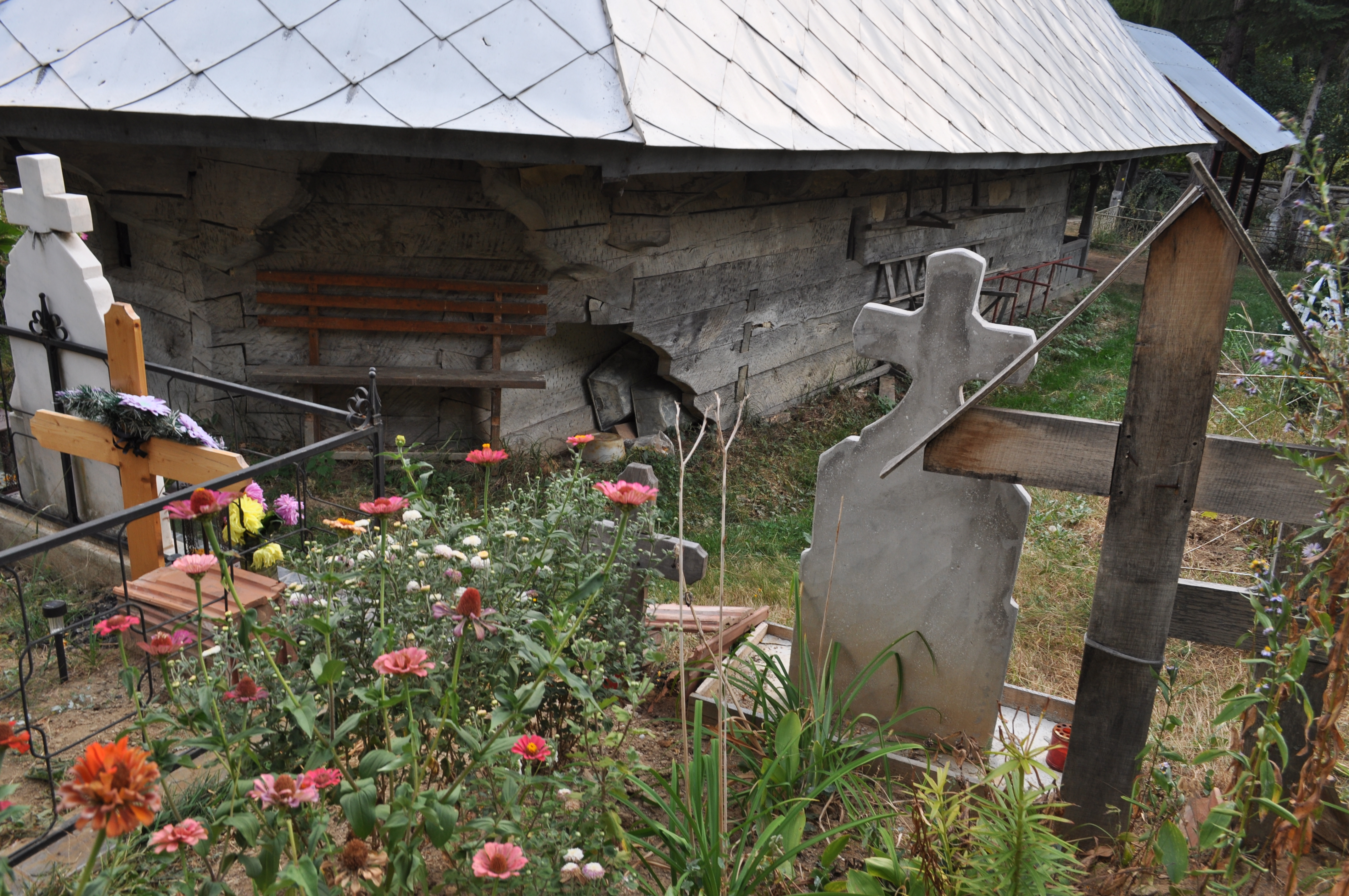
Latura de nord
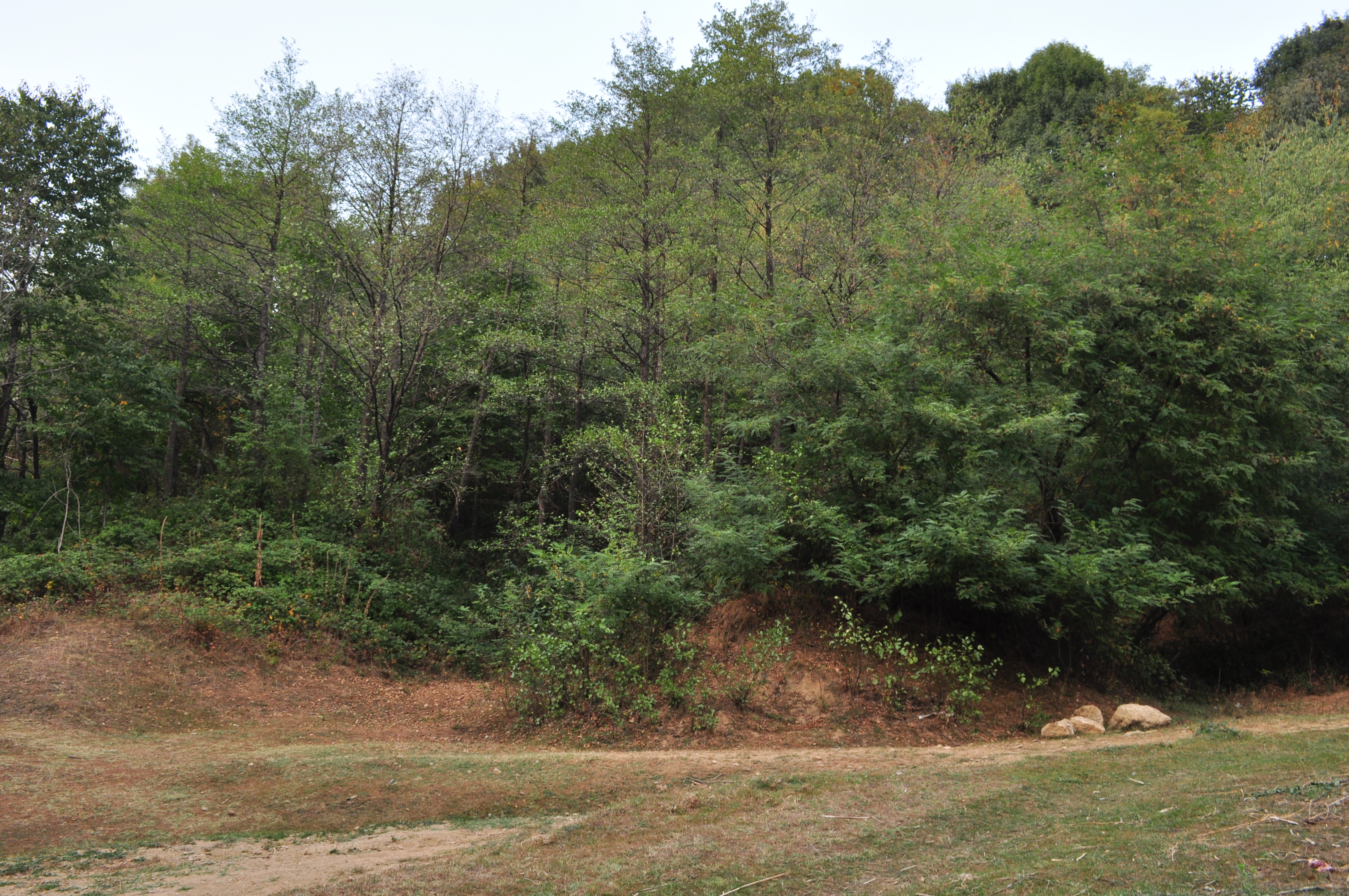
Împrejurimi
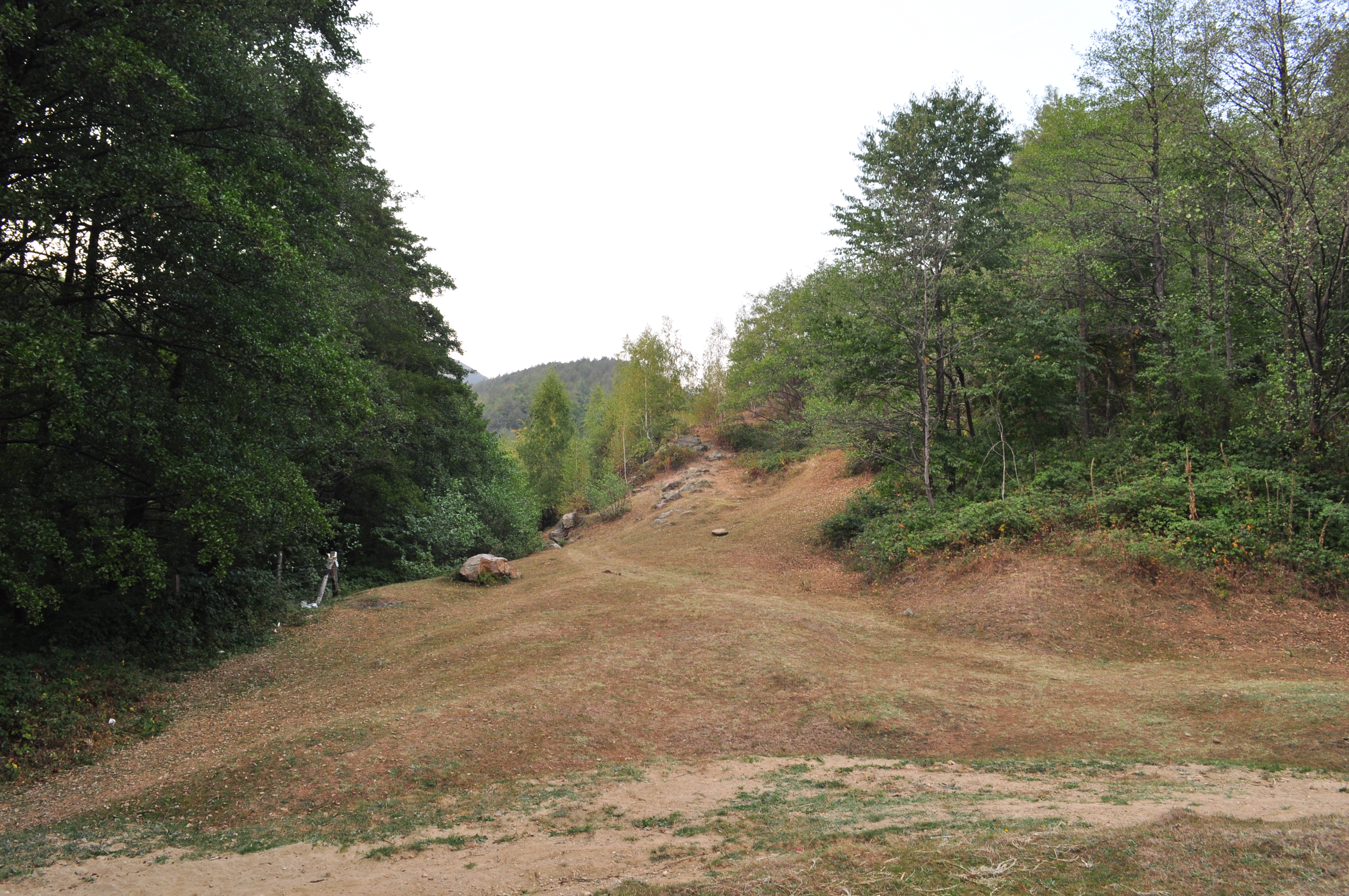
Împrejurimi
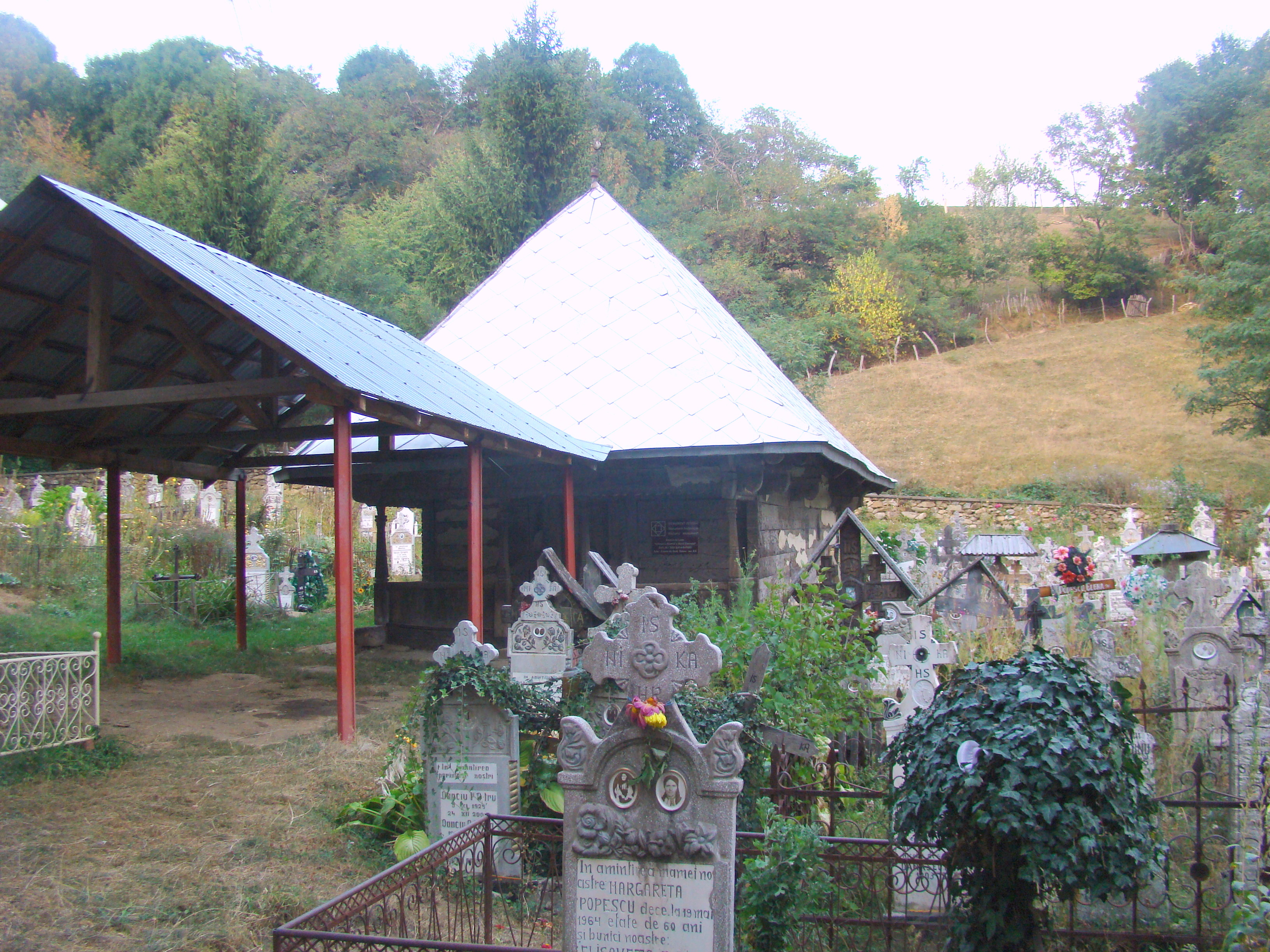
Biserica (vest)
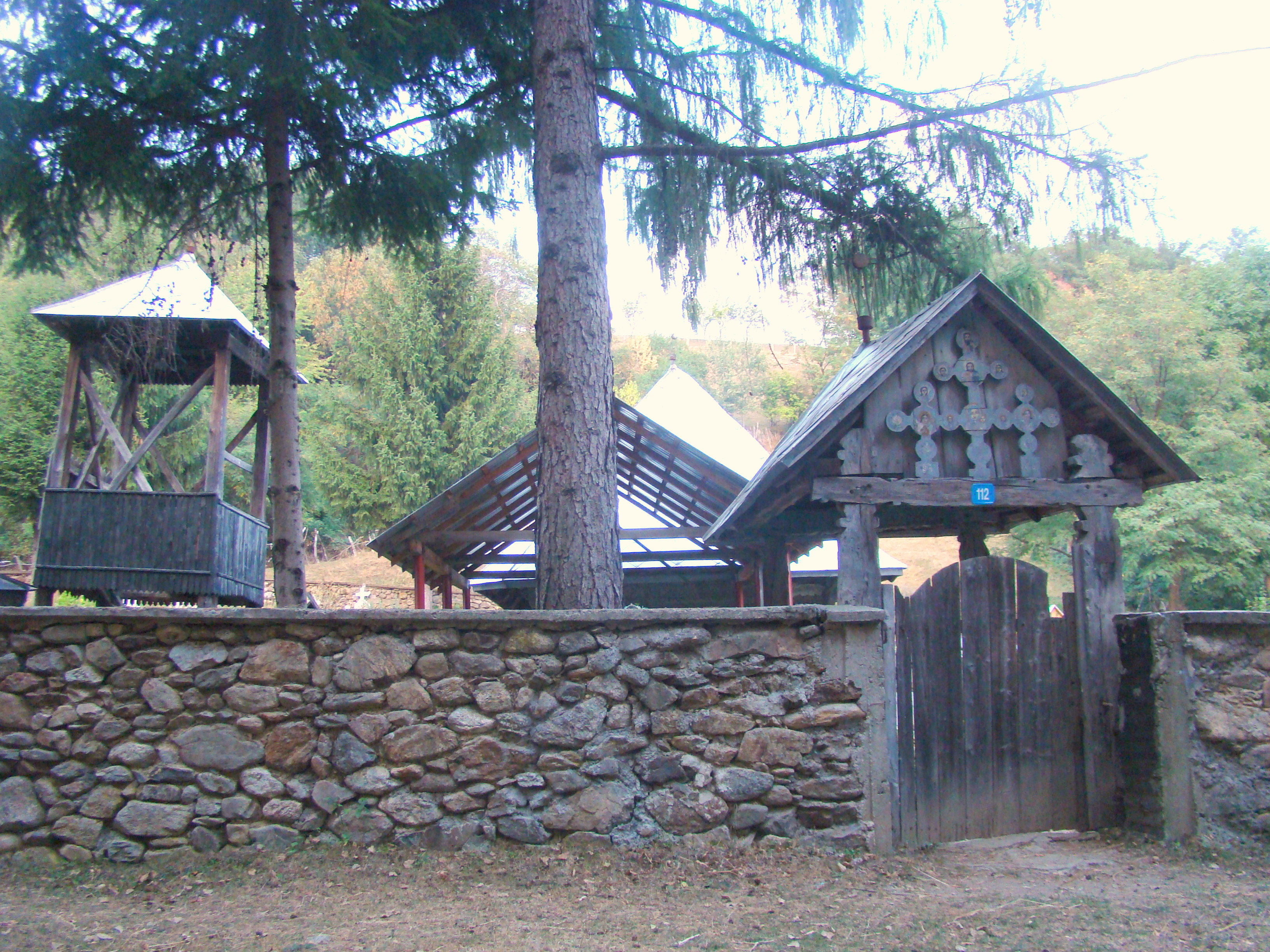
Poarta de acces în curtea bisericii şi clopotniţa
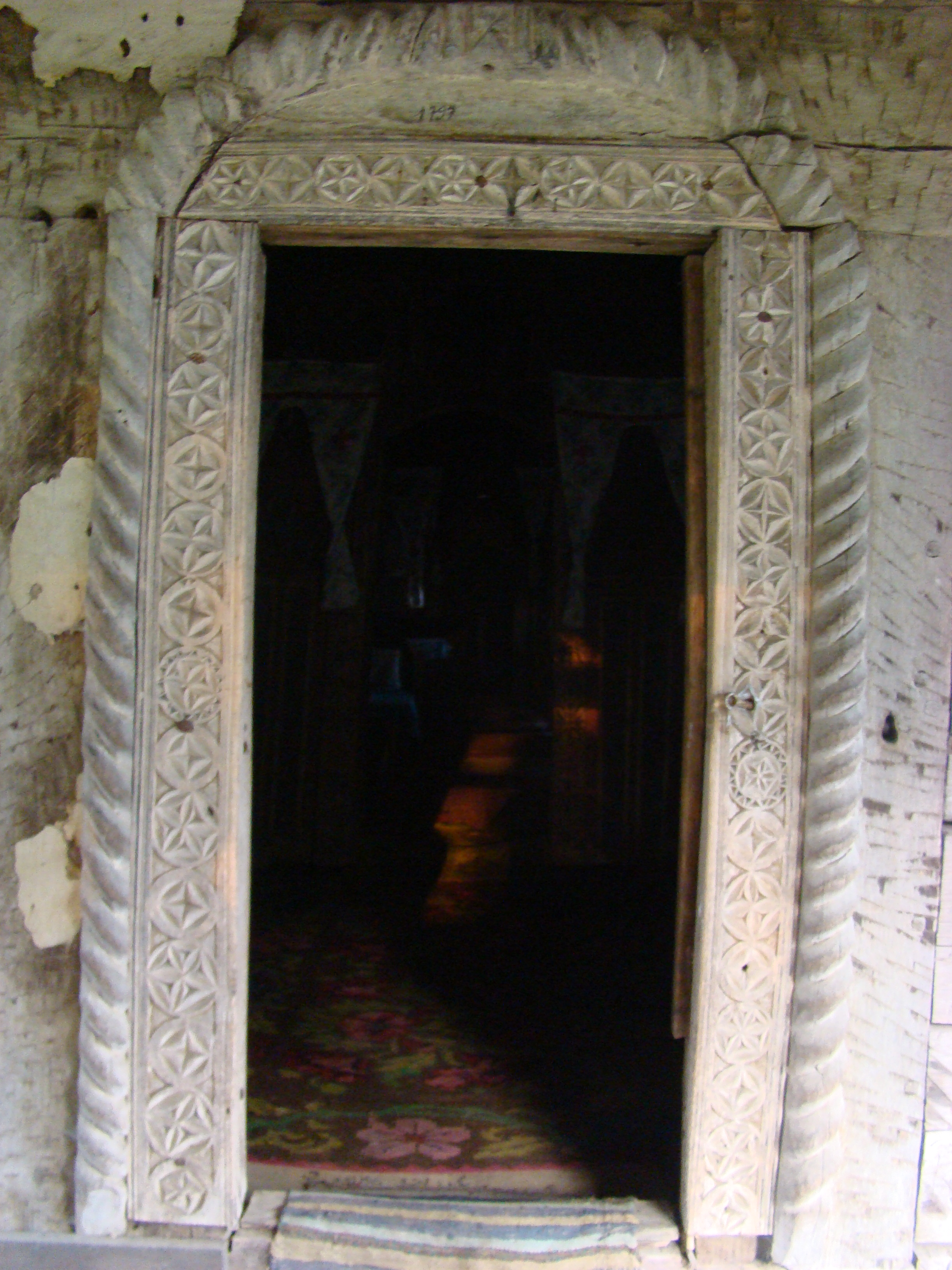
Portalul exterior
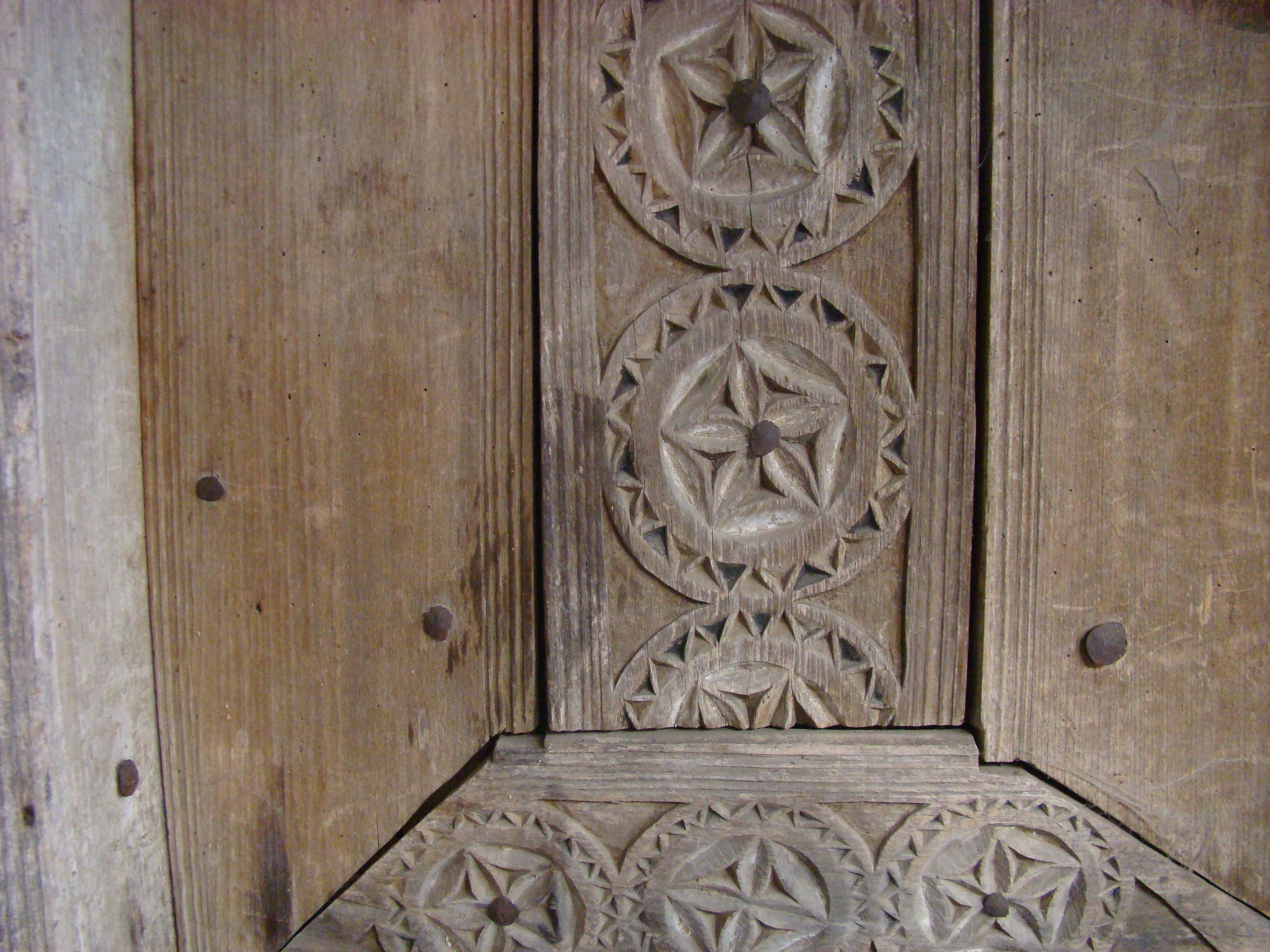
Rozete mărunte şi una mare, compusă, în partea centrală a uşii
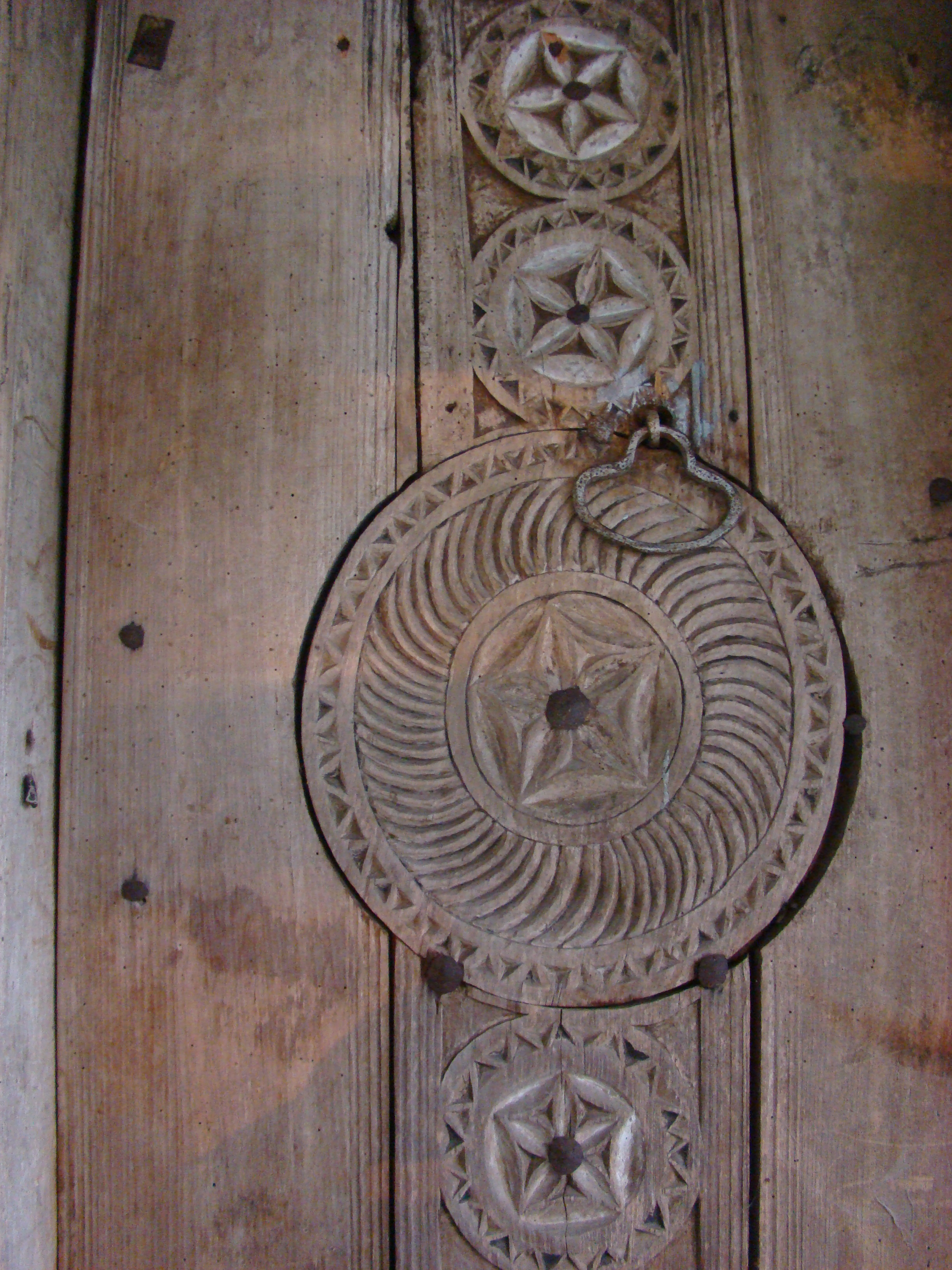
Rozete mărunte şi una mare, compusă, în partea centrală a uşii
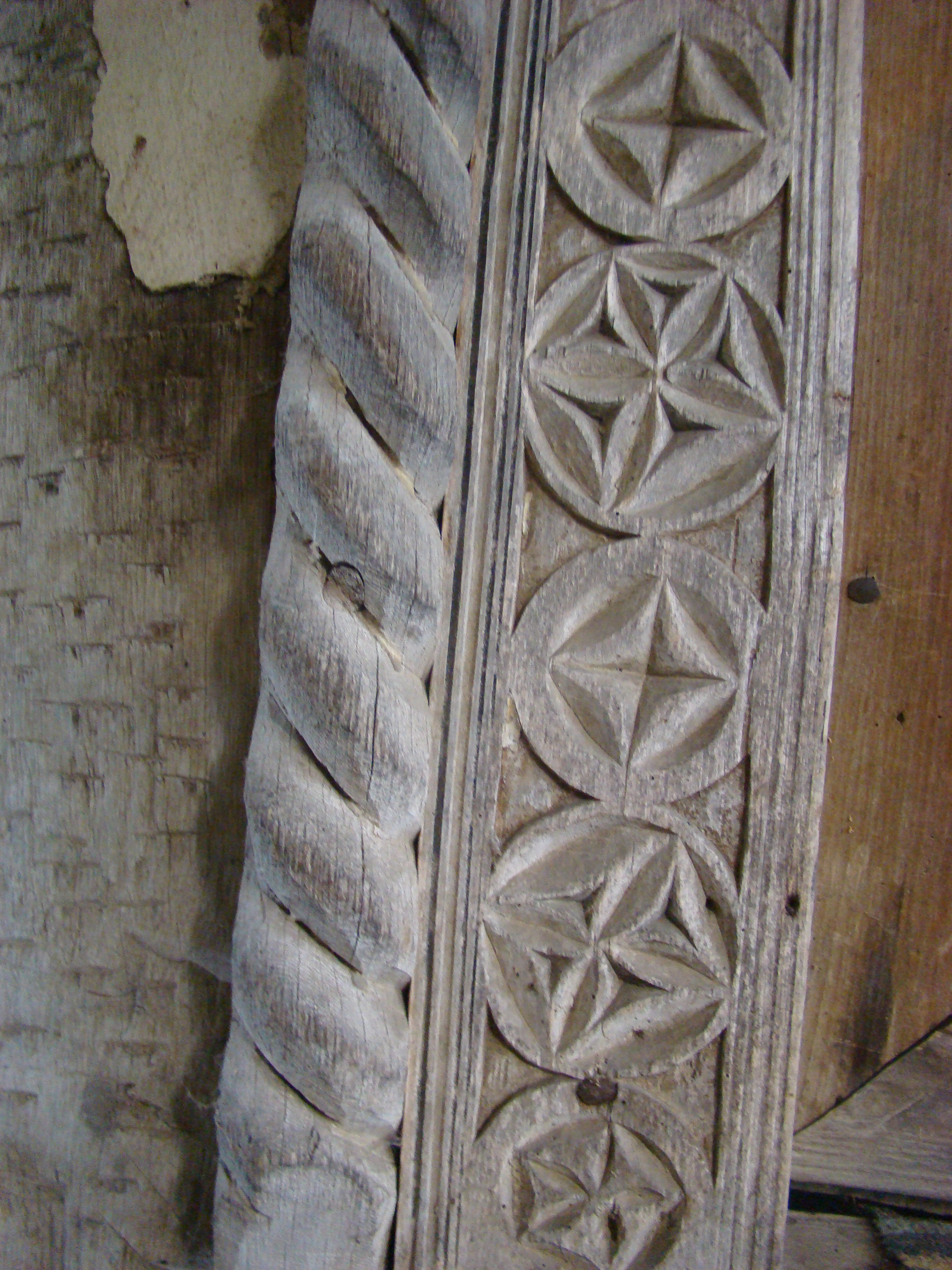
Portalul exterior (detaliu)
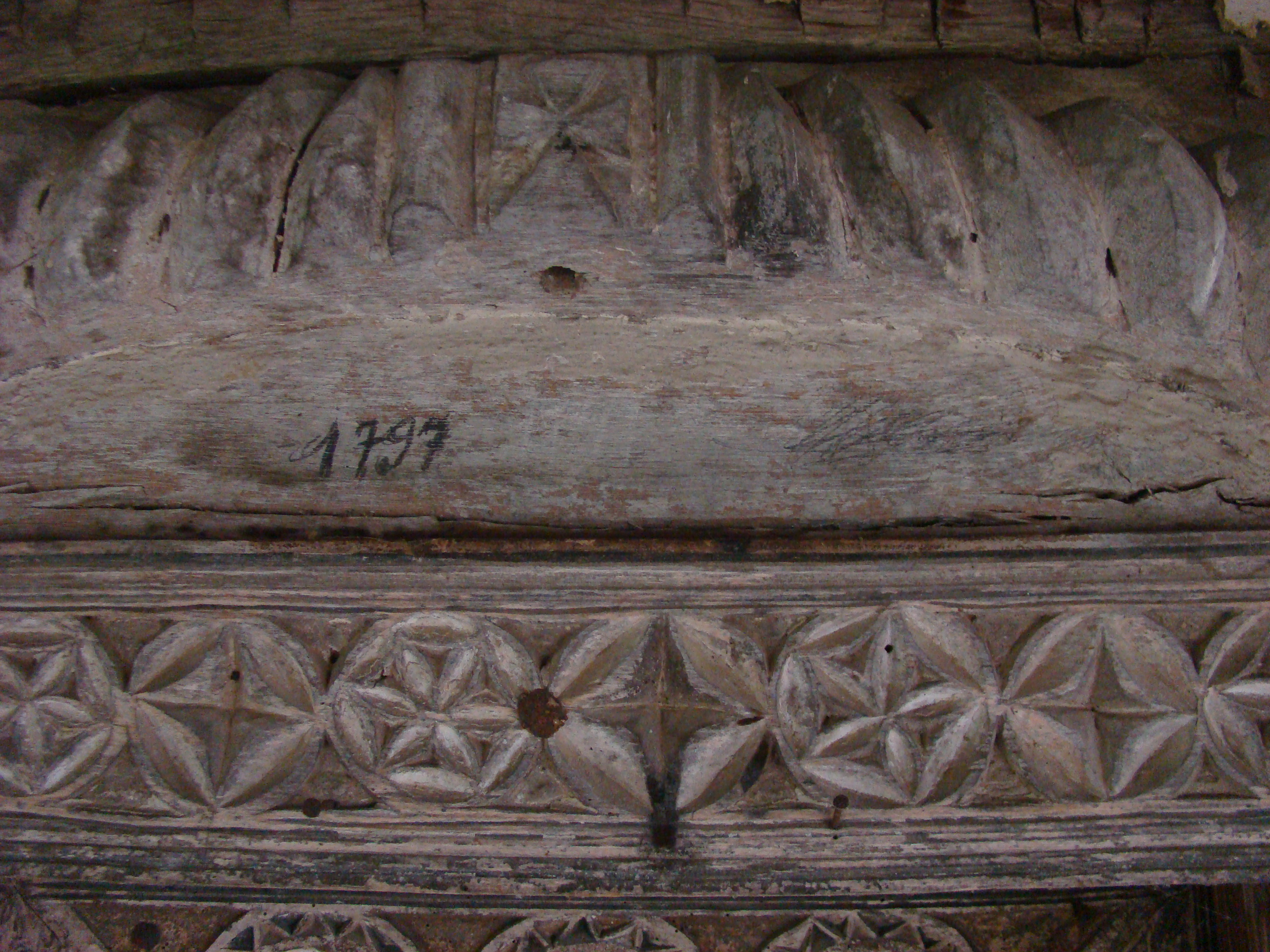
Portalul exterior (detaliu)
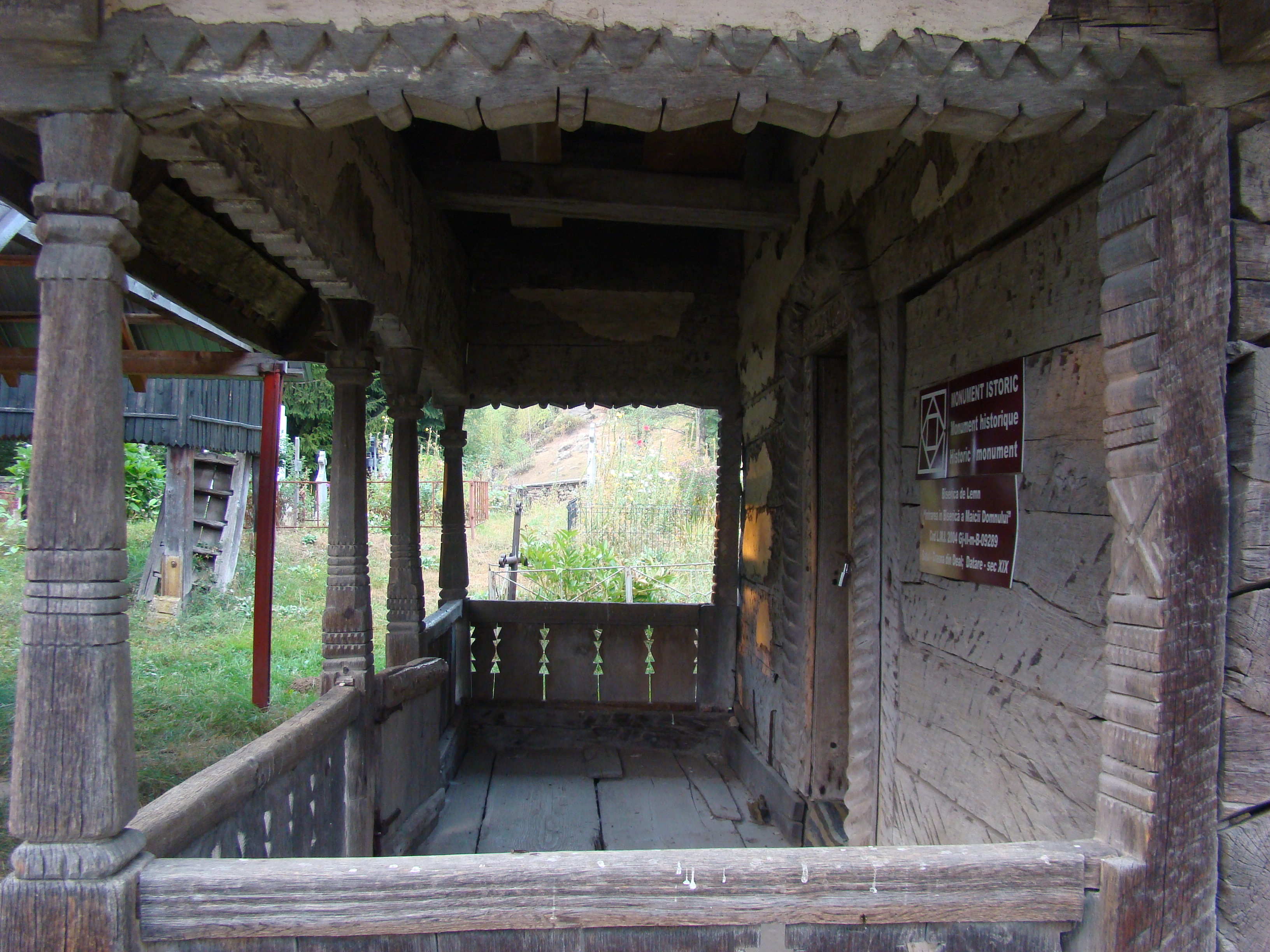
Prispa
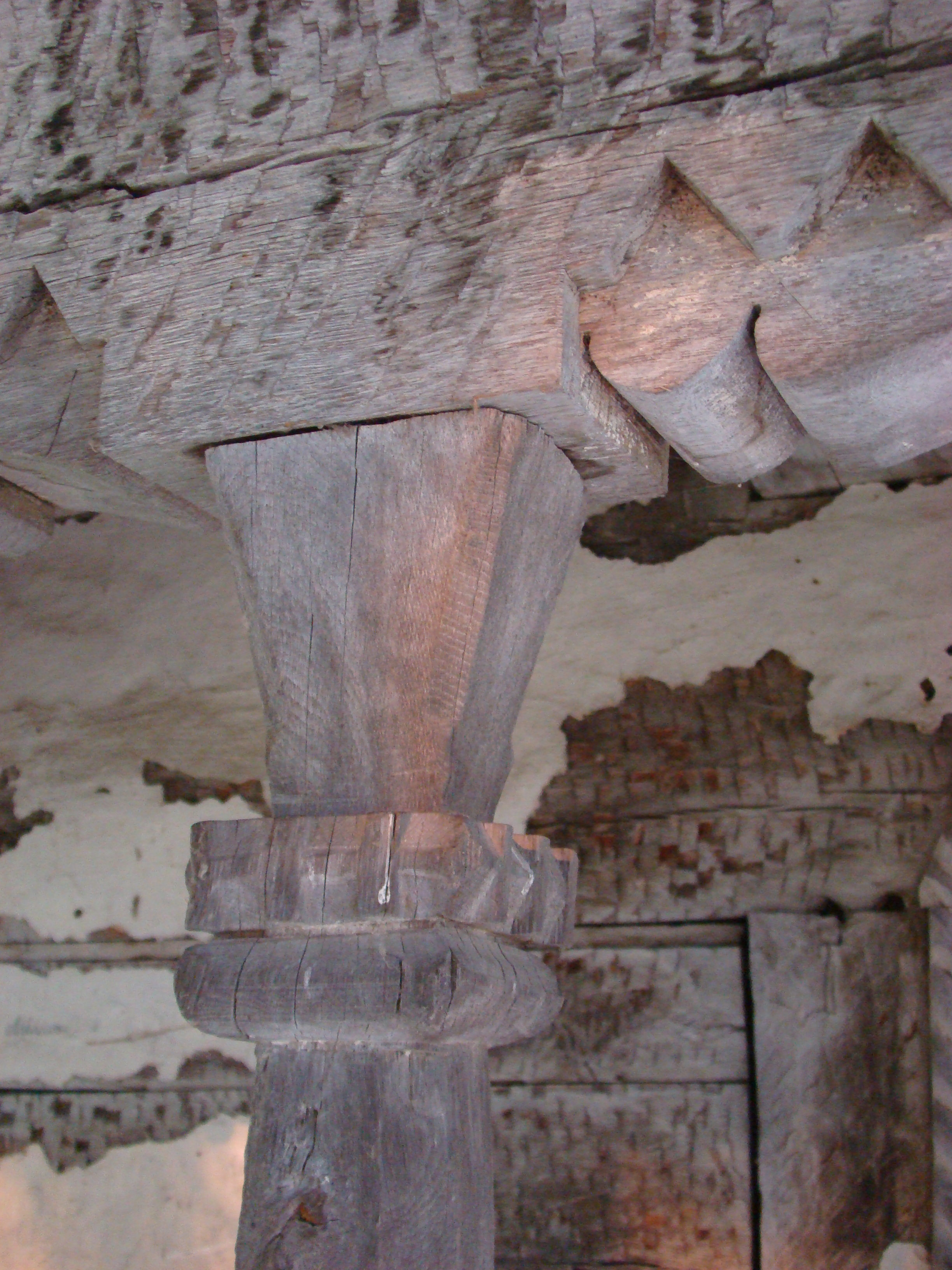
Capitel de stâlp
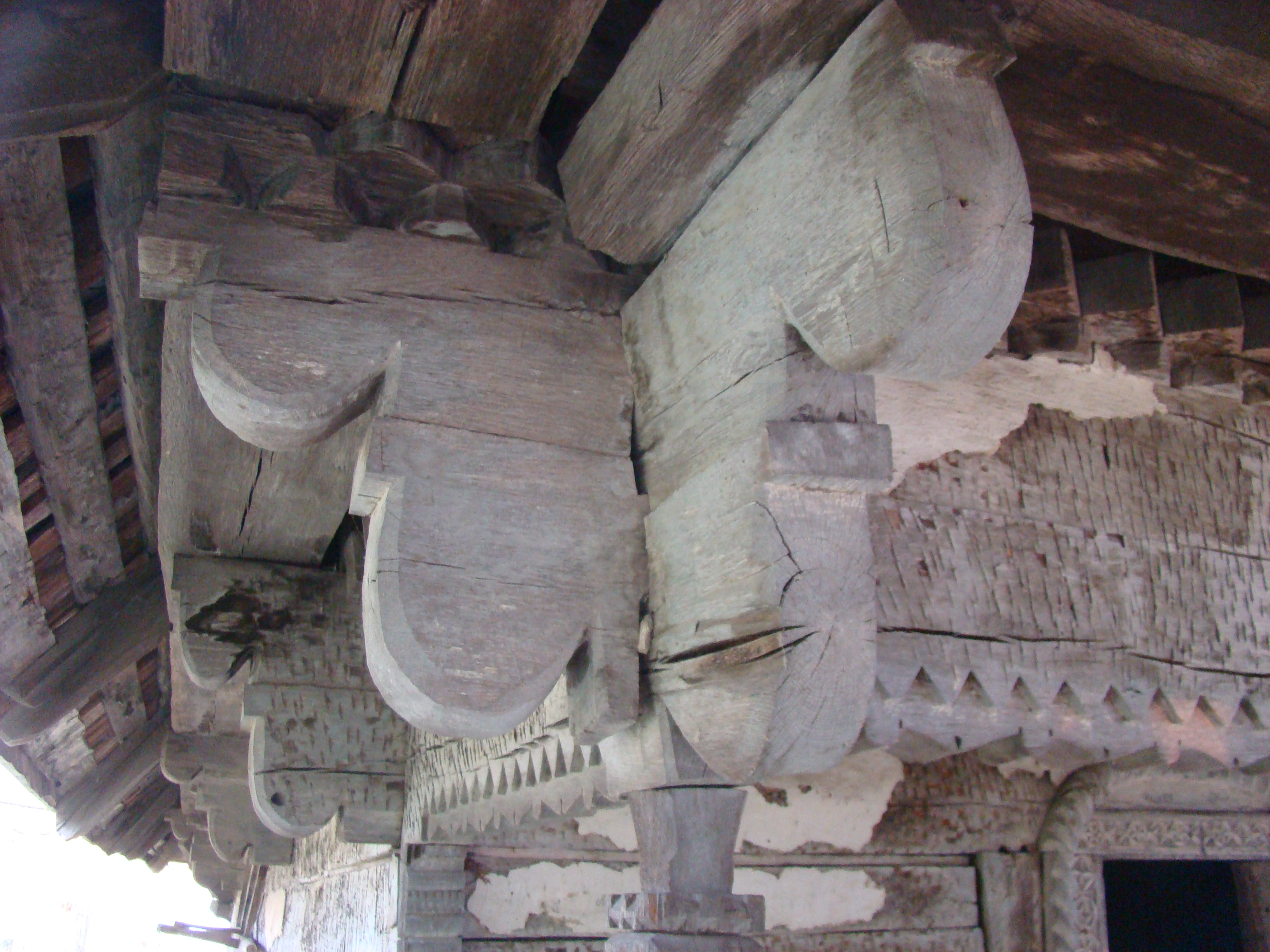
Console
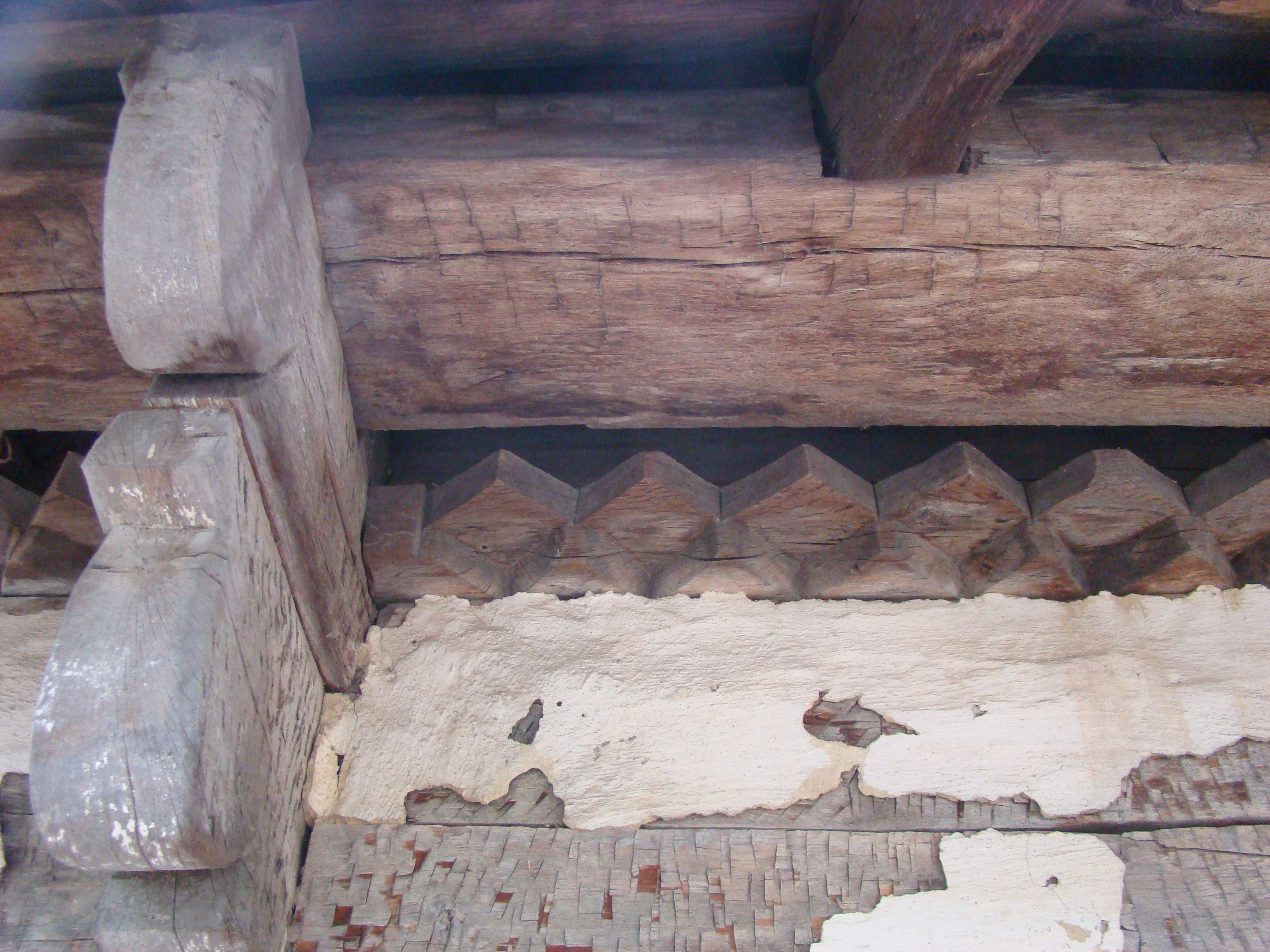
Consolă şi cosoroaba
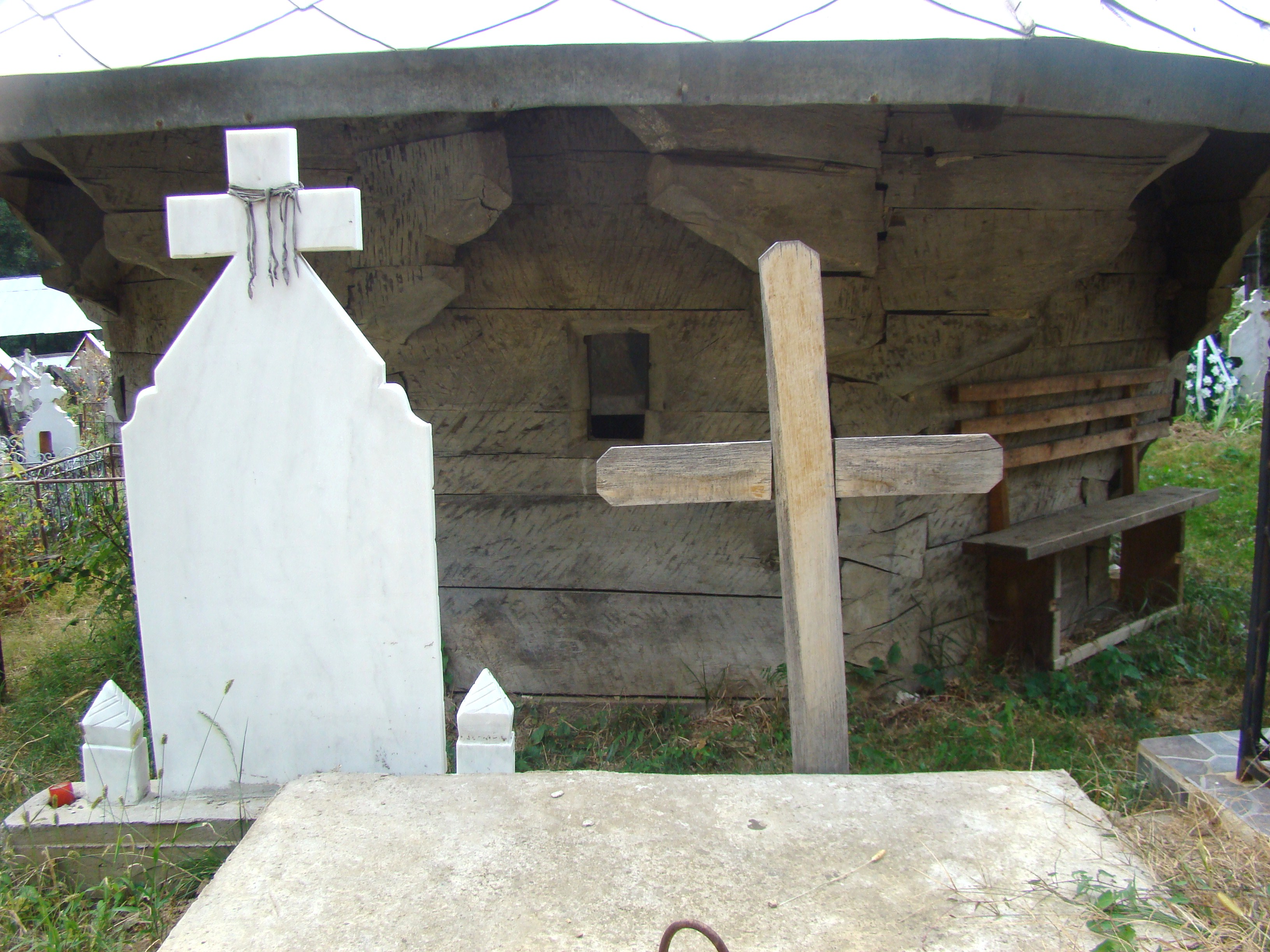
Absida altarului
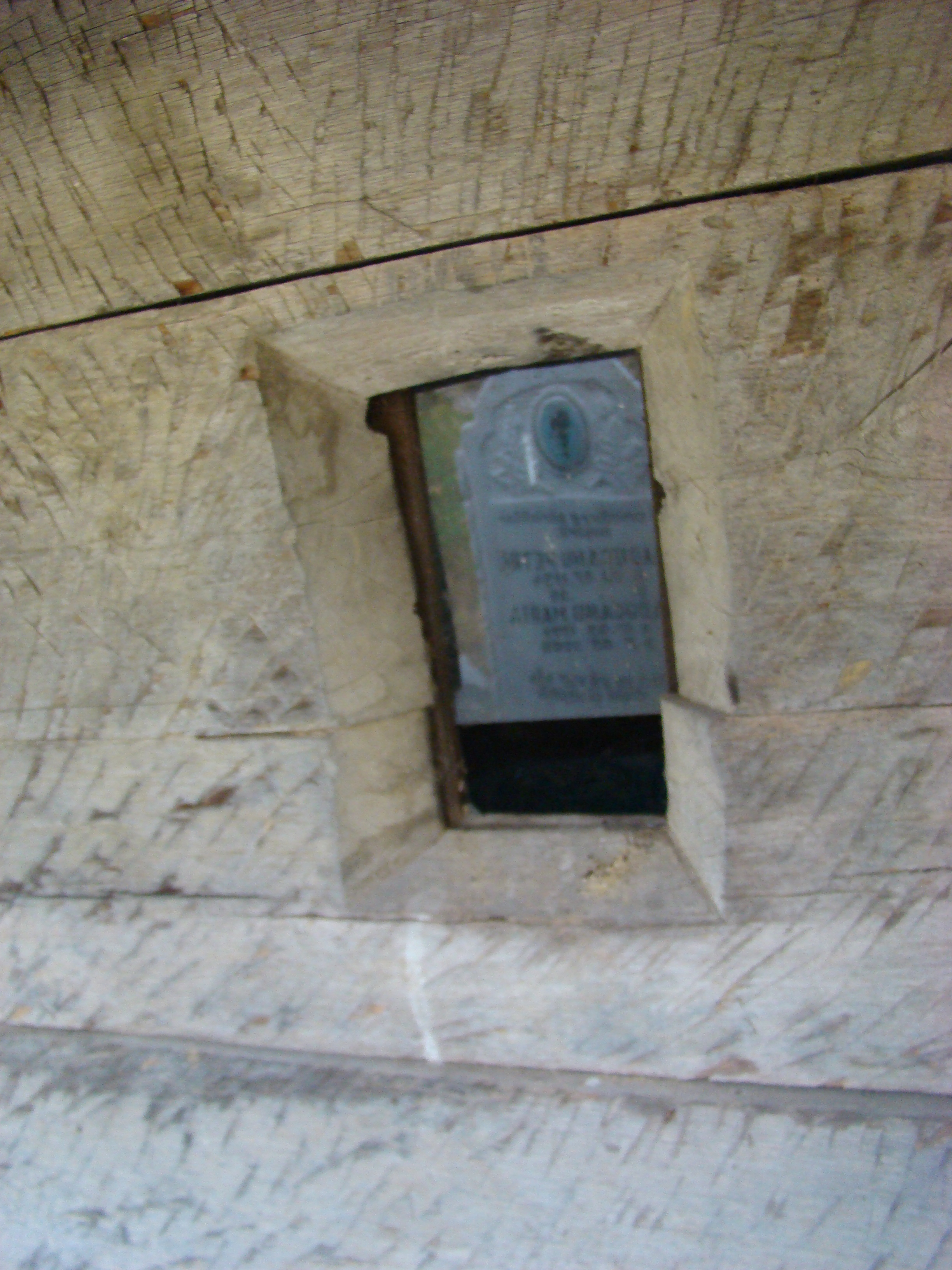
Fereastră
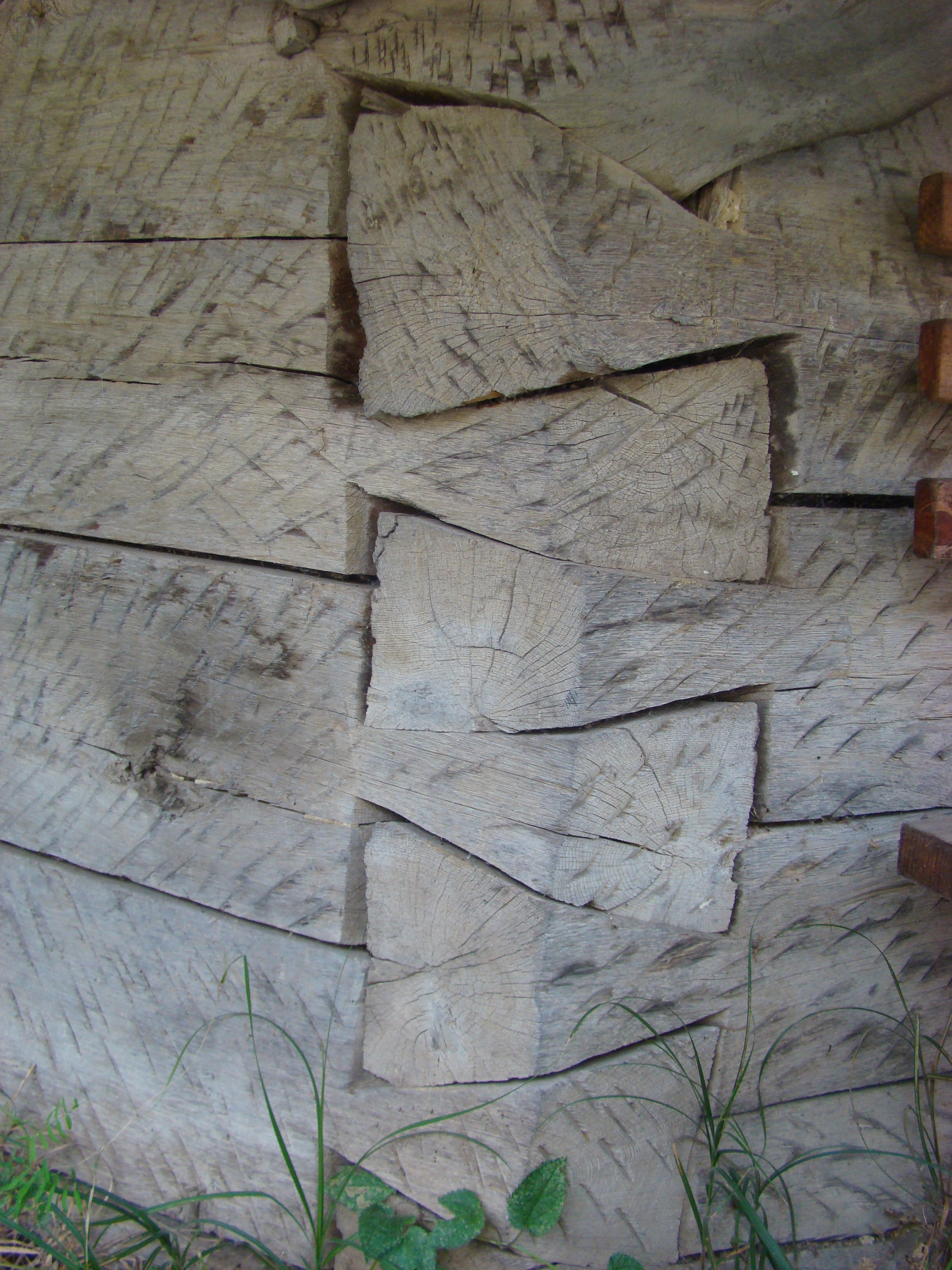
Îmbinări
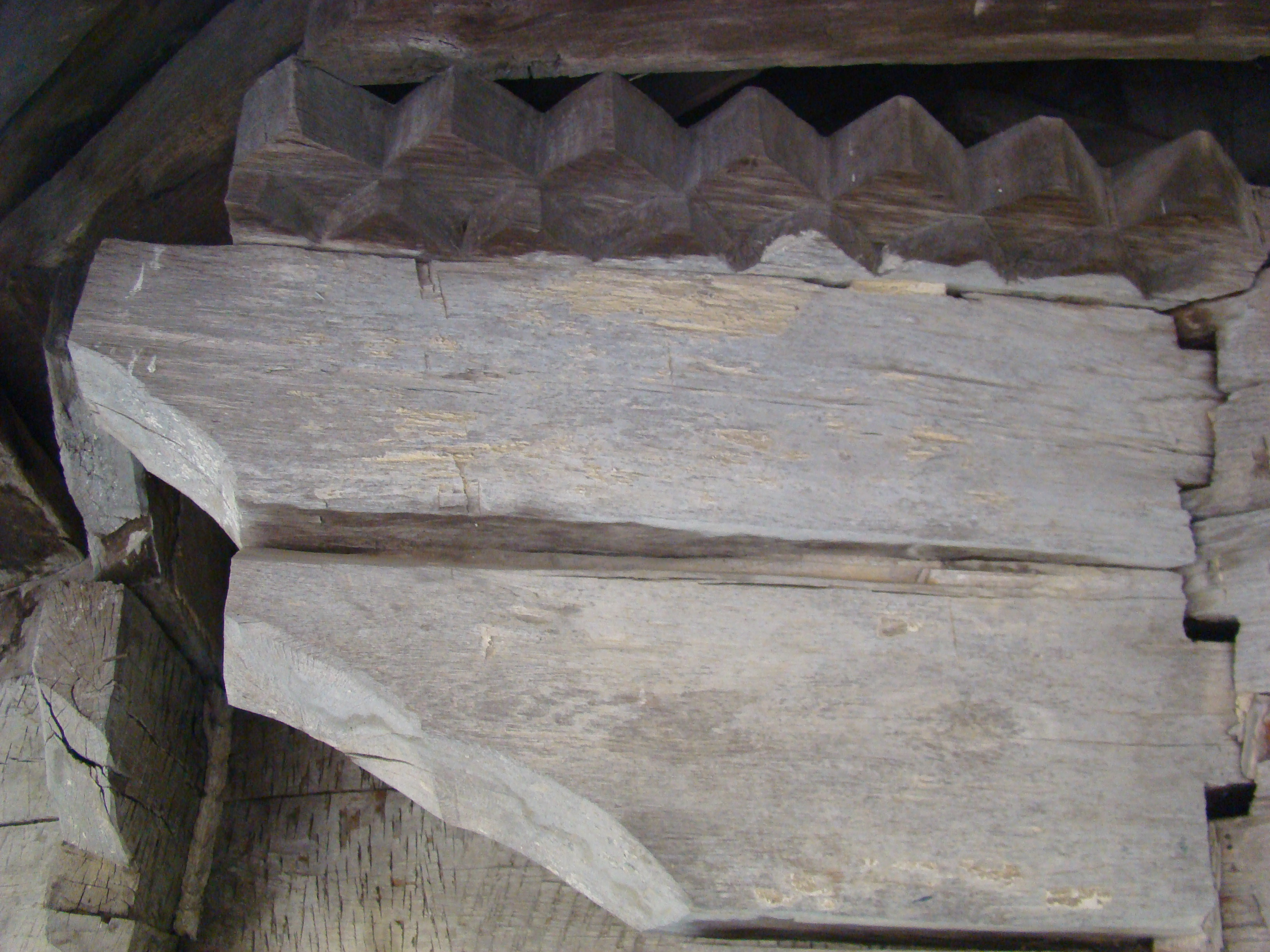
Console
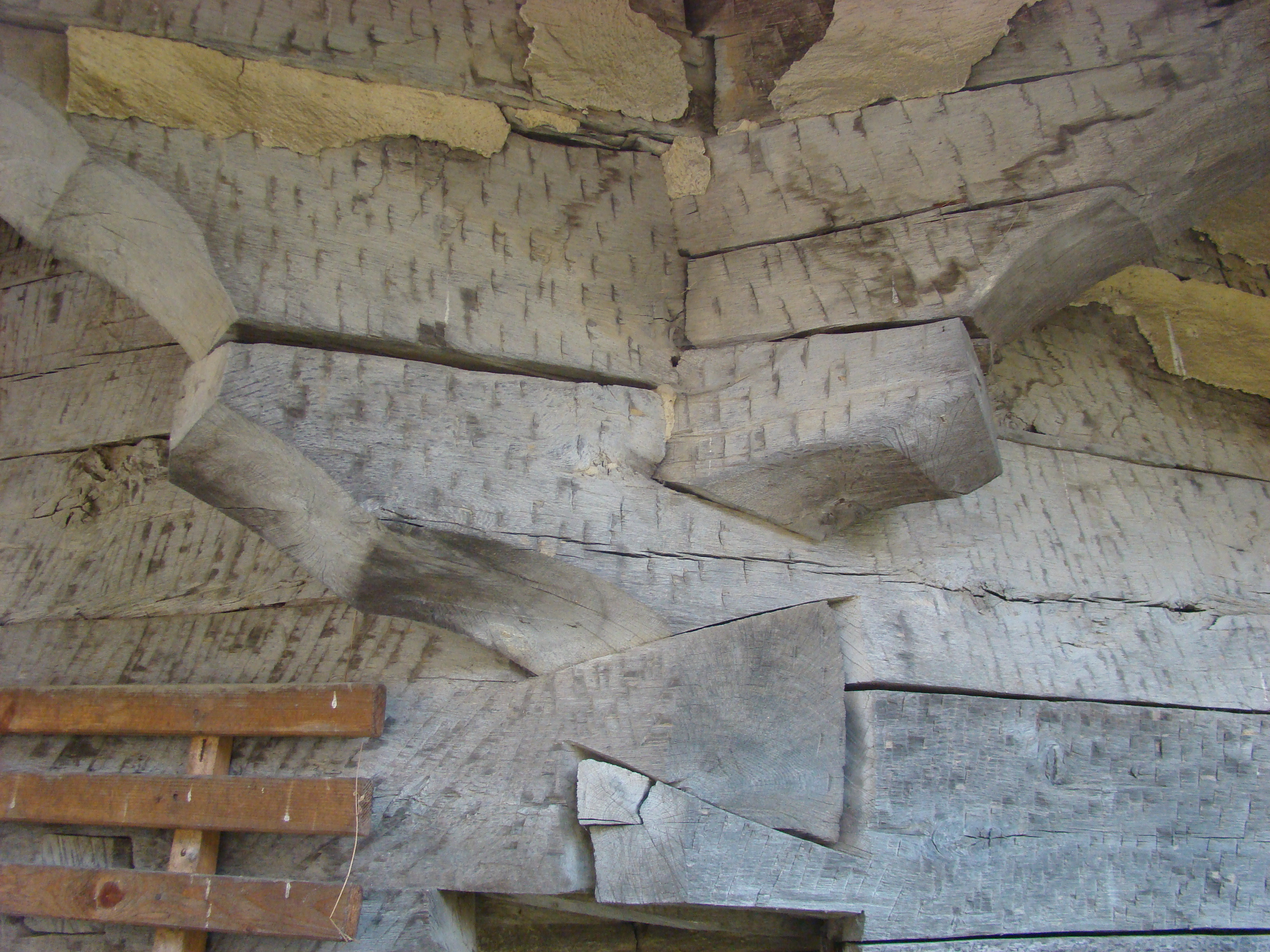
Console
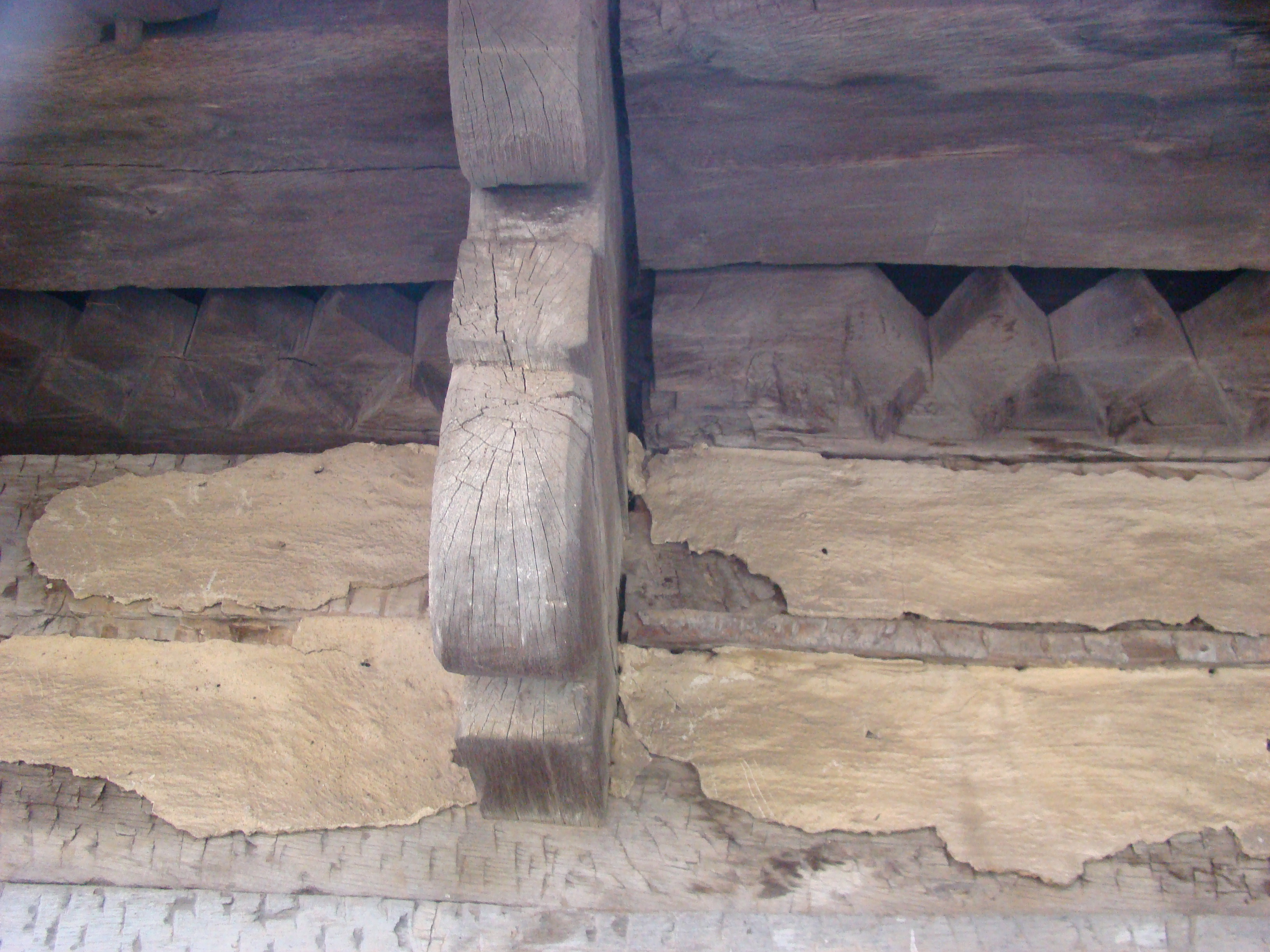
Consolă şi cosoroaba
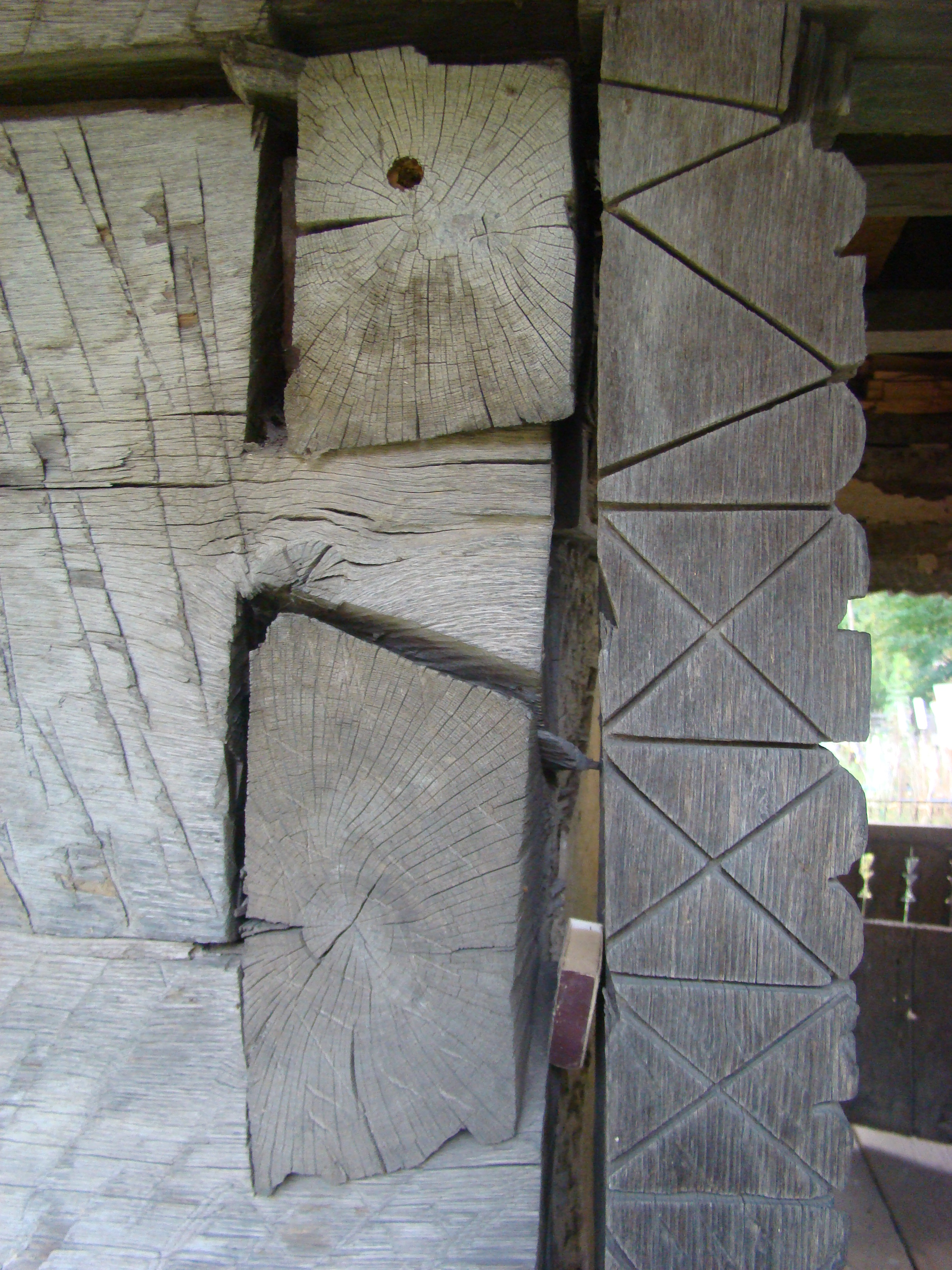
Îmbinări şi stenap
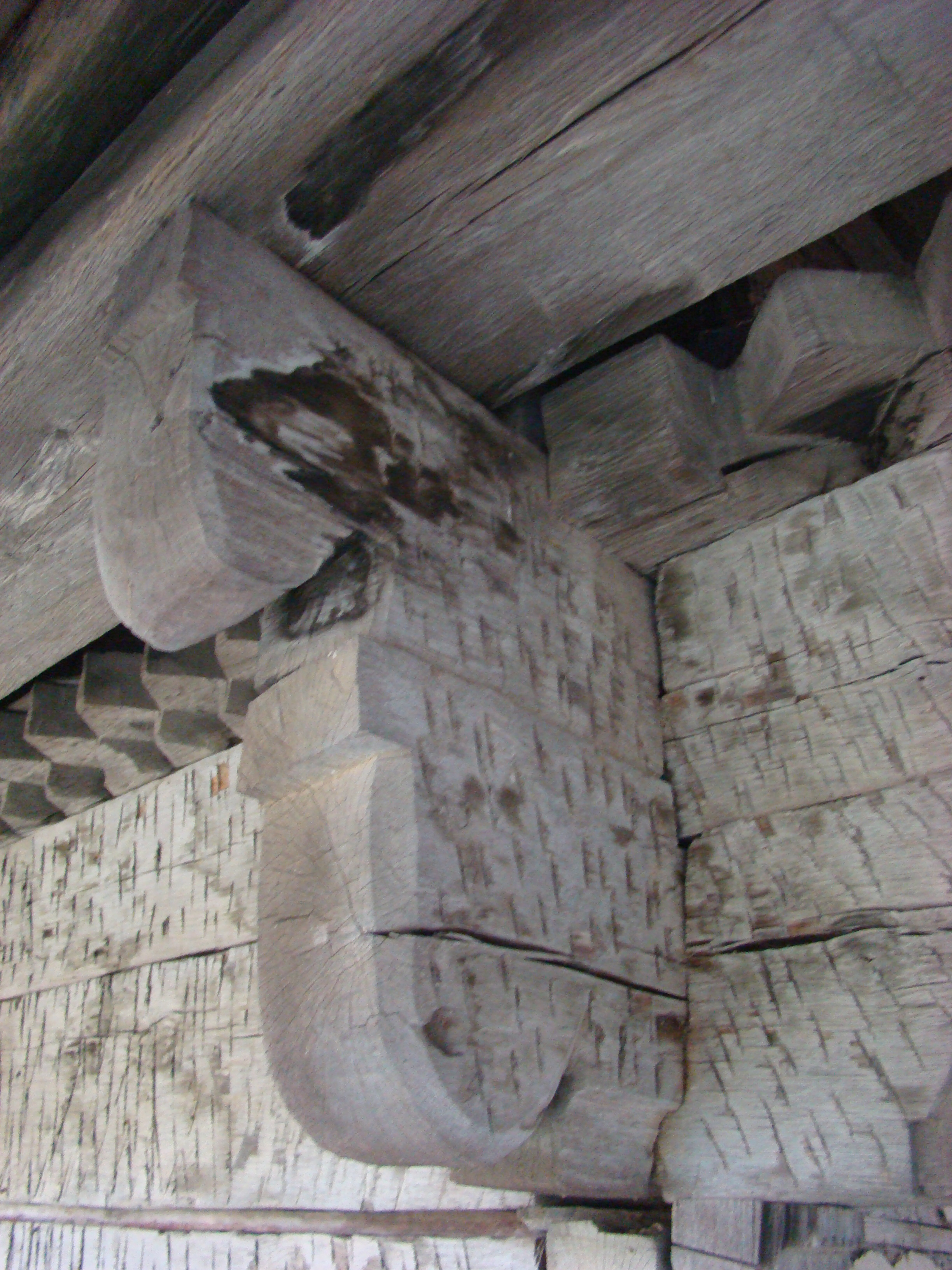
Consolă
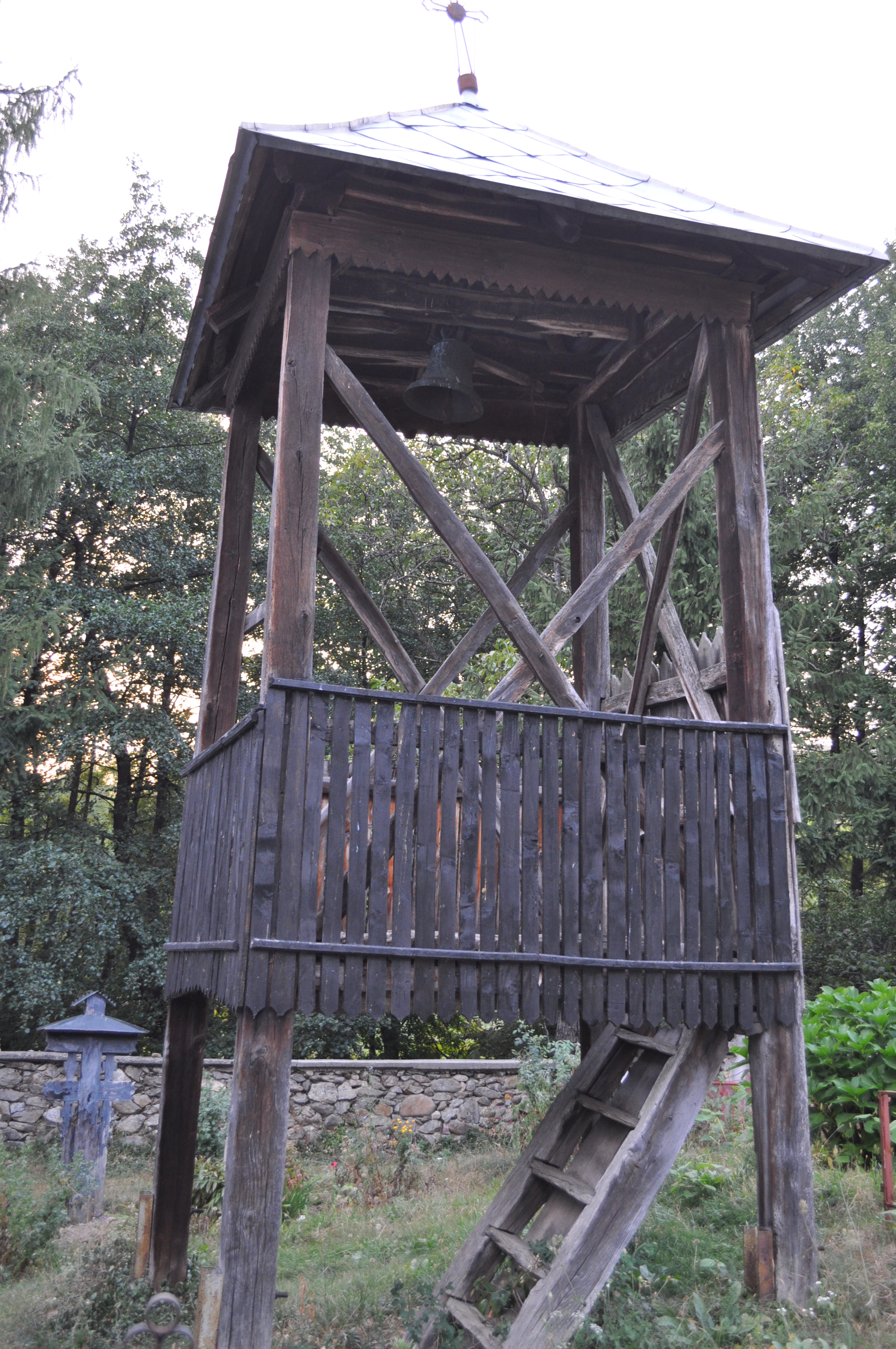
Clopotnița
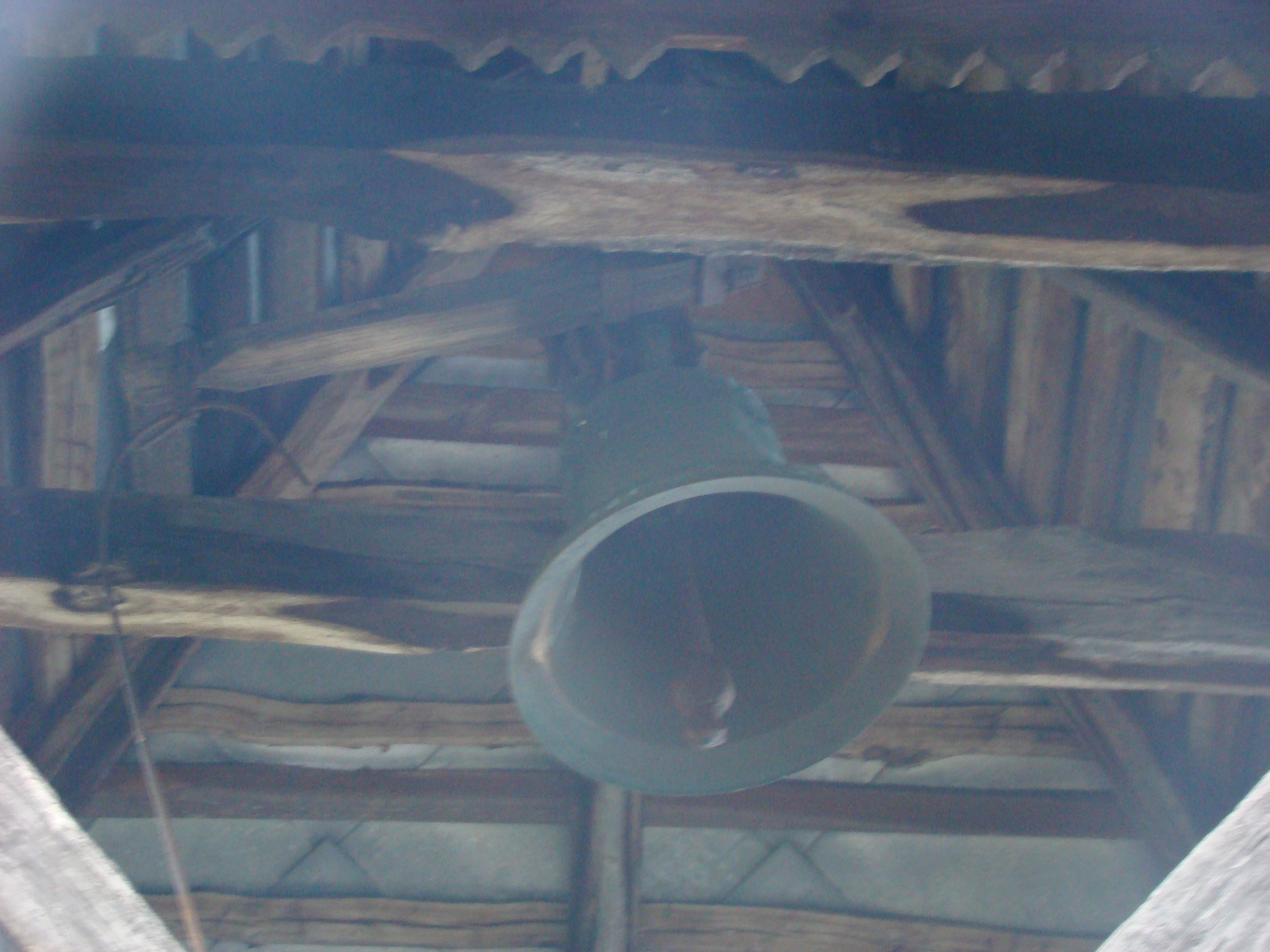
Clopotul

## Imagini din interior

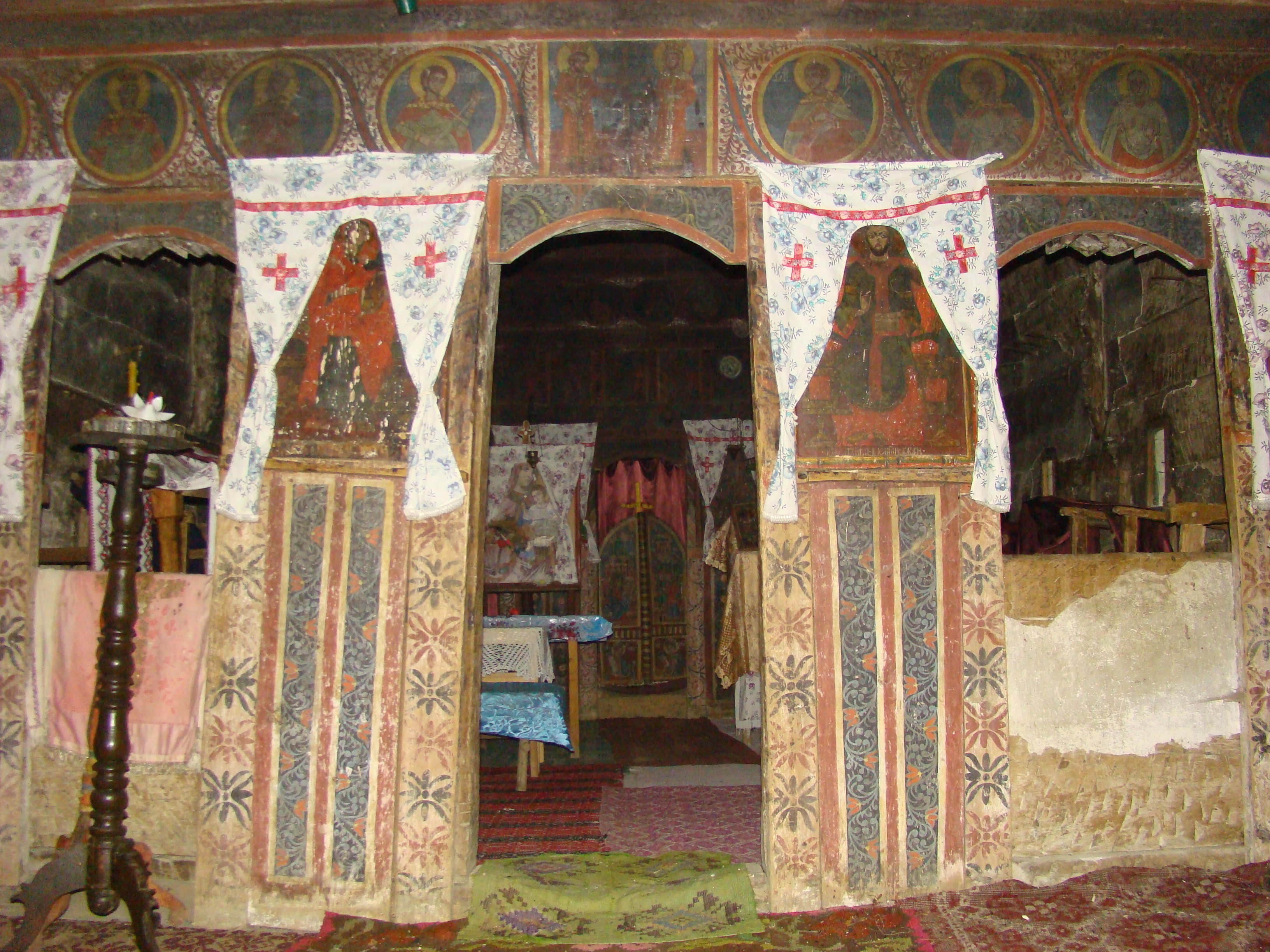
În pronaos
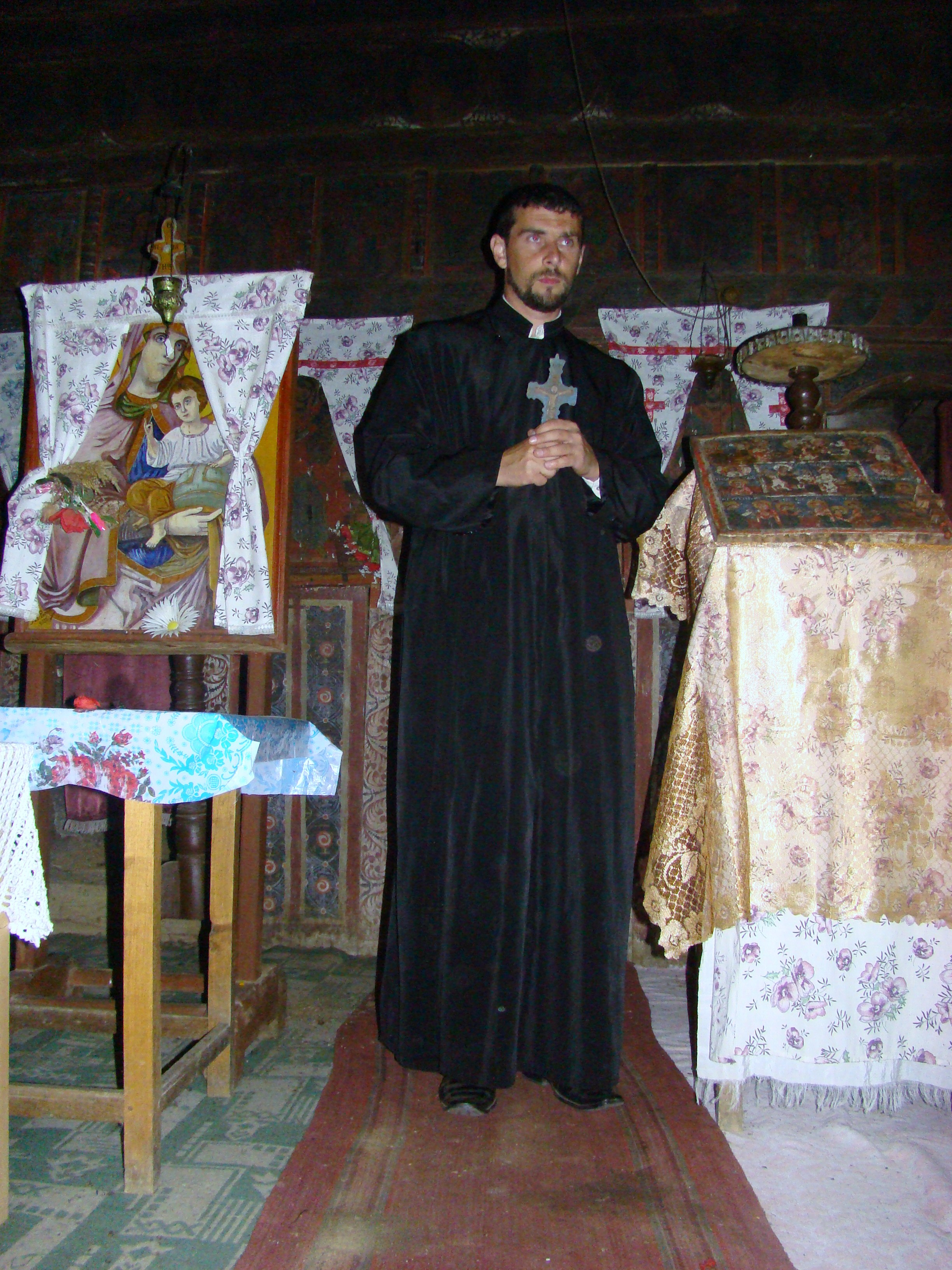
Preotul paroh Voinea Lucian
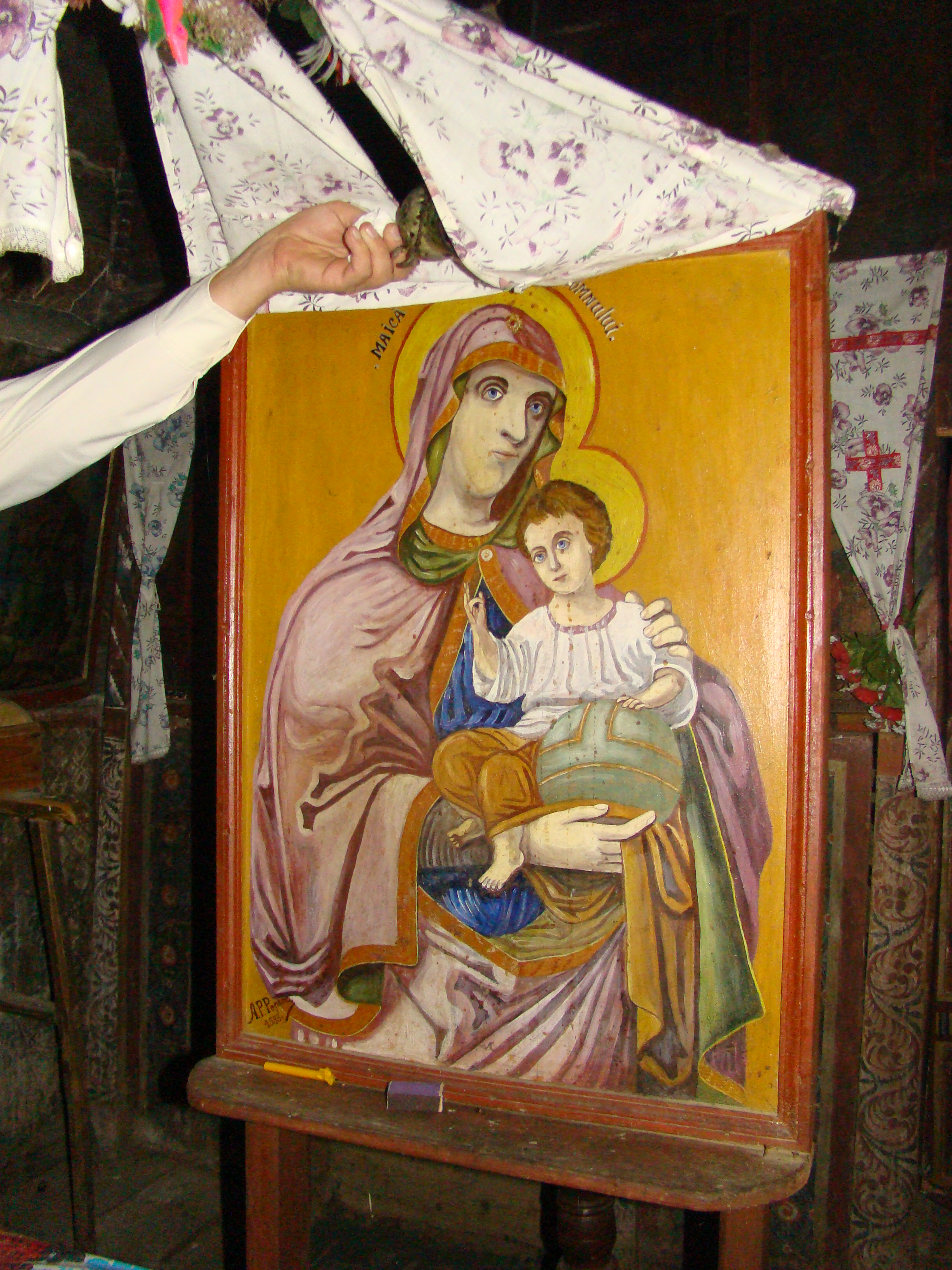
Maica Domnului
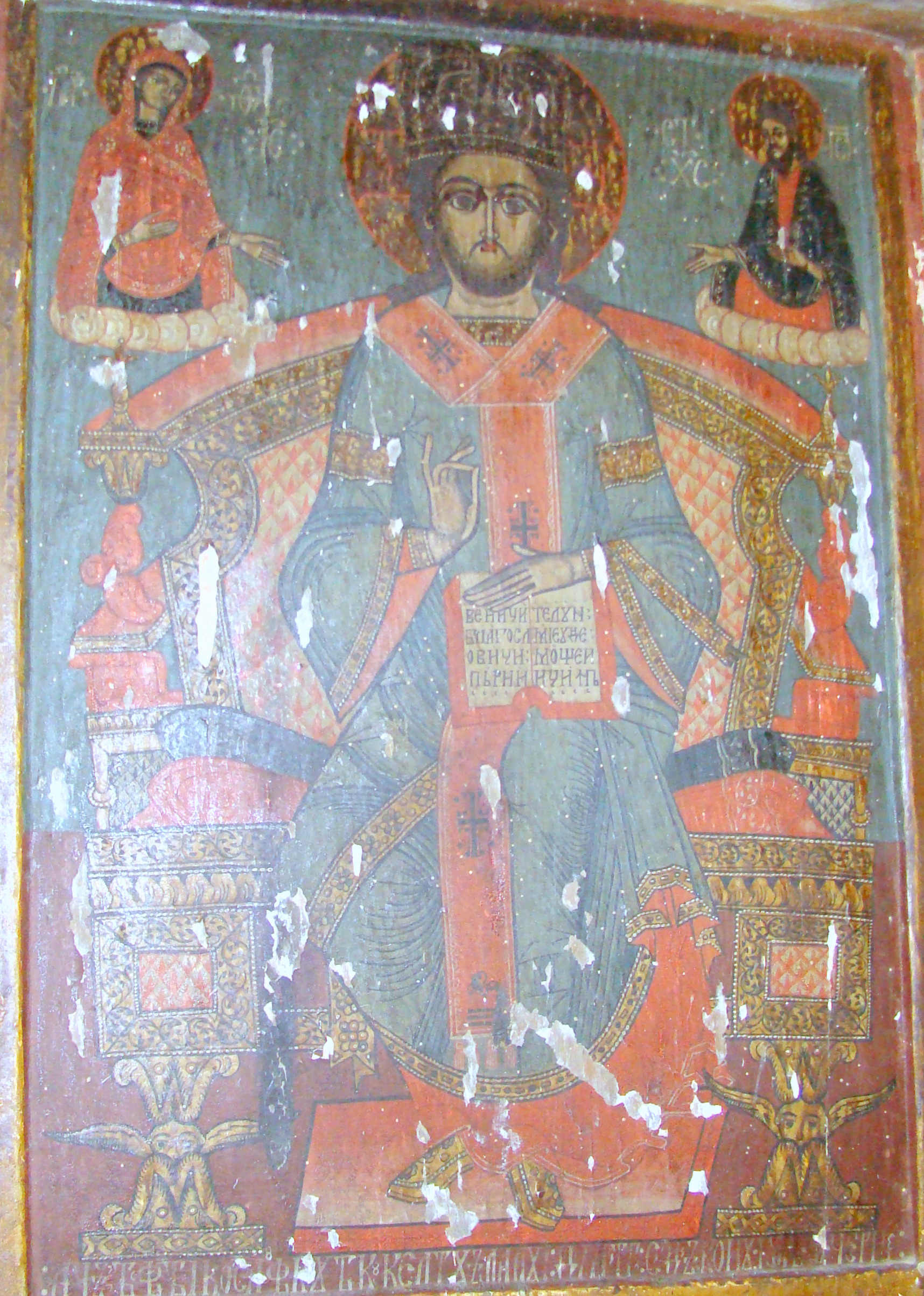
Deisis
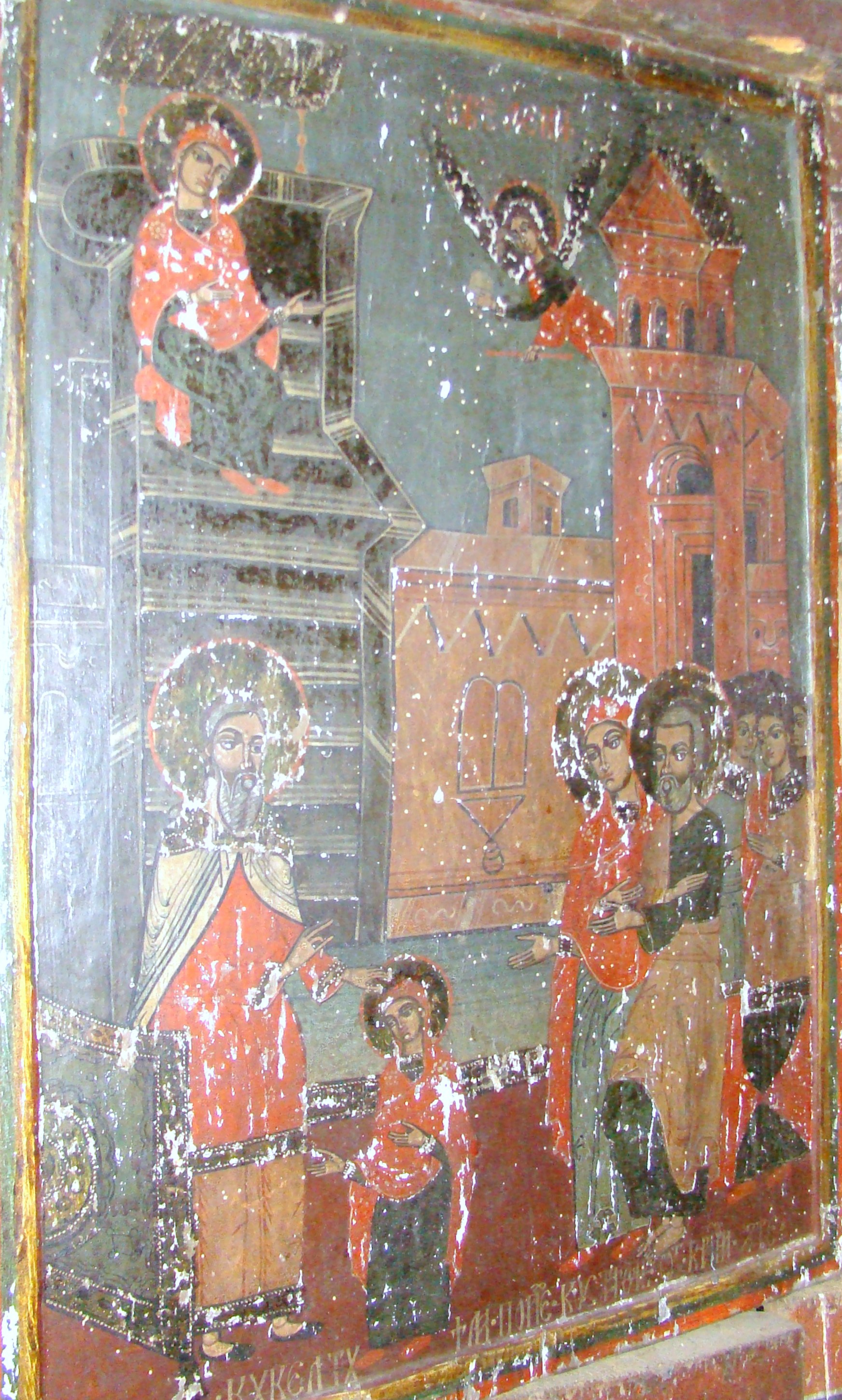
Icoana de hram
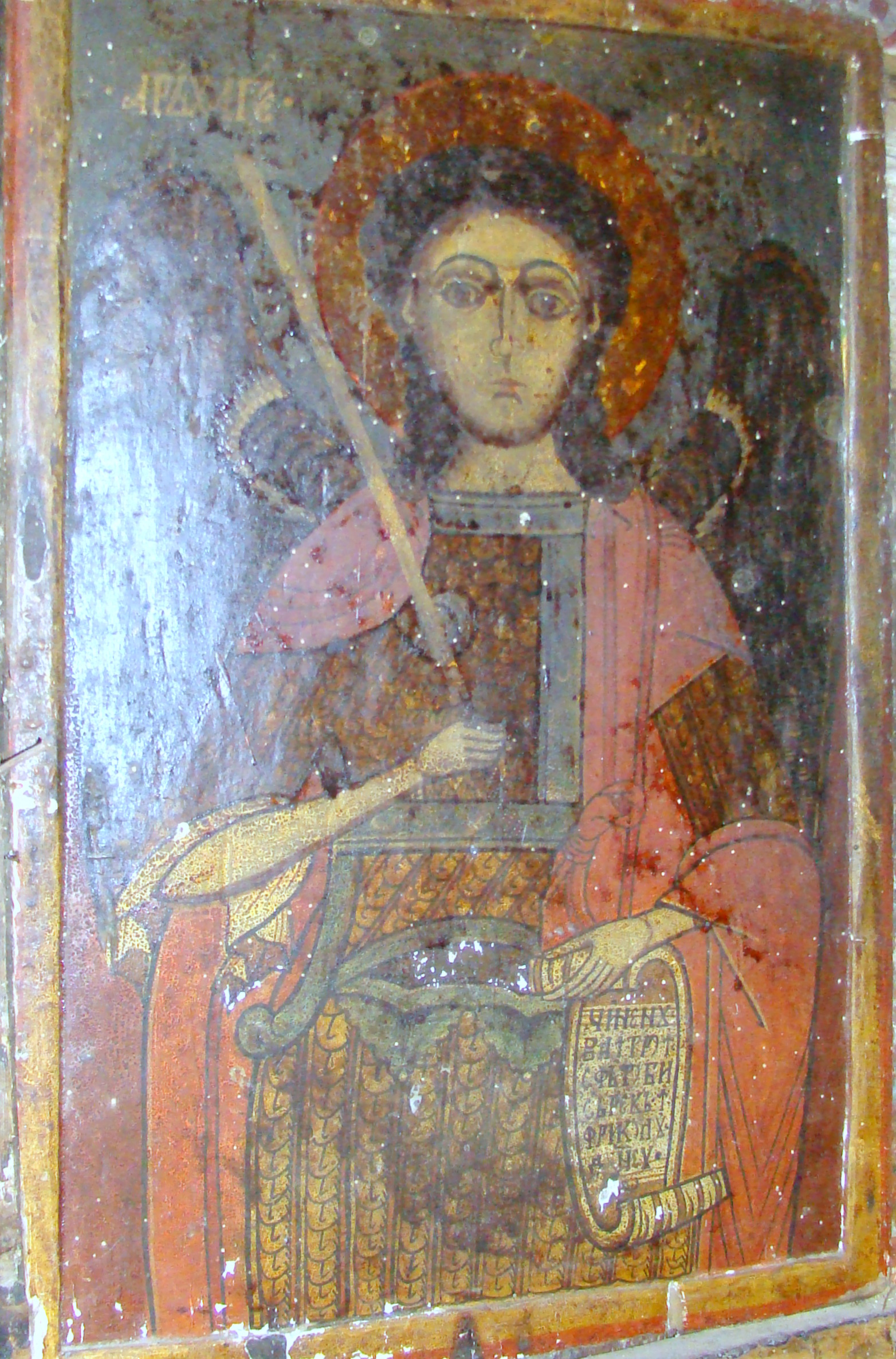
Arhanghelul Mihail
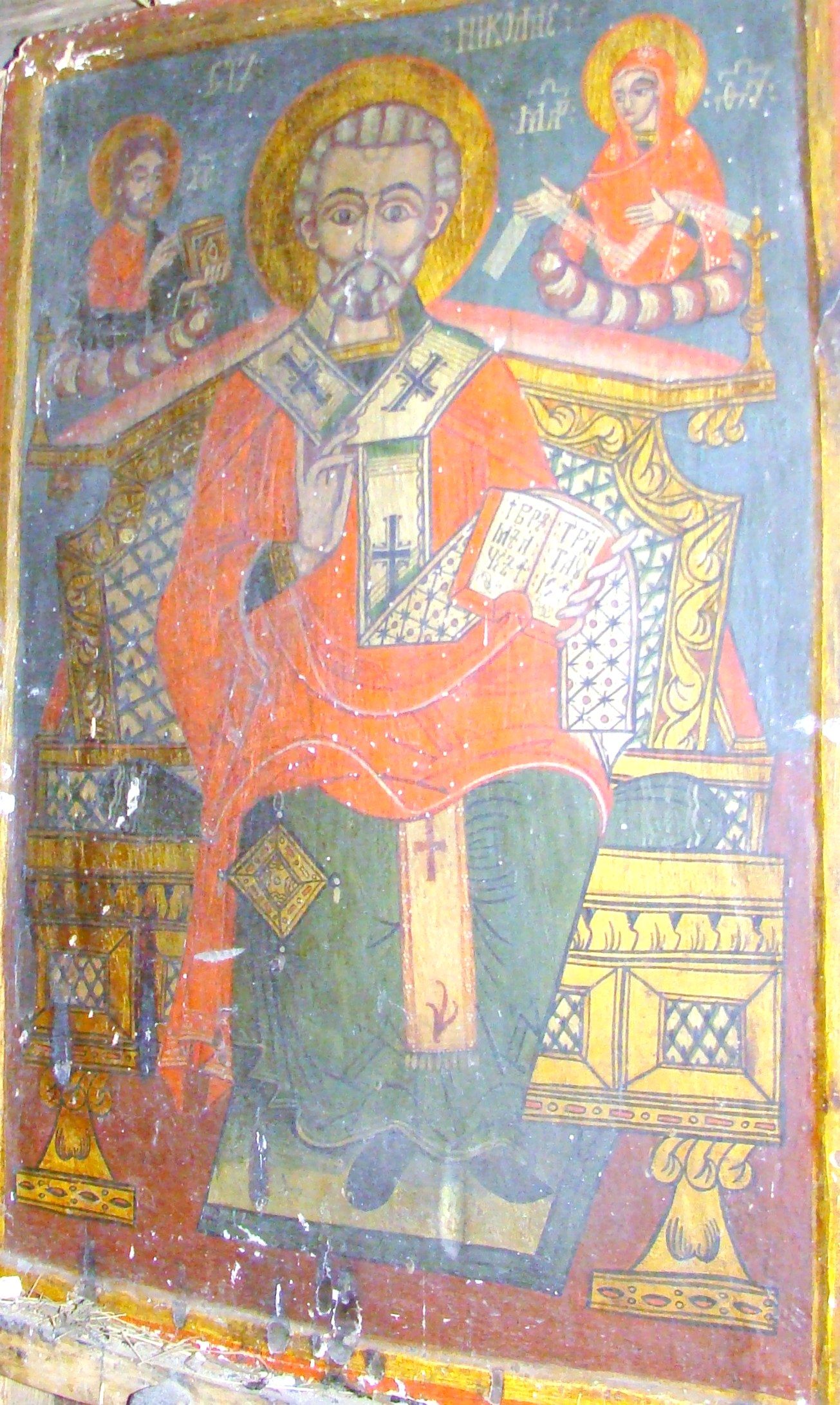
Sfântul Nicolae
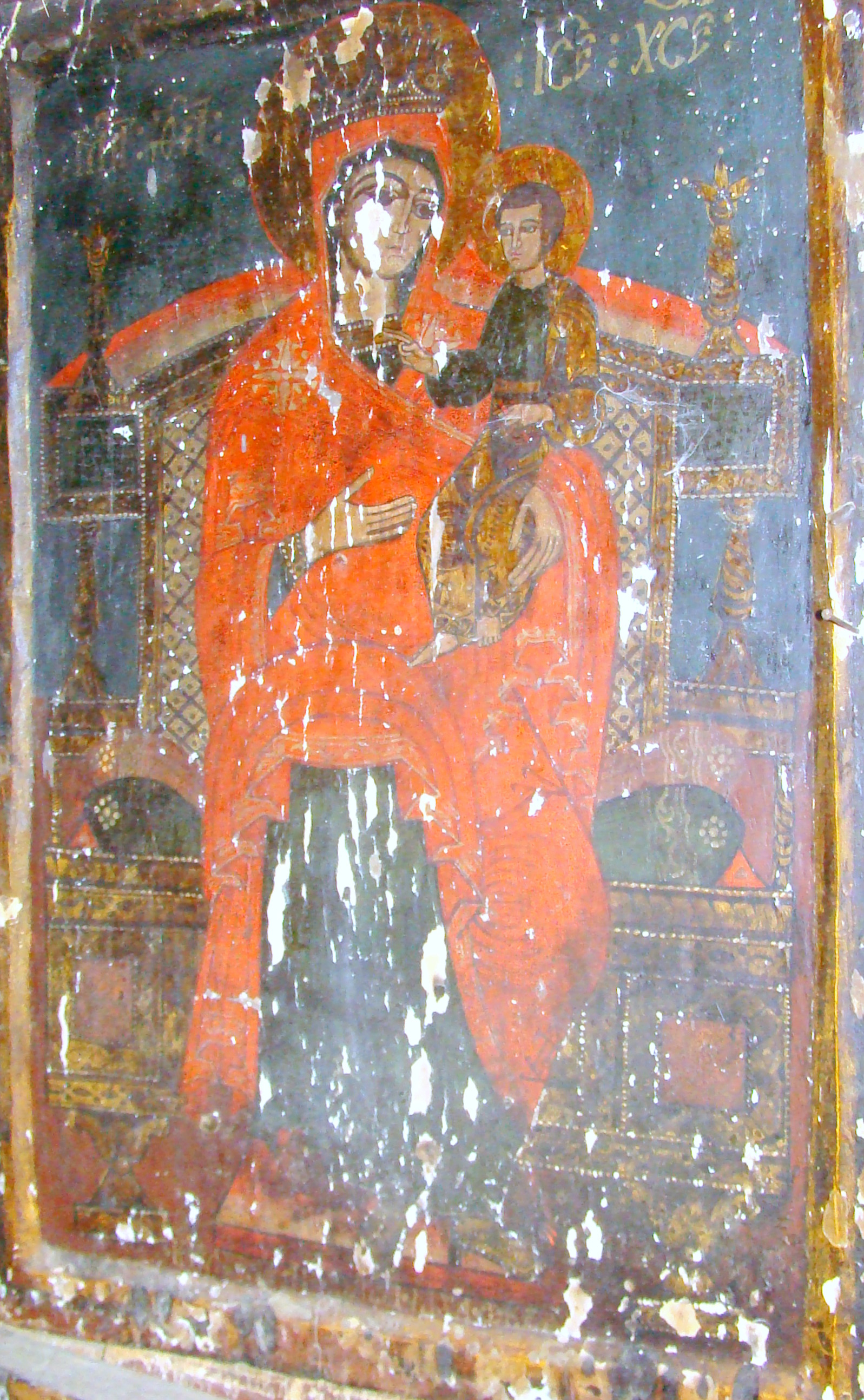
Maica Domnului Hodighitria pe tron
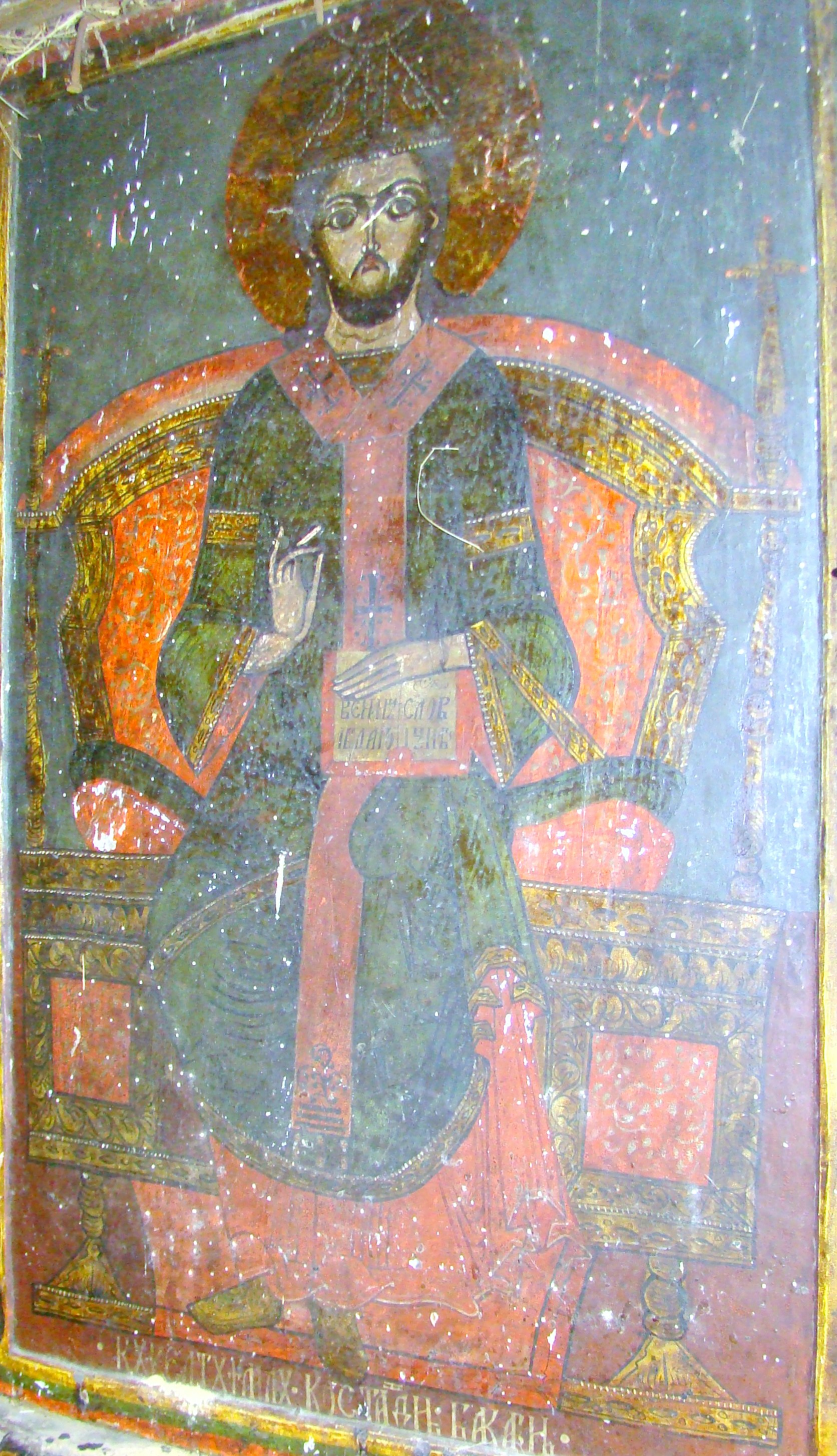
Iisus Hristos Pantocrator
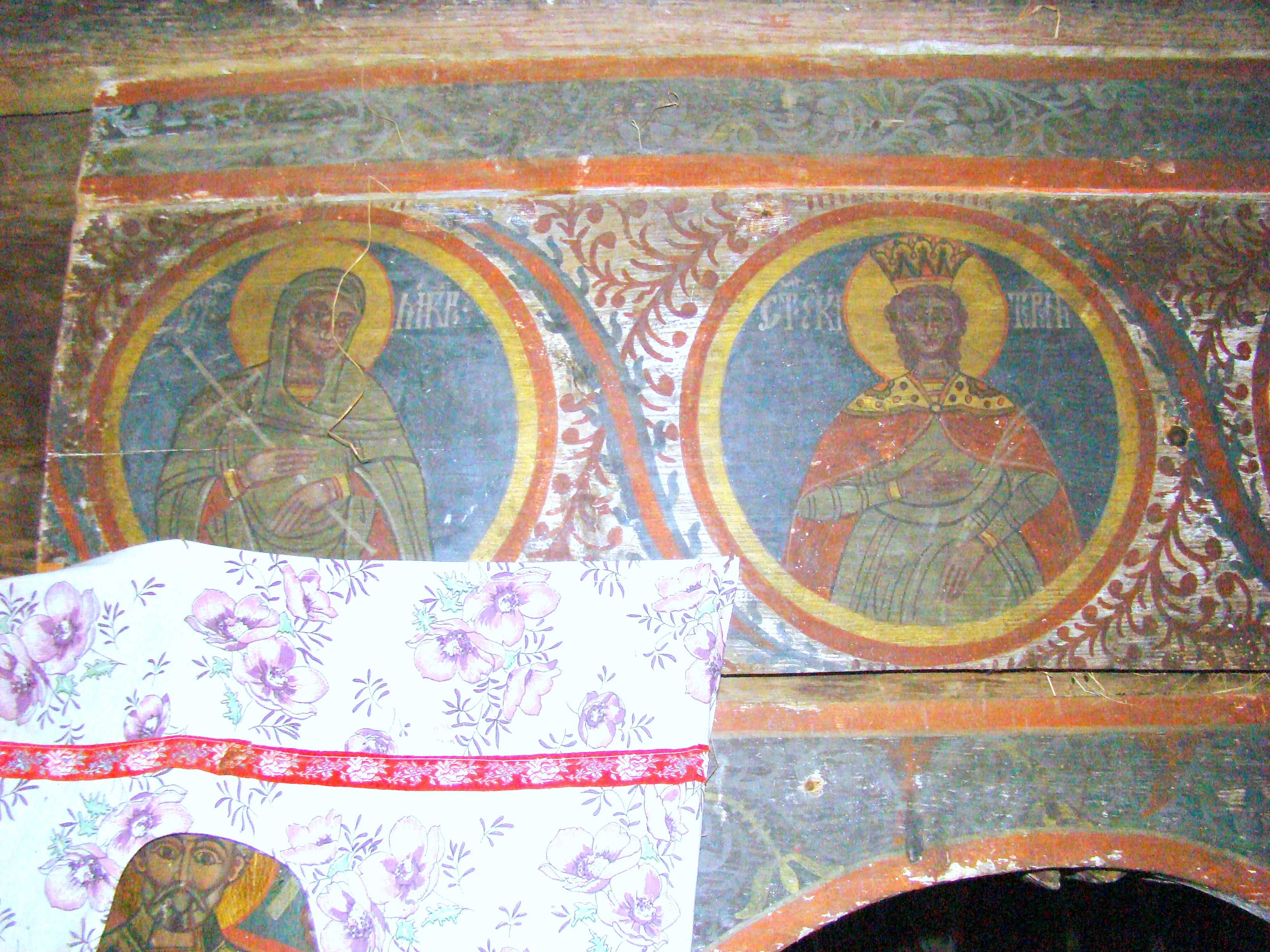
Tâmplişoara (detaliu)
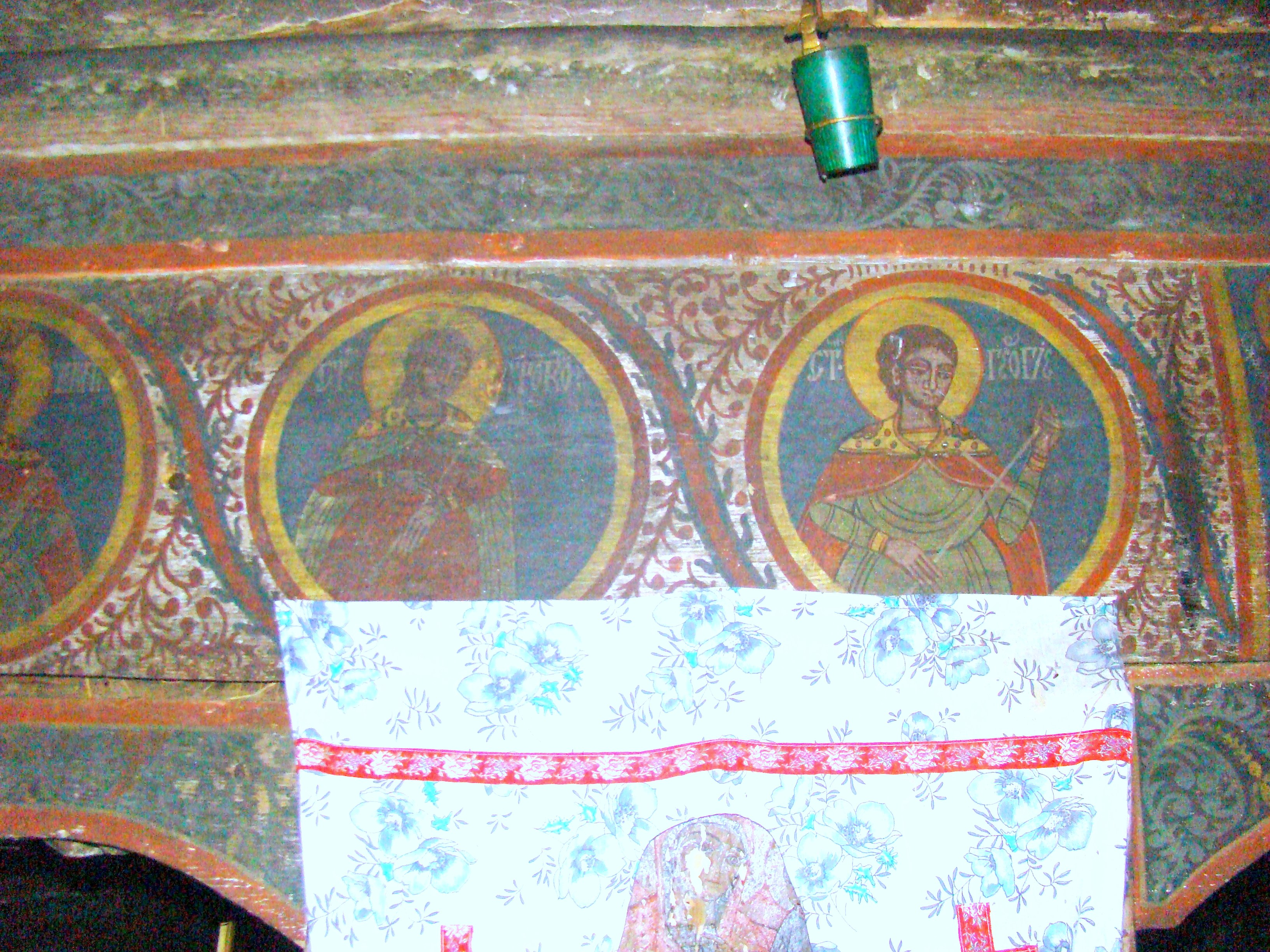
Tâmplişoara (detaliu)
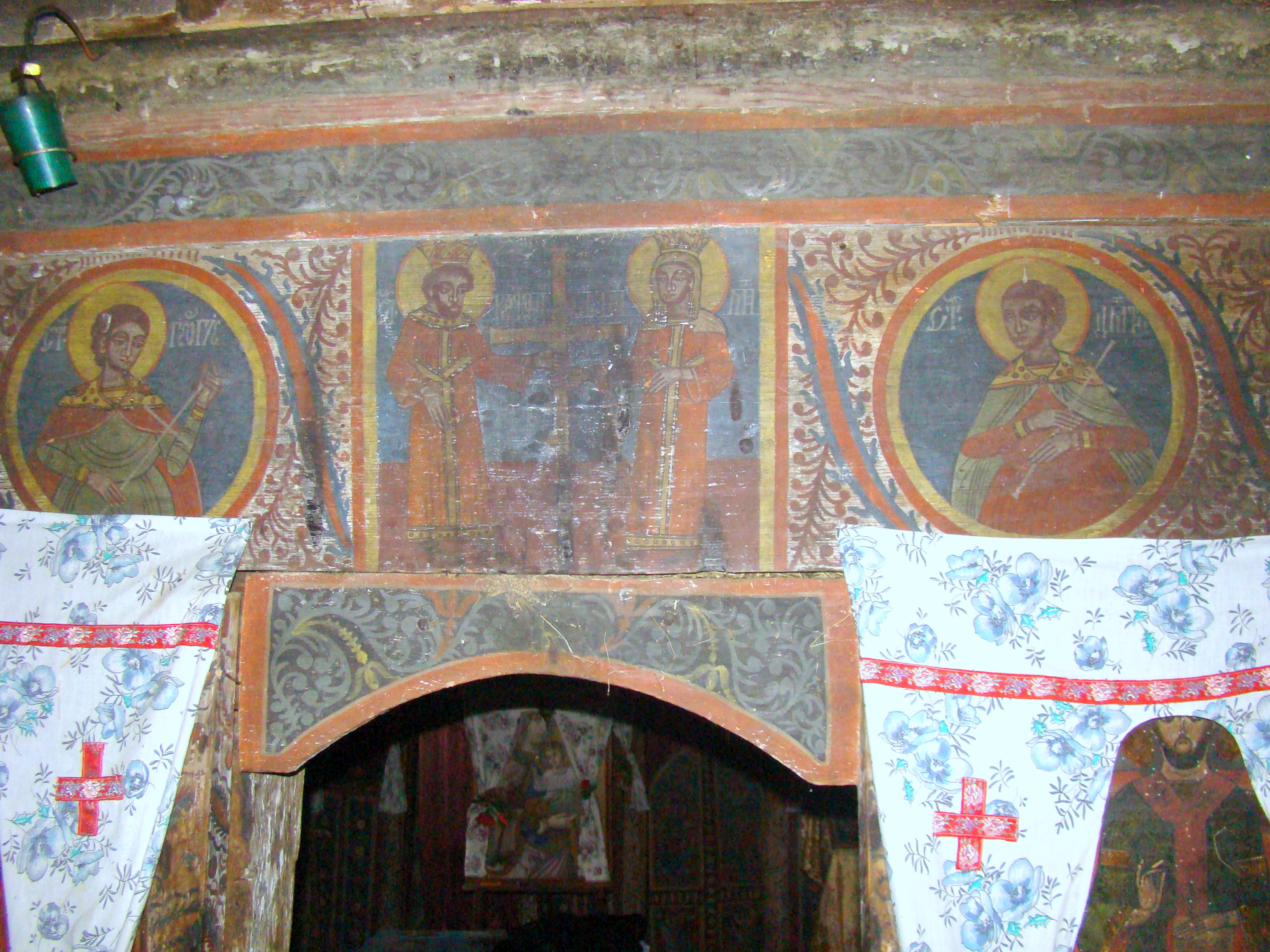
Sfinții Împărați Constantin și Elena
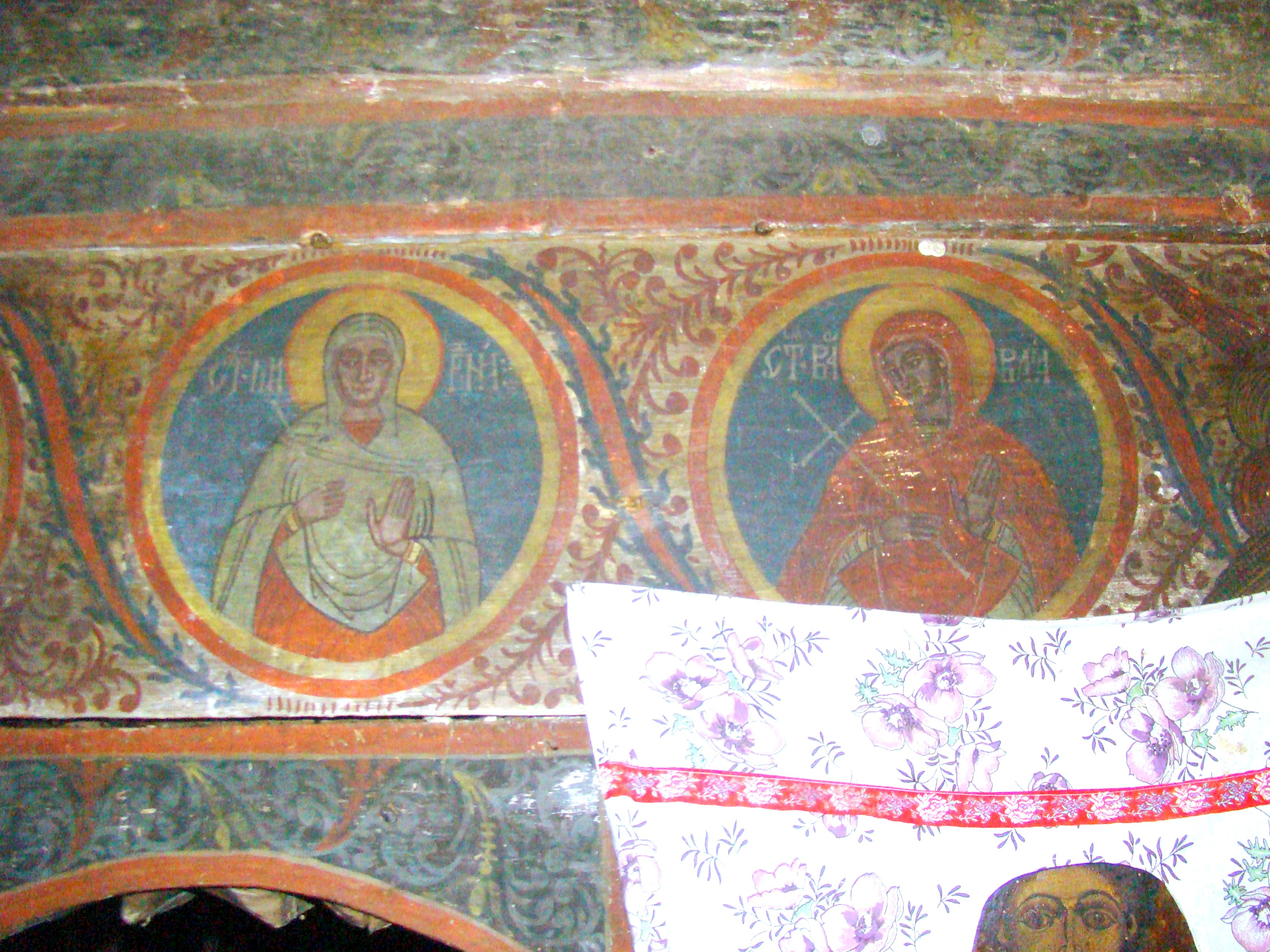
Tâmplişoara (detaliu)
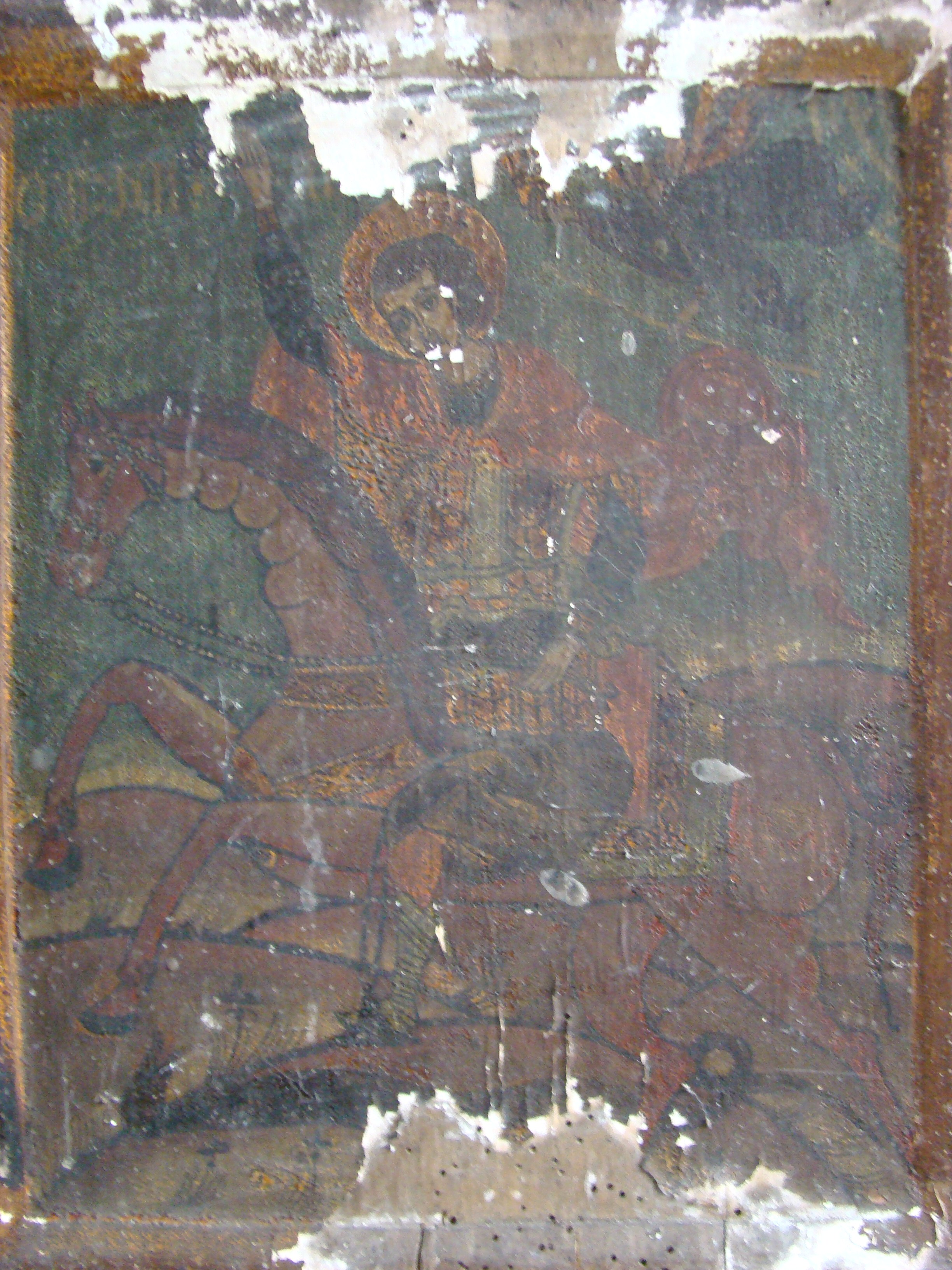
Sfântul Dumitru
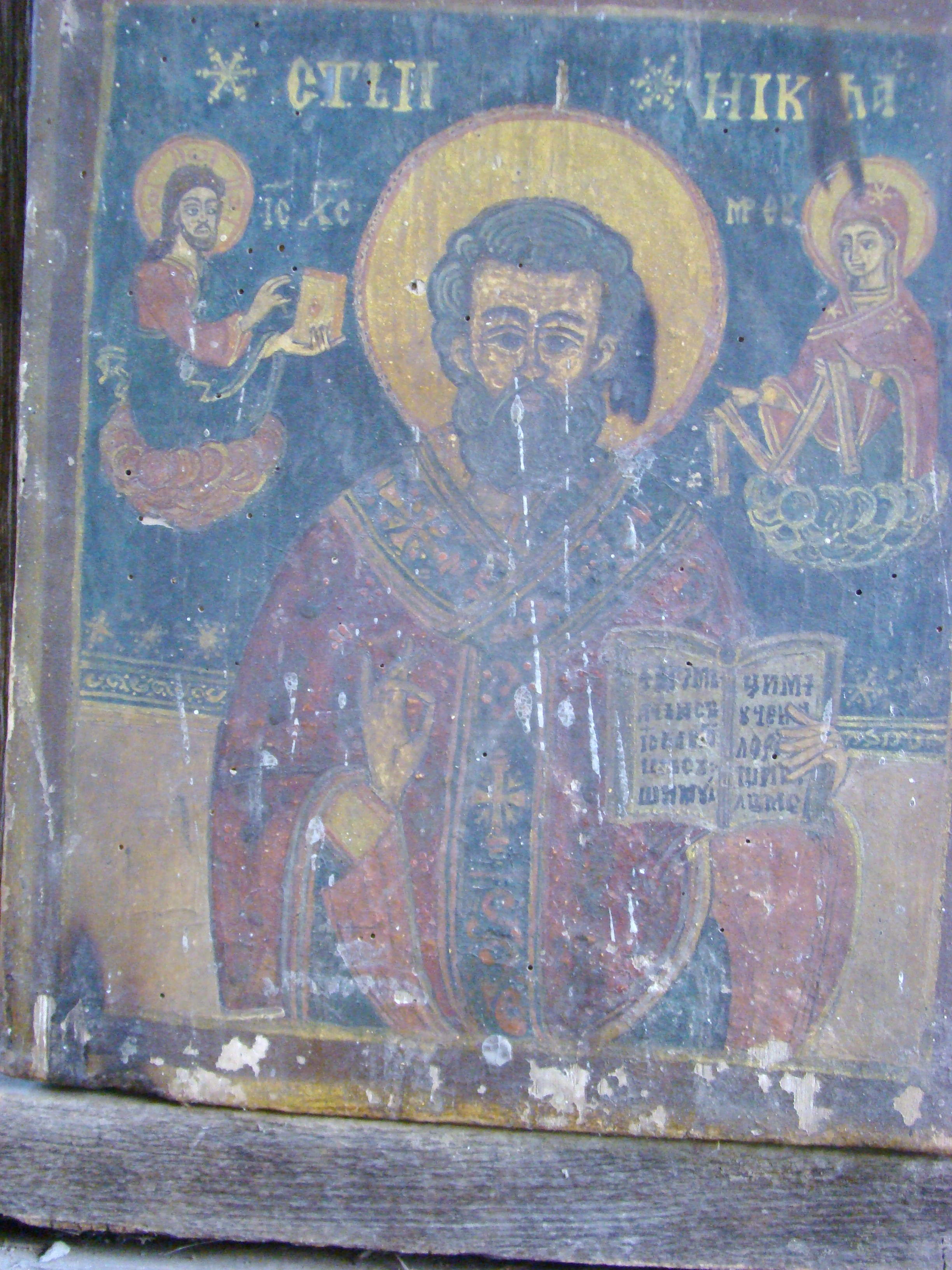
Sfântul Nicolae
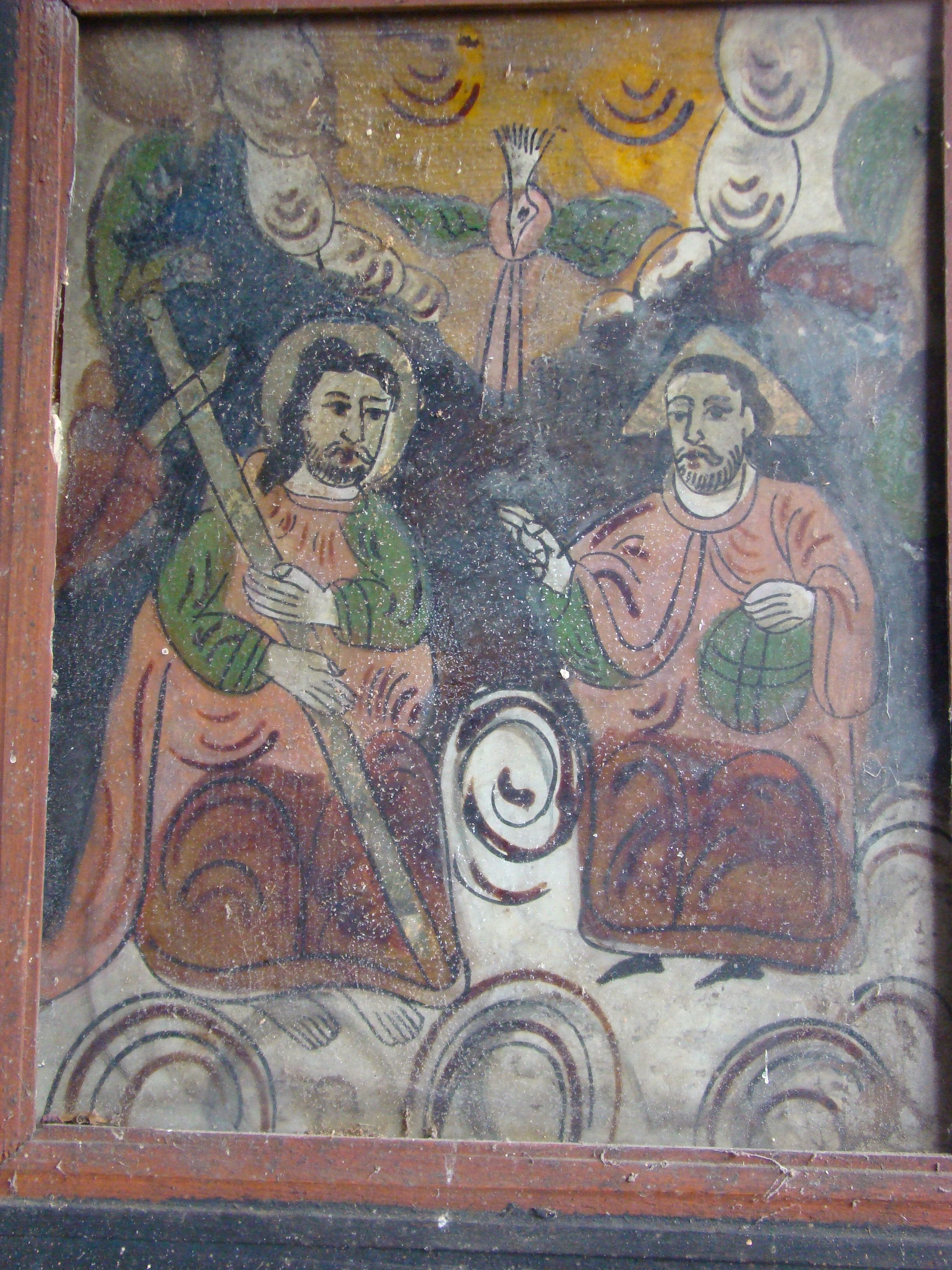
Sfânta Treime
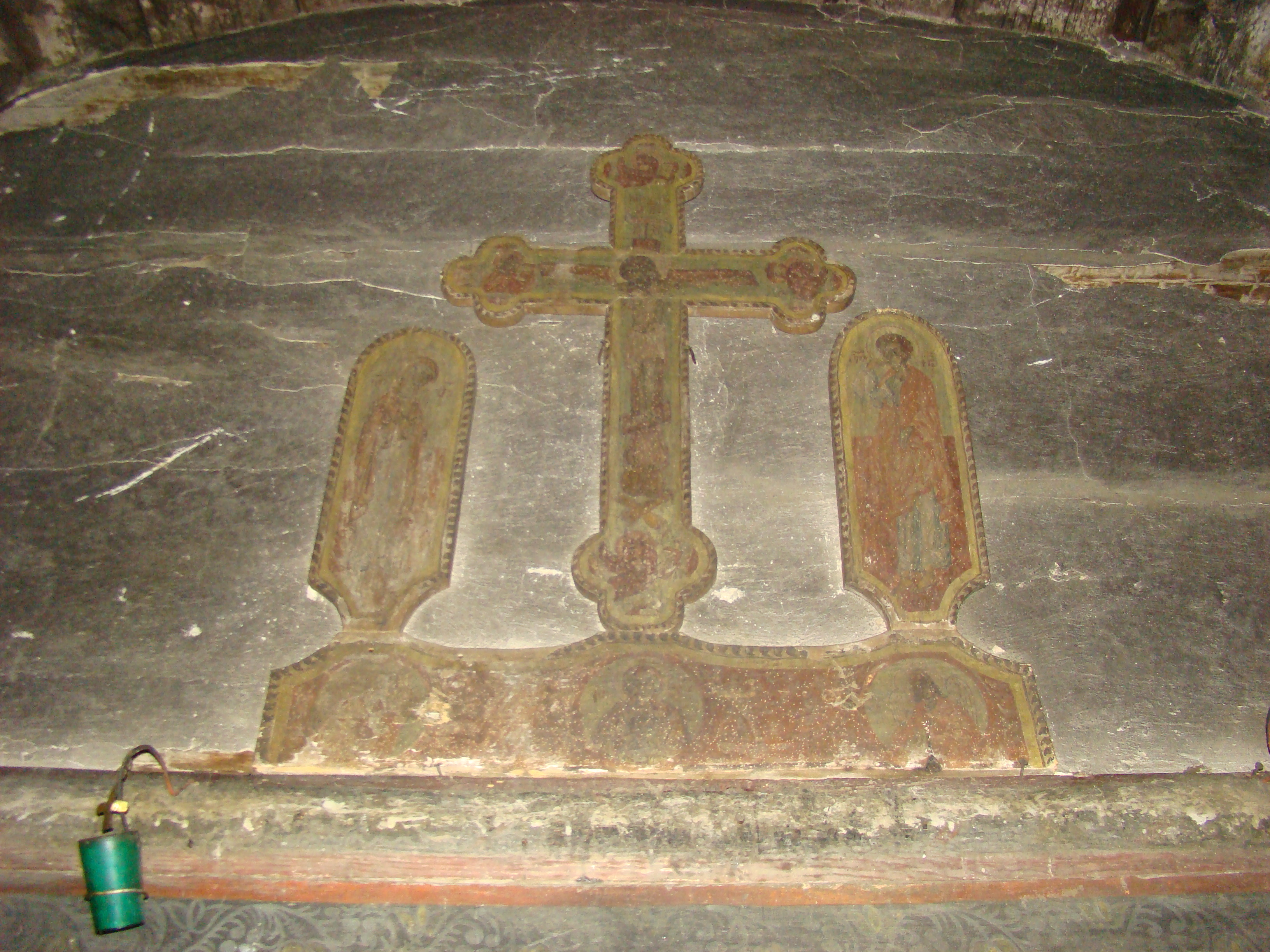
Crucea şi moleniile
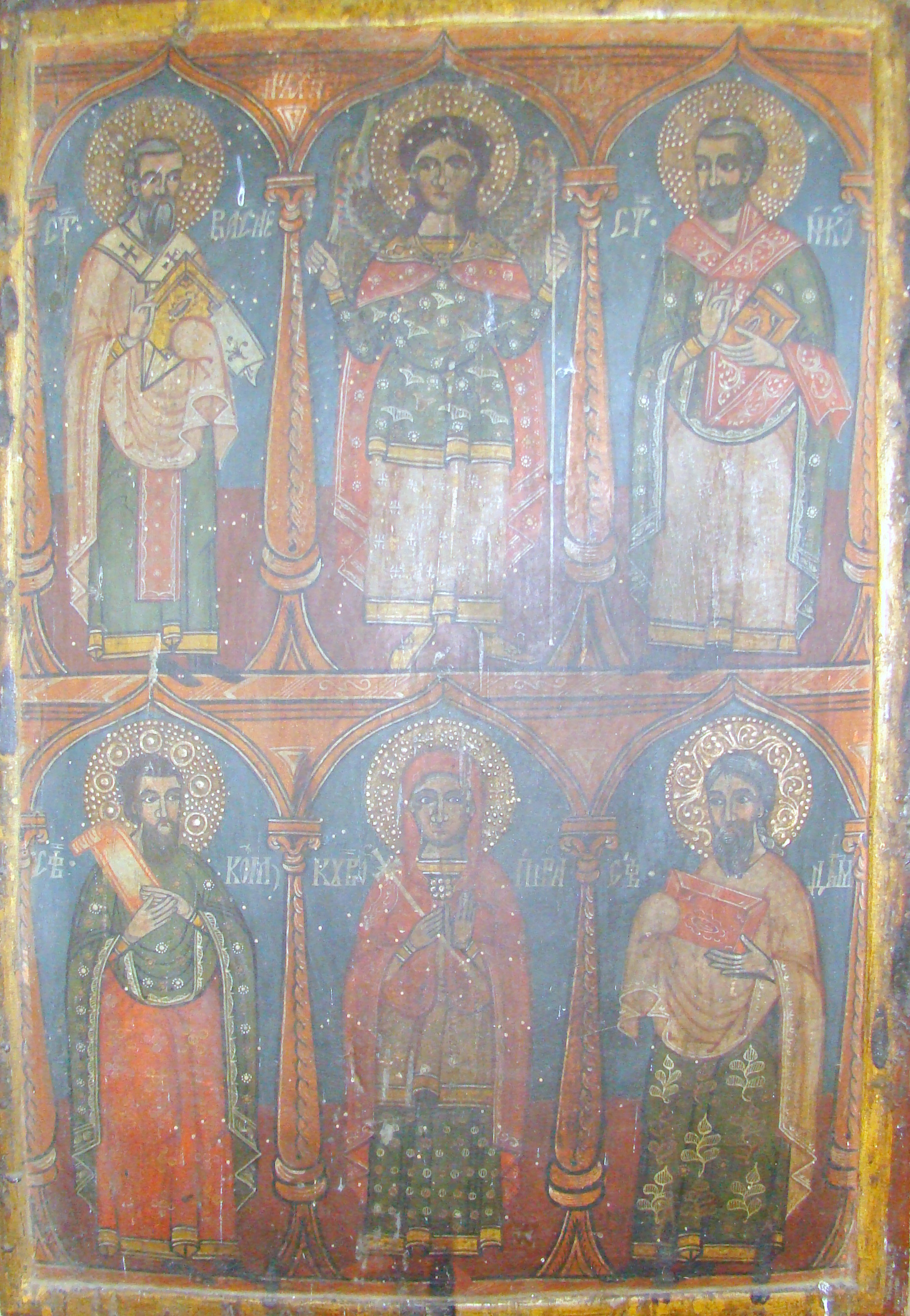
Naos (sud): Sf.Vasile; arhanghelul Mihail; Sf.Nicolae; Sf.Cosma; Cuv.Paraschiva; Sf.Damian
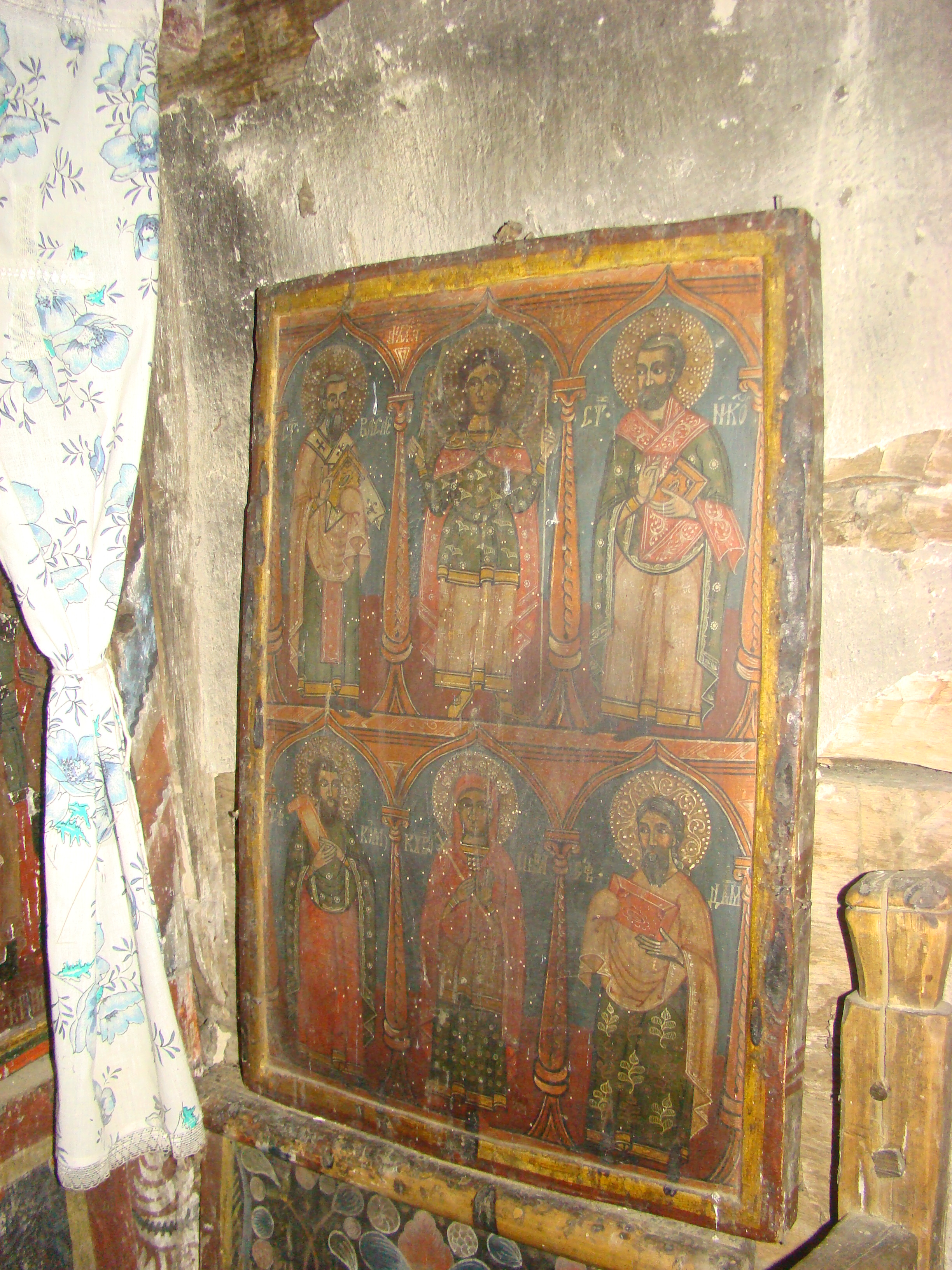
Naos (sud): Sf.Vasile; arhanghelul Mihail; Sf.Nicolae; Sf.Cosma; Cuv.Paraschiva; Sf.Damian
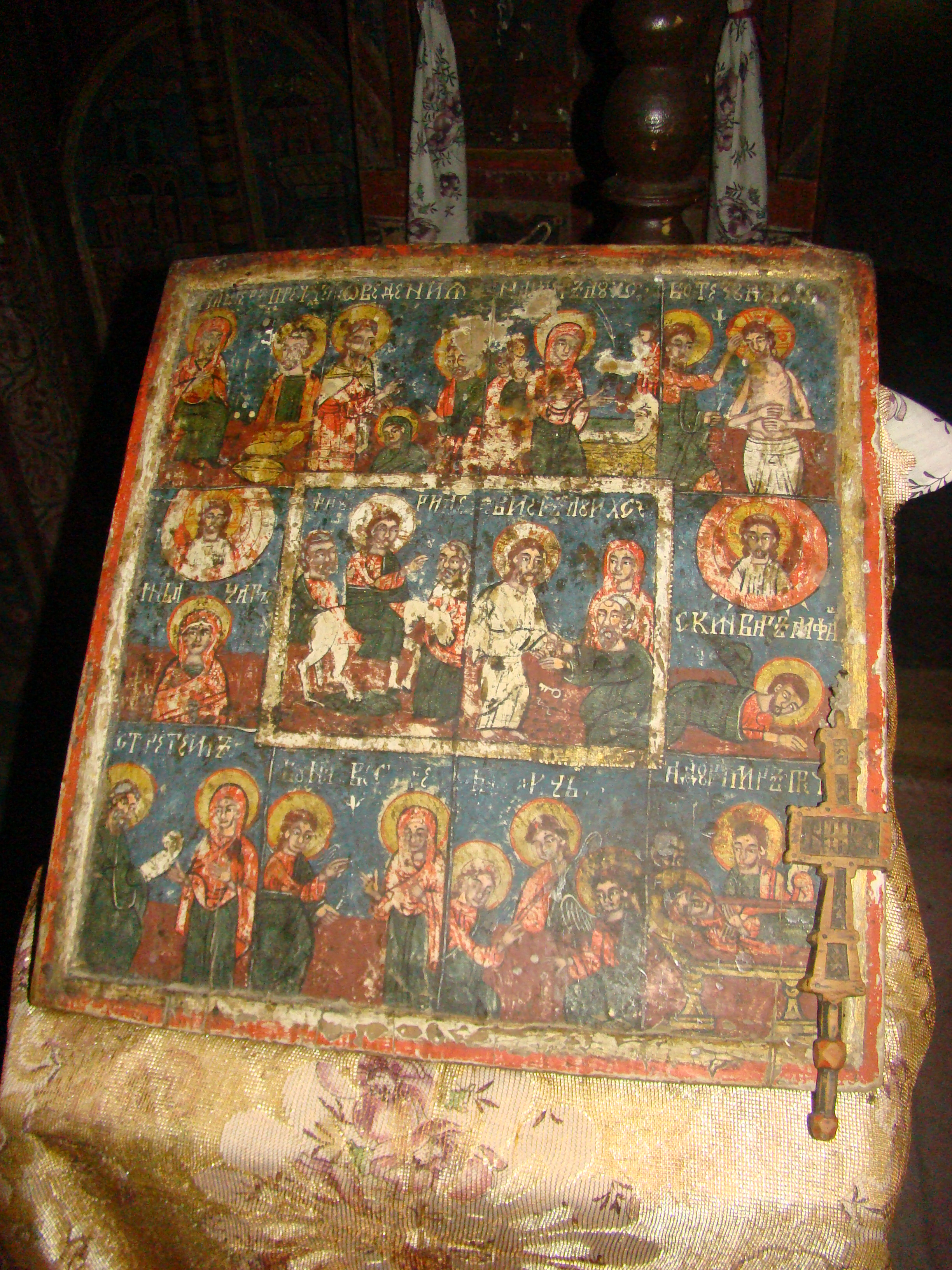
Icoana prăznicar de pe tetrapod
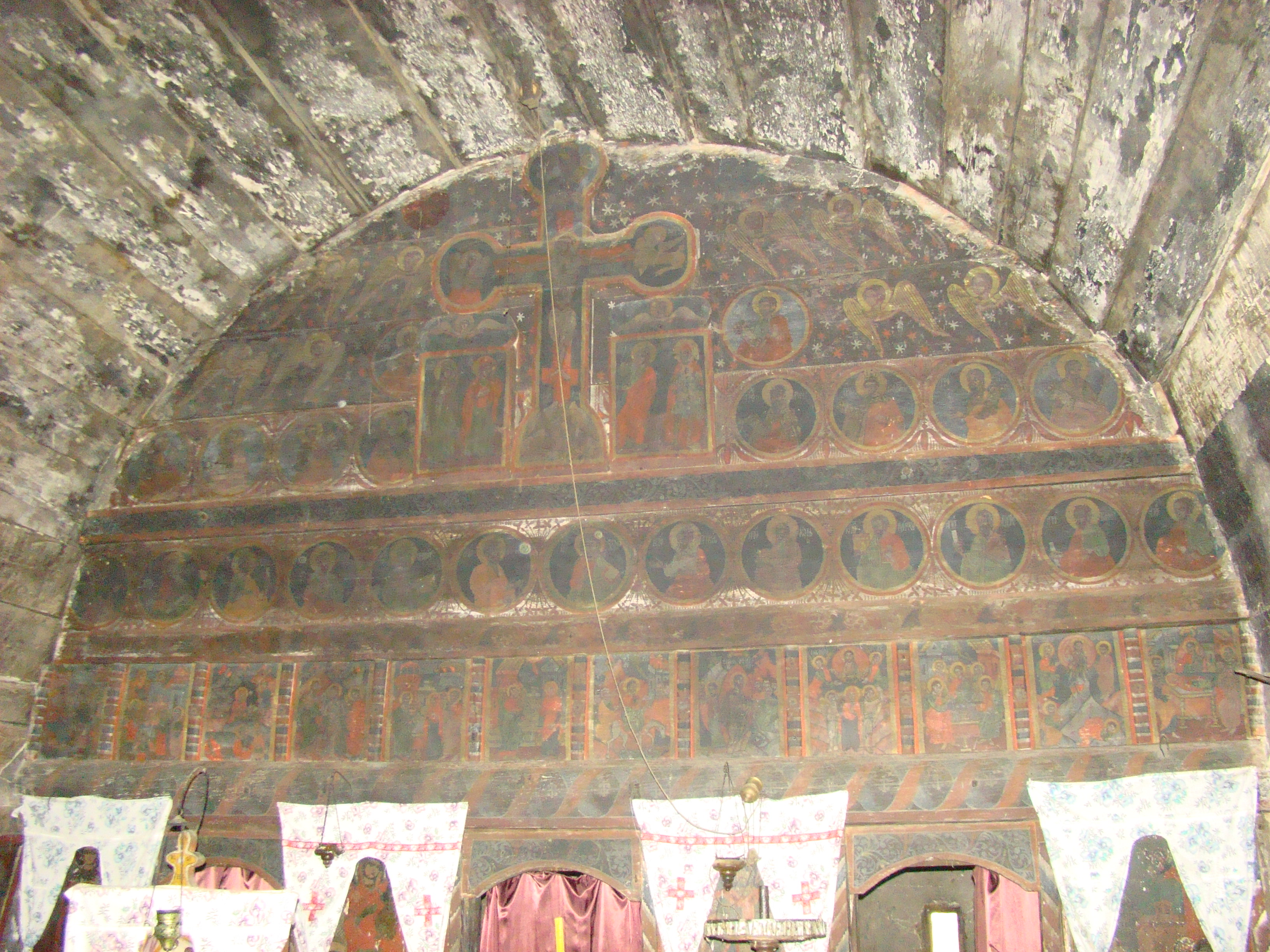
Tâmpla
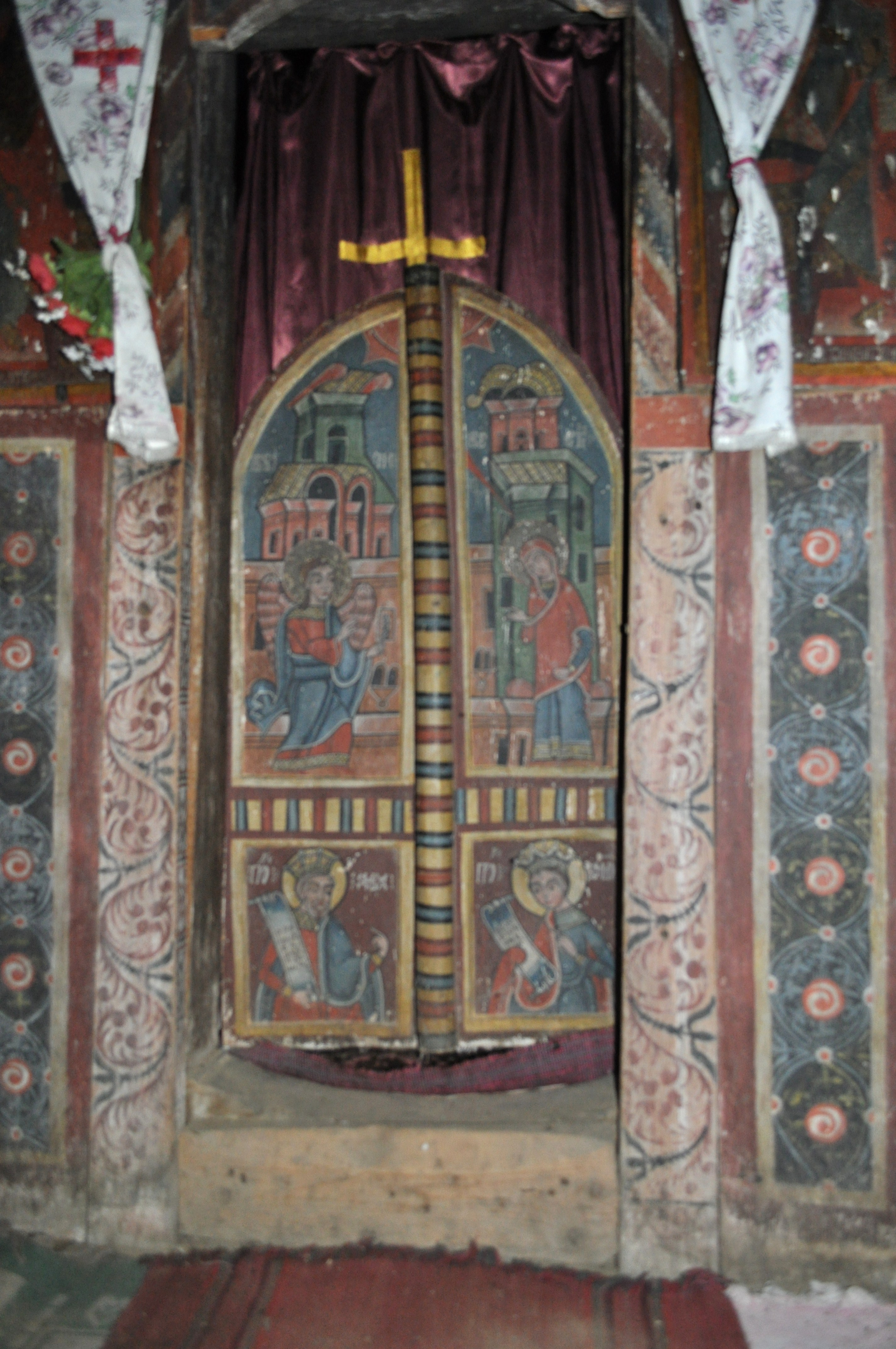
Uşile împărăteşti
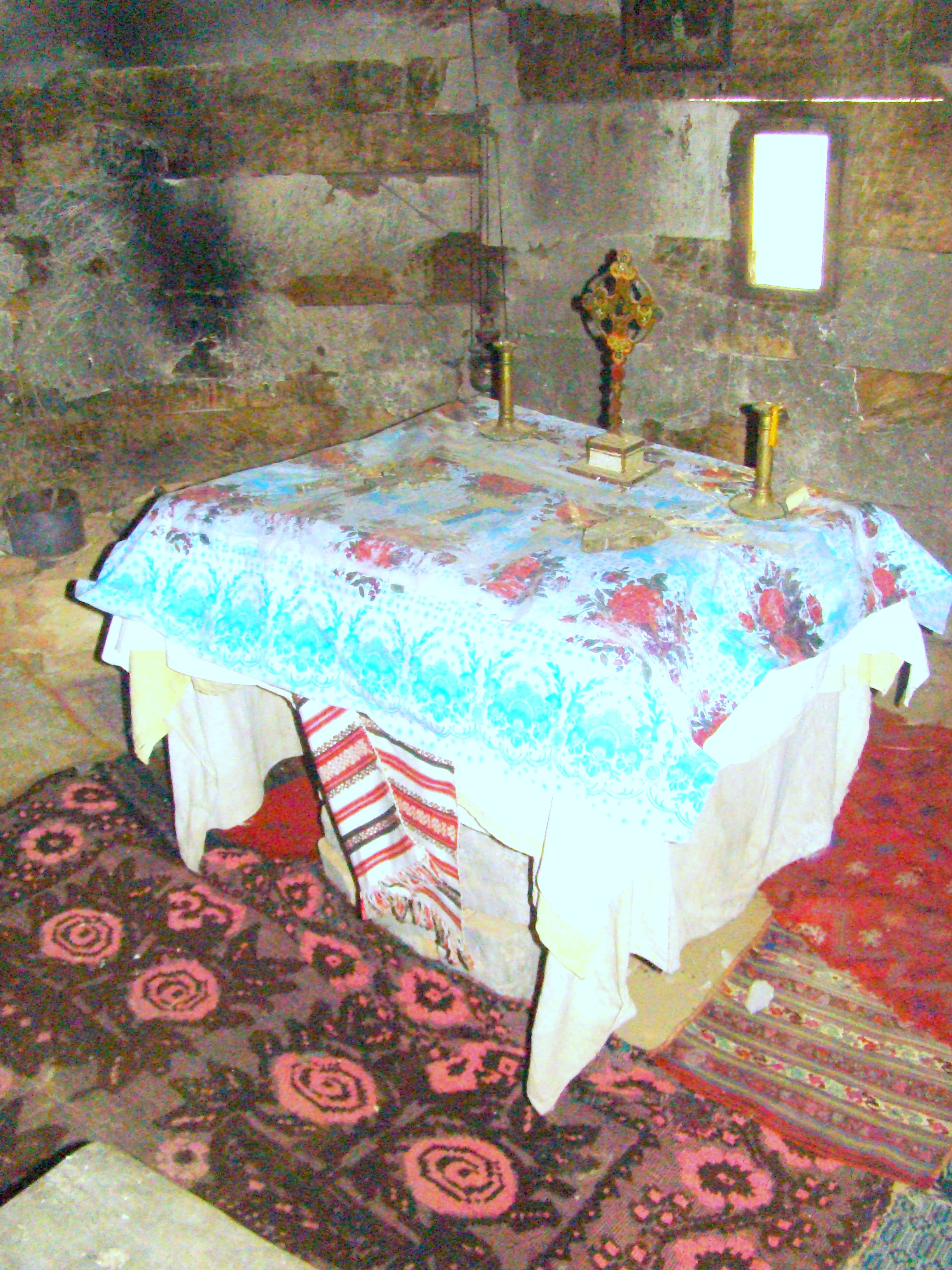
În altar
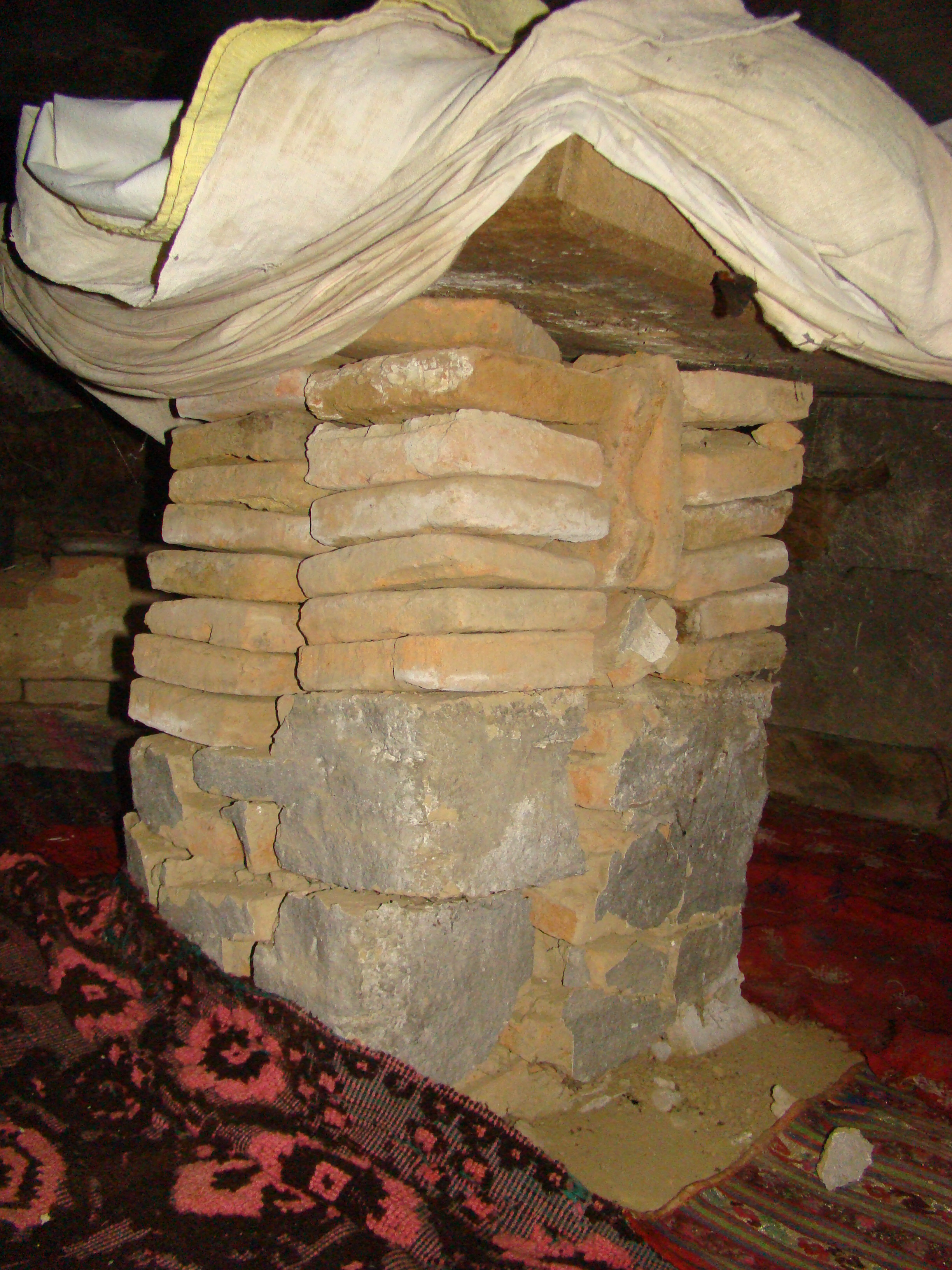
Piciorul mesei altarului